# Castello
Un castello è un tipo di struttura fortificata, cinta di mura con torri, eretta soprattutto in età medievale per dimora e difesa dei nobili proprietari di terre e dei signori feudali, oltre che da ordini religiosi cavallereschi. Gli studiosi dibattono sull'esatta estensione del termine "castello", ma di solito si concorda nel ritenerla una parola associata a una residenza fortificata privata di un signore o di un nobile. Ciò la distinguerebbe, in termini lessicali, da un palazzo, che non è fortificato; da una fortezza, che non sempre era residenza di reali o nobili; da un maniero, perché, pur essendo sovente dotato di piccole mura o cancelli, non è adeguatamente fortificato; e infine da un insediamento fortificato, il cui scopo primario era quello di difendere un'ampia cerchia di popolazione e non esclusivamente aristocratica, malgrado vi siano molte somiglianze tra questi tipi di costruzione. L'uso del termine è variato nel tempo ed è stato applicato a strutture diverse come la fortezza di collina e le tenute di campagna. Durante i circa novecento anni in cui sono stati regolarmente costruiti i castelli hanno assunto un gran numero di forme con molte caratteristiche diverse, anche se alcuni aspetti, come cortine, feritoie, e punti di ingresso limitati e rinforzati, erano pressoché imprescindibili.
I castelli in stile europeo ebbero origine nei secoli IX e X dopo la caduta dell'impero carolingio, il suo territorio finì diviso tra singoli signori e principi. Questi nobili costruirono castelli per controllare l'area immediatamente circostante, promuovendo la realizzazione degli edifici in questione sia a scopi offensivi che difensivi. Questi ultimi si potevano ricomprendere essenzialmente nel binomio generato dalla possibilità di lanciare incursioni e dalla protezione che ne derivava dai nemici. Sebbene le loro origini militari siano spesso enfatizzate negli studi accademici, i castelli fungevano anche da centri di amministrazione e simboli di potere. Quelli urbani avevano la funzione di fronteggiare prontamente insurrezioni cittadine e sorvegliare le importanti rotte di viaggio adiacenti, mentre quelli rurali si distinguevano per la loro collocazione in località specifiche e rilevanti dal punto di vista strategico o degli approvvigionamenti (per esempio vicino a un fiume, a mulini o a campi coltivati).
Molti castelli dell'Europa settentrionale erano originariamente costruiti con terra e legno, ma in seguito essi scomparvero in favore della pietra. La posizione delle strutture non si sceglieva non ricorrendo ad alcun criterio, poiché si soleva sfruttare i vantaggi offerti da specifiche località naturali: si pensi ai castelli realizzati nei pressi di formazioni rocciose o corsi d'acqua, i quali, nei primi tempi, erano prive di elementi come torri e feritoie e si sviluppavano da una base di partenza costituita da un dongione centrale. Tra la fine del XII e l'inizio del XIII secolo si iniziò a seguire un approccio scientifico nella costruzione dei castelli, valido anche per il perfezionamento o l'ammodernamento delle vecchie strutture, che fu reso possibile dalle maggiori conoscenze in campo architettonico e ingegneristico. Ciò portò alla proliferazione di torri, con una certa enfasi posta sulla difesa dalla tattica del defilamento. Molti dei nuovi edifici erano poligonali o, più di rado, ad anello: il particolare genere dei castelli concentrici perseguiva il fine di massimizzare la potenza di fuoco totale, potendo inoltre disporre di una maggiore capacità di truppe. Questi cambiamenti si dovettero a vari aspetti, non ultimi l'esperienza appresa durante le crociate e lo studio attento dei pregi di strutture più ataviche come i castra (accampamenti militari) di epoca romana. Non tutti gli elementi architettonici sopperirono sempre esigenze belliche, ragion per cui alcuni meccanismi difensivi, come il fossato, affrontarono un processo di evoluzione tale per cui si trasformarono in simboli di potere. Alcuni grandi castelli avevano approcci lunghi e tortuosi destinati a impressionare e dominare il loro paesaggio.
Sebbene la polvere da sparo sia stata introdotta in Europa nel XIV secolo essa non influenzò in modo significativo la costruzione del castello fino al XV secolo, cioè quando l'artiglieria divenne abbastanza potente da sfondare le mura in pietra. Mentre i castelli continuarono a essere costruiti fino al XVI secolo, le nuove tecniche per fare fronte al miglioramento del fuoco dei cannoni li resero luoghi non più idonei a soddisfare le esigenze a cui sopperivano nei secoli precedenti e difficili da rifornire. Di conseguenza i veri castelli andarono in declino e furono sostituiti da forti di artiglieria senza ruolo nell'amministrazione civile e case di campagna indifendibili. Dal XVIII secolo in poi, si sviluppò un rinnovato interesse per i castelli, estrinsecatosi nel periodo neogotico con la costruzione di falsi storici che non avevano alcuno scopo militare, ma ne riprendevano le antiche fattezze.

## Definizione

### Etimologia

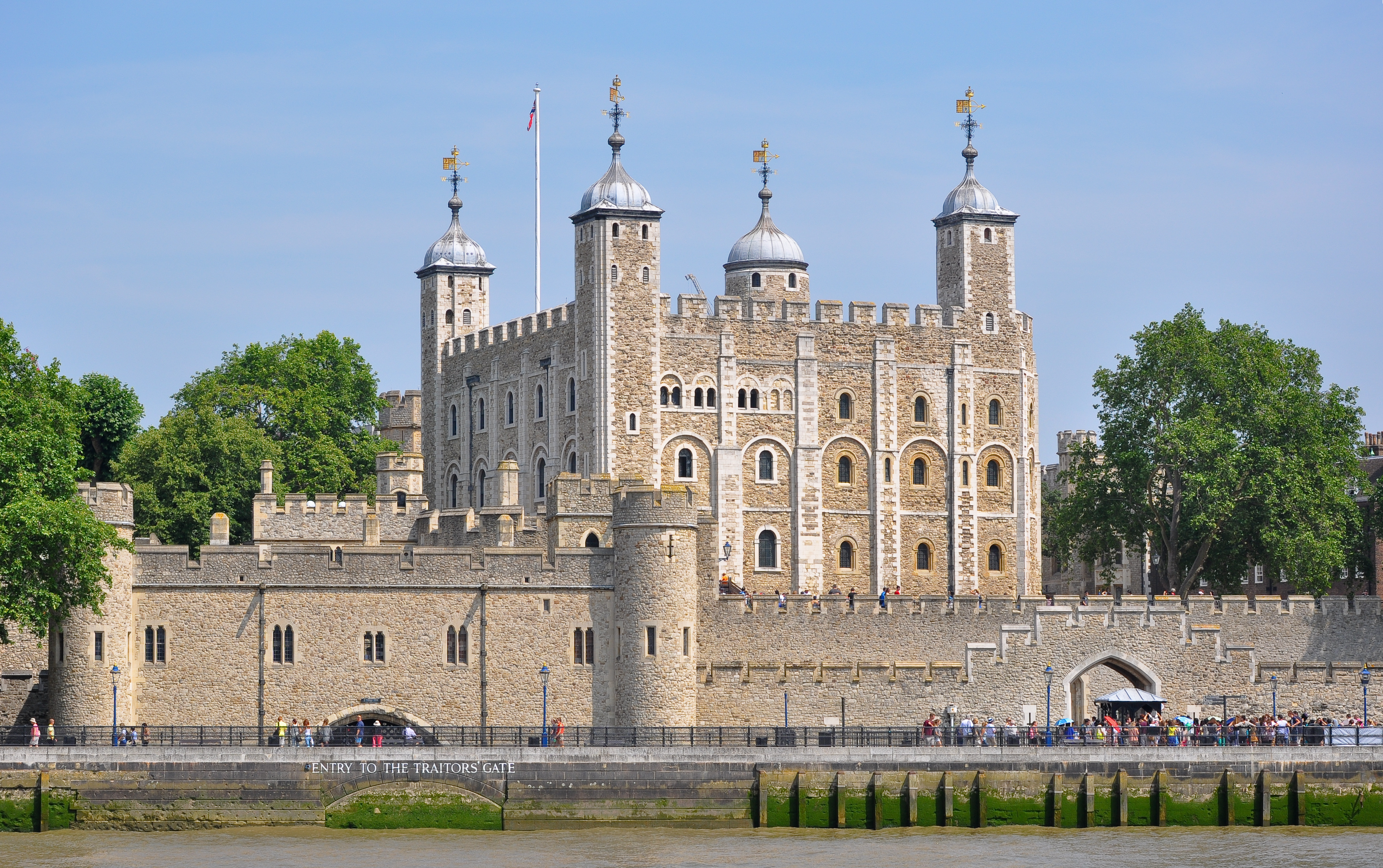
La "Torre Bianca" in stile normanno, dongione della Torre di Londra, esemplifica tutte le funzioni perseguite da un castello: difesa della città, luogo di residenza e punto di rifugio in tempi di crisi

Nel De verborum significatione di Sesto Pompeo Festo, lessicografo e grammatico romano del II secolo, il termine castella era a quei tempi il nuovo "moderno" modo di chiamare le dividicole, cioè quelle robuste costruzioni agrarie di legname che Roma, già nei suoi tempi repubblicani, faceva erigere in vicinanza delle più importanti sorgenti d'acqua, affidando ai loro presidi il compito di permettere e garantire a tutti gli agricoltori della zona il godimento di quell’acqua, tanto necessaria alle loro coltivazioni, ed evitando così soprusi e privilegi nella sua distribuzione. Il termine castello deriva dal latino castĕllum, che a sua volta è un diminutivo della parola castrum, il quale significa "luogo fortificato". L'inglese antico castel e il moderno castle, il francese antico castel o chastel e il moderno château, lo spagnolo castillo e il portoghese castelo sono solo alcuni degli esempi che hanno un'origine comune, cioè da castellum.

### Definizione delle caratteristiche
La definizione di castello accettata dagli accademici è quella di "una residenza fortificata privata". Si tratta comunque di una definizione non valida per ogni epoca storica, considerando i burh anglosassoni e le città murate di Costantinopoli e Antiochia in Medio Oriente; i castelli non erano messi a disposizione della comunità, essendo posseduti dai signori feudali locali, sia per se stessi che in vece del monarca che li aveva incaricati di sorvegliarlo. Il feudalesimo si contraddistingueva per il legame tra un signore e il suo vassallo dove, in cambio di fedeltà e del servizio militare, il signore concedeva alla controparte la gestione delle terre. Alla fine del Novecento, nella definizione di castello si è iniziato a includere il criterio della proprietà feudale. Ciò ha di fatto fuso il legame del termine con il periodo medievale; tuttavia, si tratta di una definizione comunque non in grado di comprendere esaustivamente ogni momento di quell'epoca storica. Durante la prima crociata (1096-1099), gli eserciti franchi incontrarono insediamenti fortificati e forti da loro indiscriminatamente chiamati castelli, malgrado esse non andrebbero a soddisfare i requisiti richiesti dalla definizione moderna.

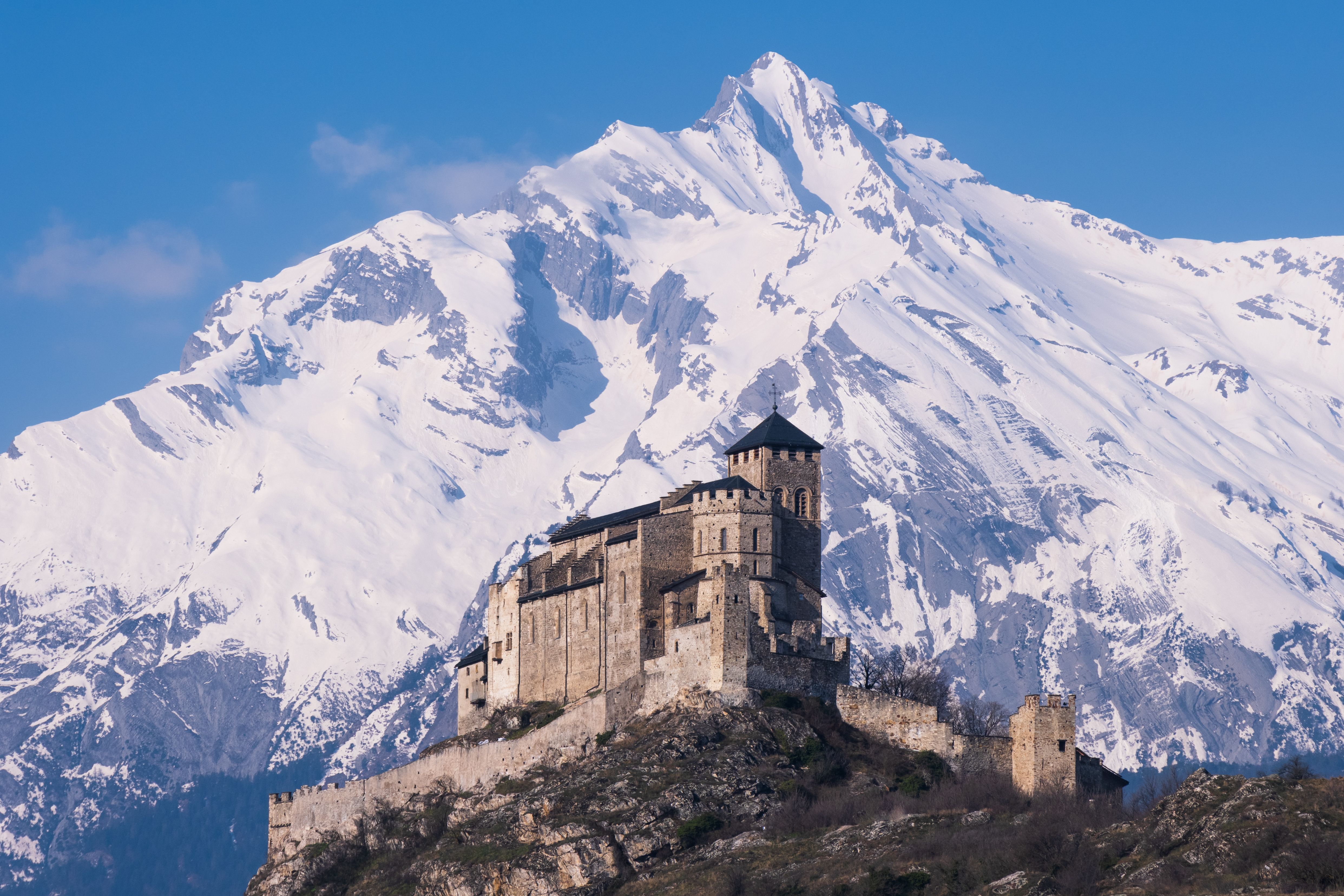
Il castello di Valère, in Svizzera

I castelli sopperivano a una serie di scopi, perlopiù militari, amministrativi e domestici. Oltre alle strutture difensive, i castelli rappresentavano strumenti pronti a offendere se impiegati come base operativa in territorio nemico. A titolo di esempio, i castelli fondati dagli invasori normanni in Inghilterra sia per scopi difensivi che per imporre la propria autorità sugli abitanti del paese. Quando Guglielmo il Conquistatore avanzò attraverso l'Inghilterra, egli fortificò posizioni chiave per proteggere quanto aveva espugnato. Tra il 1066 e il 1087 fondò 36 castelli, tra cui quello di Warwick, che usò per proteggersi dalla ribellione nelle Midlands.
Verso la fine del Medioevo, i castelli cominciarono a perdere la loro essenza militare a causa dell'avvento di potenti cannoni e fortificazioni di artiglieria permanenti. Di conseguenza, gli edifici una volta imprescindibili a scopi bellici divennero più funzionali come residenze e come dimostrazione di potere. Un castello poteva operare da roccaforte e prigione, avere uno scopo deterrente e ospitare sale da cui il signore di turno poteva esercitare la propria autorità, dialogare e incontrare cavalieri o propri pari. Nel tempo, l'aspetto estetico si fece più importante, poiché l'aspetto e le dimensioni del castello iniziarono a riflettere il prestigio e il potere del suo occupante. Fungendo da residenza, con il tempo si provò a renderla sempre più confortevole all'interno delle mura fortificate. Sebbene i castelli fornirono ancora una parca protezione nel caso di piccole schermaglie in età moderna, alla fine l'avanzamento tecnologico e ingegneristico li rese obsoleti.

### Terminologia

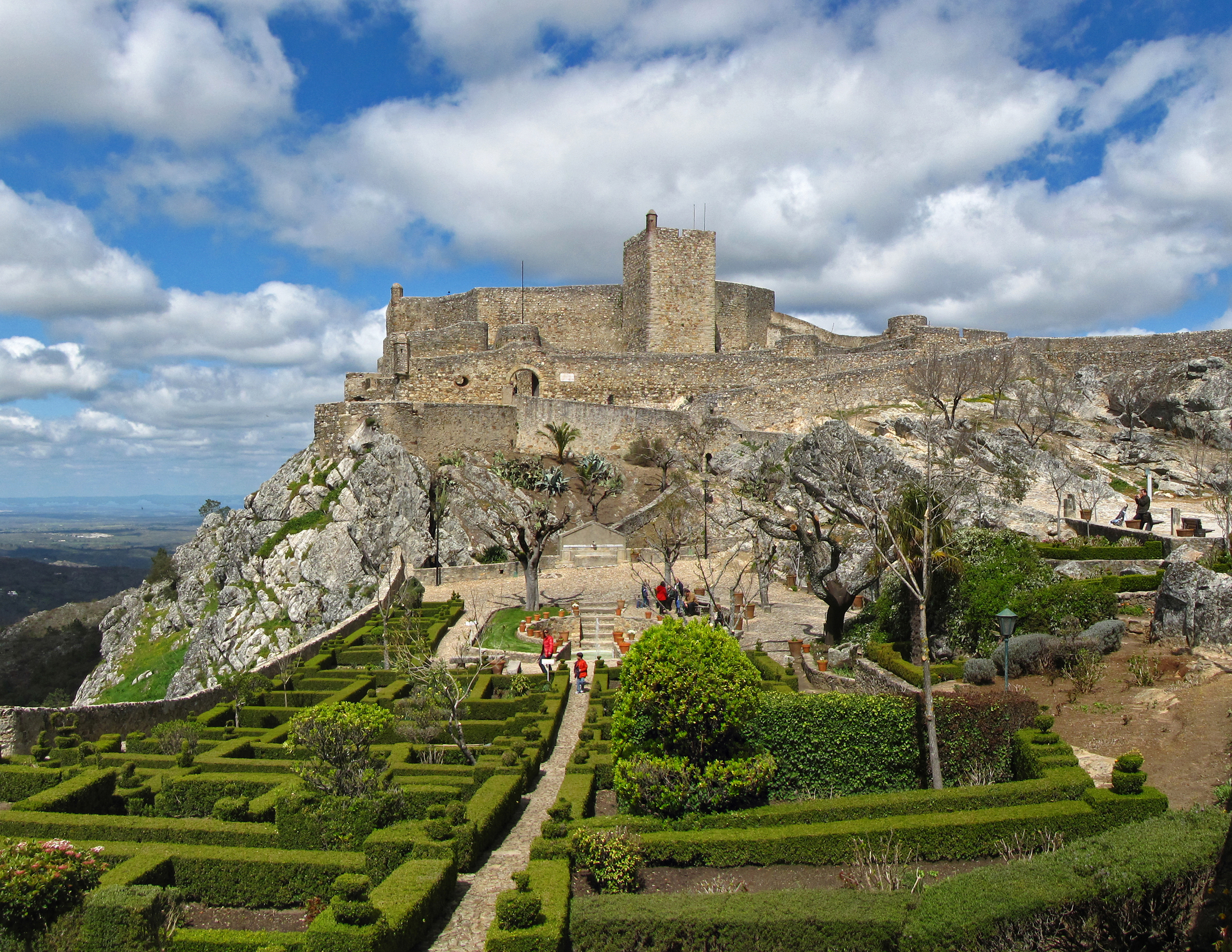
Castello di Marvão, in Portogallo

Castello è talvolta impiegato come termine generico per indicare vari tipi di fortificazione, comportando, in alcuni casi, un improprio utilizzo della parola. Si pensi a tal proposito al castello di Maiden, in Cornovaglia, il quale, nonostante il nome, è una fortezza di collina risalente all'età del Ferro che aveva un'origine e uno scopo assai diversi.
Sebbene "castello" rimanga un termine distinto da maniero, molti manieri adottano l'errata denominazione di "castello" nella prassi, pur avendo poche caratteristiche architettoniche affini: ciò è accaduto perché, di solito, i proprietari di turno amavano richiamare il passato e ritenevano che applicare il termine "castello" fosse più signorile. In Francia, invece, alla trasformazione architettonica si affiancò quella linguistica: è il caso dei numerosi castelli reali della valle della Loira, trasformati in splendidi palazzi, per cui ancora oggi si usa distinguere questi château dalle fortezze che mantengono aspetto medievale, chiamate château-fort. Nella storiografia, il castello nella definizione di cui sopra è generalmente accettato come un concetto dalla vasta portata geografica, perché pur essendo originario dell'Europa e successivamente diffuso in parti del Medio Oriente, grazie ai crociati europei, viene talvolta, in maniera discutibile, applicato anche per latitudini lontane come l'Asia orientale. Il collegamento tra Asia ed Europa fece sì che le tattiche di costruzione venissero apprese, studiate o ammirate dalle varie controparti di riferimento, con il risultato che le influenze tra le varie culture si fecero ineluttabili.

### Esempi fuori dall'Europa
Nelle aree più lontane dall'Europa, in particolare, strutture analoghe condividevano aspetti comuni insiti nel concetto di castello, sebbene in alcuni casi avessero avuto origine in periodi e circostanze differenti e avessero subito evoluzioni e influenze diverse. Per esempio gli shiro (城) del Giappone, descritti alla stregua di castelli dallo storico Stephen Turnbull, hanno sperimentato "un processo di sviluppo completamente diverso, sono stati costruiti in un modo totalmente non paragonabile e sono stati progettati per resistere ad attacchi di natura assolutamente diversa". Mentre i castelli europei costruiti dalla fine del XII e dall'inizio del XIII secolo in poi erano generalmente in pietra, gli shiro erano prevalentemente in legno ancora nel XVI secolo. Si tratta di edifici enormi, a corpo unico, con pianta quadrangolare e alti basamenti in pietra. Lo shiro si sviluppa in verticale con forme tipicamente a pagoda, sviluppandosi su più piani. Proprio nel Cinquecento, quando le culture giapponese ed europea si incontrarono, le fortificazioni in Europa avevano superato i castelli e si basavano su innovazioni come la fortificazione all'italiana.
Per quanto riguarda l'India, i suoi abitanti mantennero contatti con l'Occidente in varie epoche, così, qualche secolo dopo il Medioevo europeo, anche in Asia meridionale ebbe luogo un incastellamento da parte dei feudatari. Come gli shiro, anche i forti indiani (durga o durg in sanscrito) condividevano caratteristiche comuni con i castelli in Europa, con torri, mura e camere per ospitare il signore che li abitava, e la natura di presidi. Oltre a distinguersi però per una maggiore attenzione alle decorazioni architettoniche, ovviamente in stile orientale, essi affrontarono comunque un percorso di sviluppo autonomo rispetto a quello dell'Europa. Quando gli inglesi raggiunsero quella regione nel XVII secolo, i castelli in Europa erano generalmente considerati superati. Durante la colonizzazione britannica vennero costruiti nuovi forti, pur mantenendo un certo gusto orientaleggiante, come nel caso del Forte Rosso a Delhi.

Castello di Nagoya, in Giappone
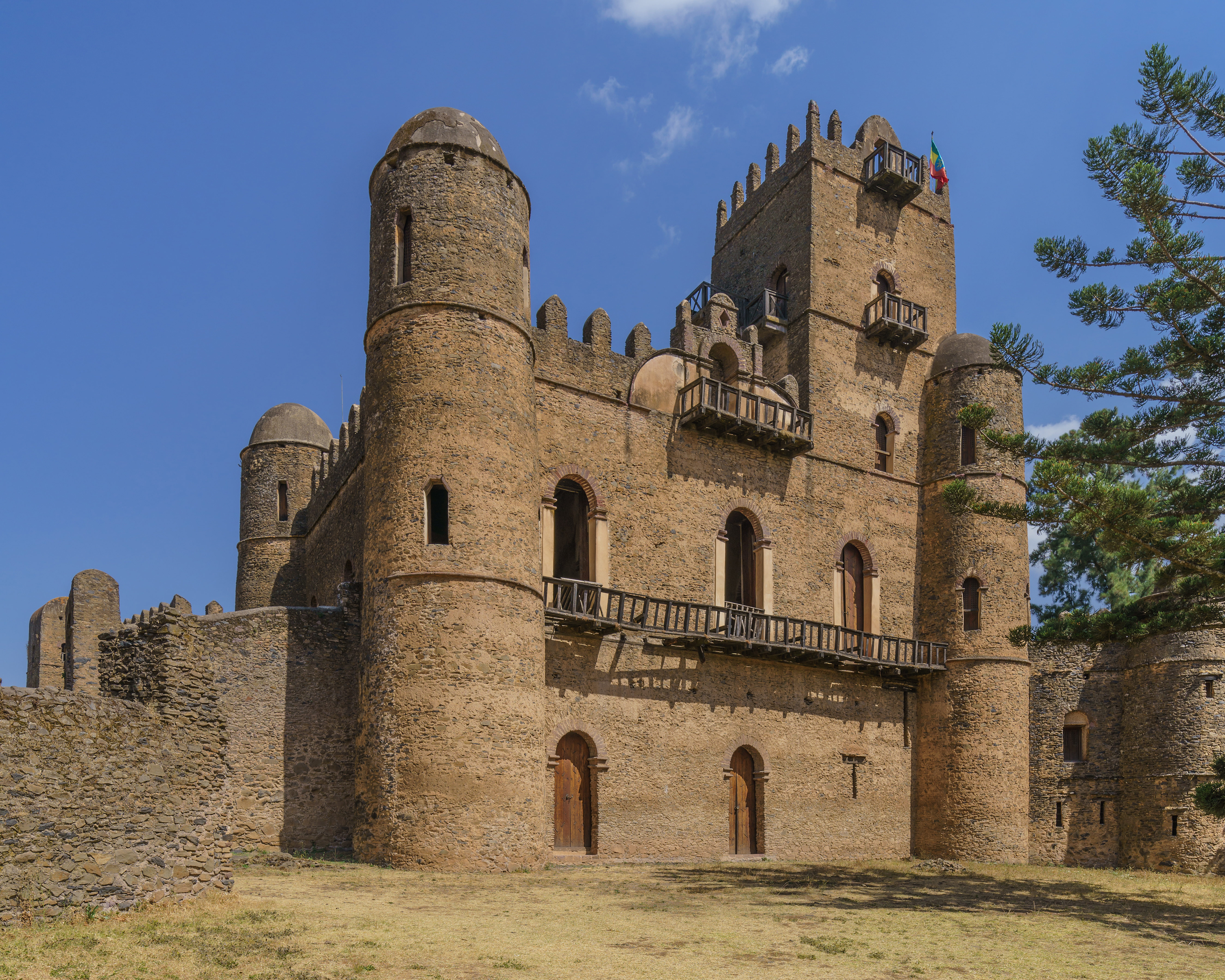
Un castello africano: quello di Fasil Ghebbi in Etiopia
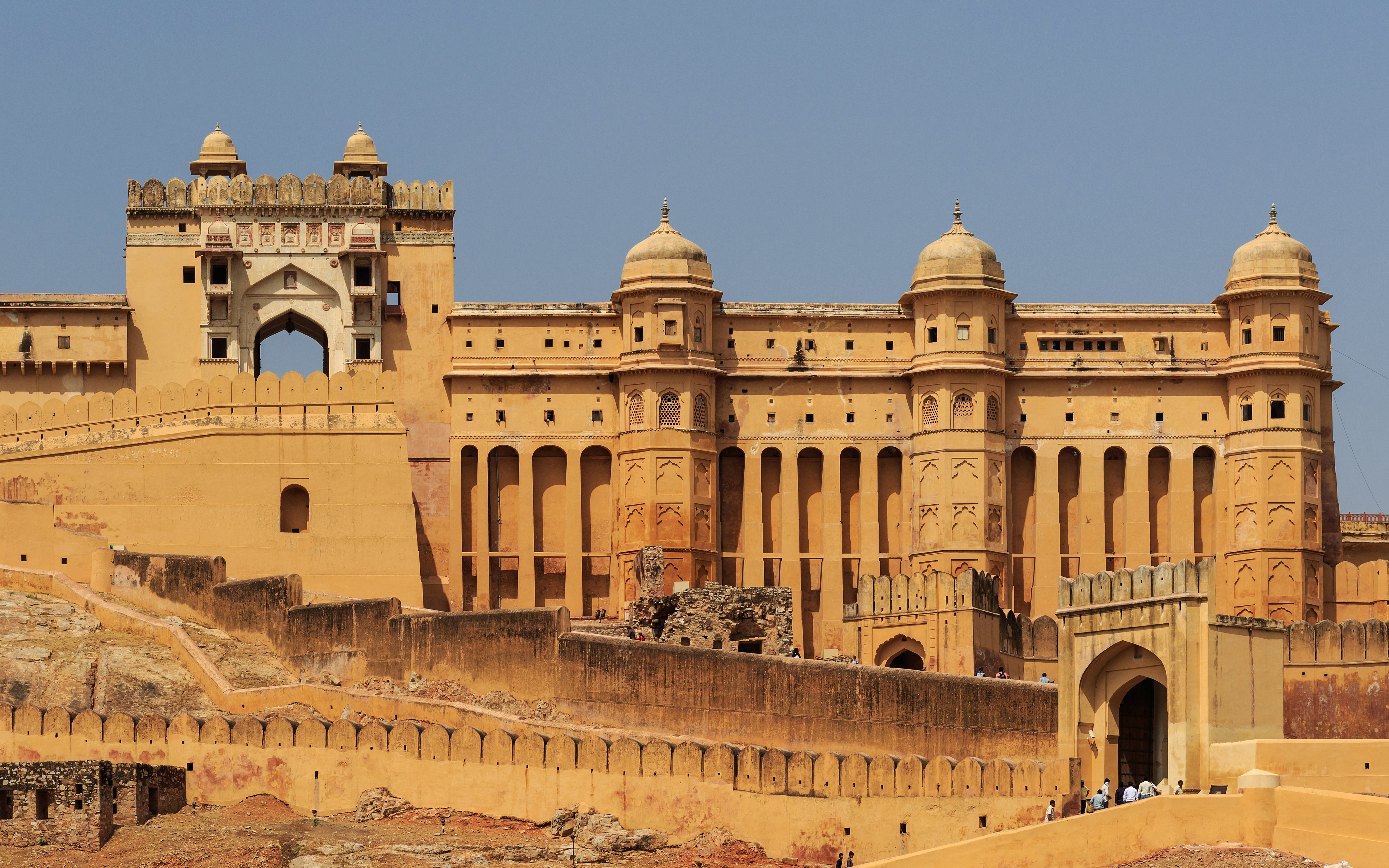
Un castello medievale indiano: il Forte Amber
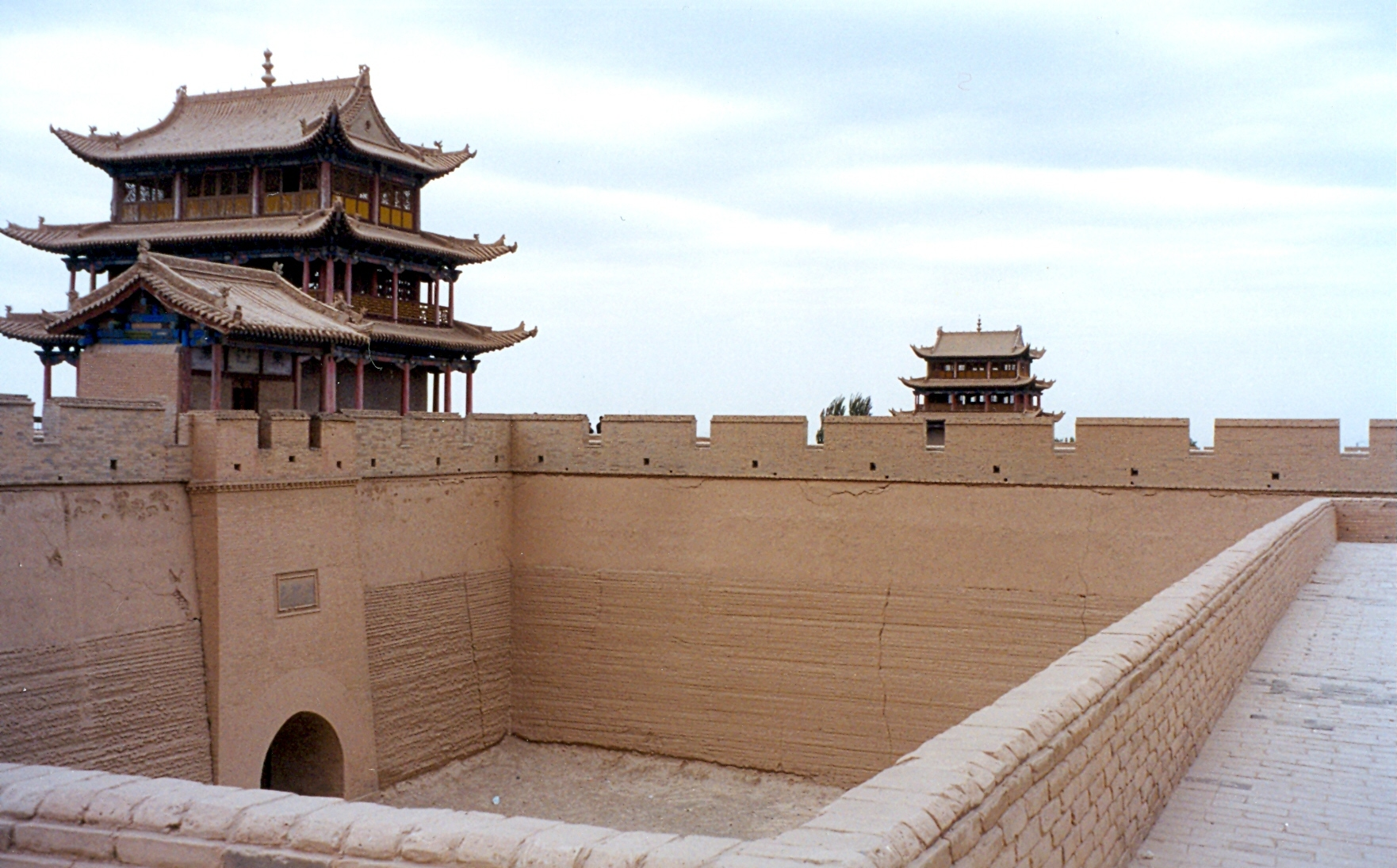
Un castello medievale cinese: quello di Jiayuguan

## Caratteristiche comuni

### Quadro di insieme

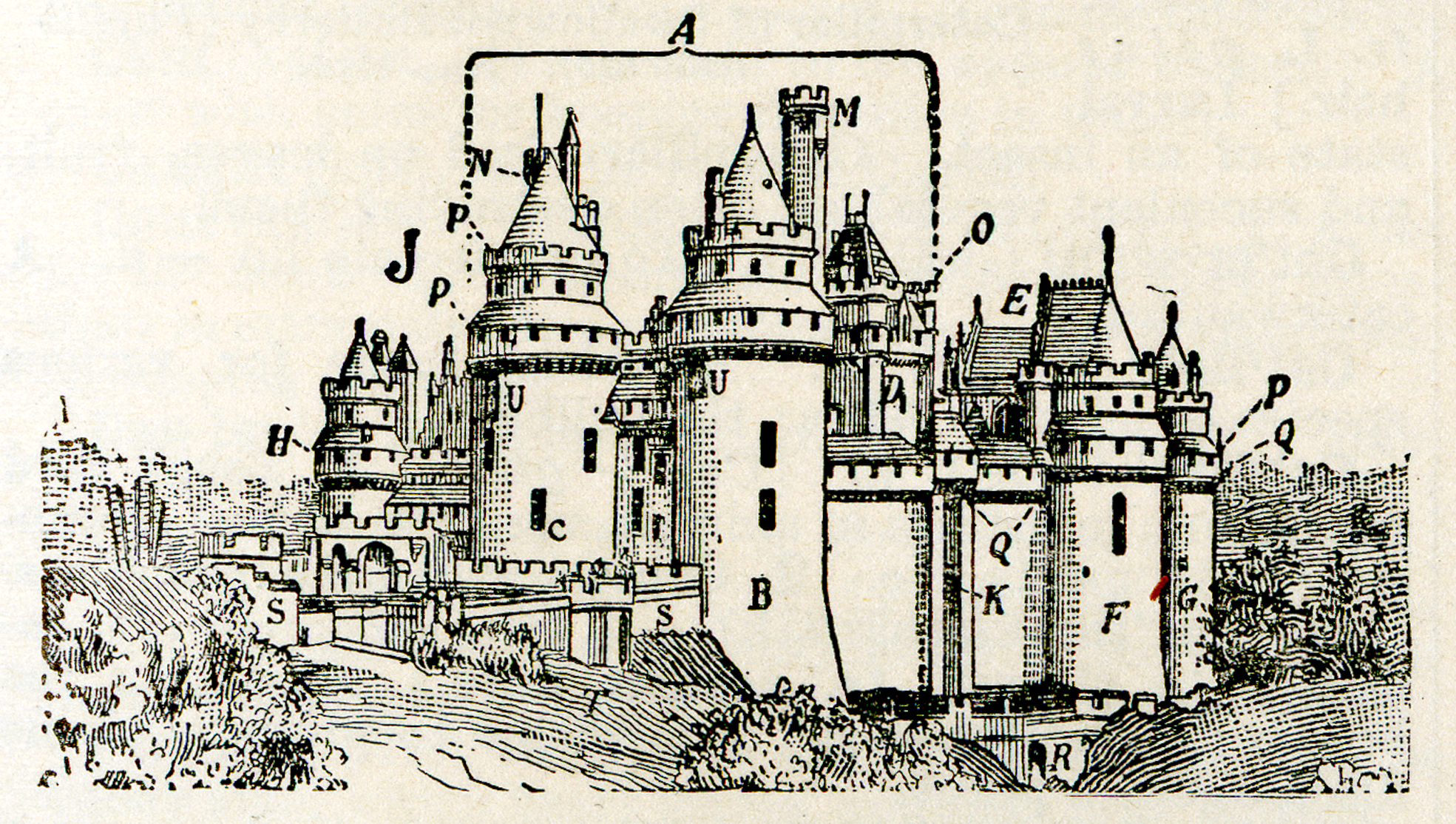
Castello di Pierrefonds

Anche se progettati diversamente i castelli presentano alcune caratteristiche canoniche. Nella figura è rappresentato il castello di Pierrefonds.
A - Residenza fortificata, comprensiva del mastio, la vera e propria abitazione della famiglia feudale e della corte
B e C - Persino a cappella
D - Mastio o donjon, la torre più grossa, residenza dei feudatari ed estrema difesa in caso di invasione della corte
E - Cappella
G e H - Torri difensive minori
K - Accesso laterale
M e N - Torrette del mastio collegate con scale a chiocciola alle torri esterne difensive
O - Garitte a strapiombo, camere delle sentinelle e torrette di guardia
P - Merlatura guelfa
Q - Cammino di ronda
R - Fossato
S - Barbacane

### Motta

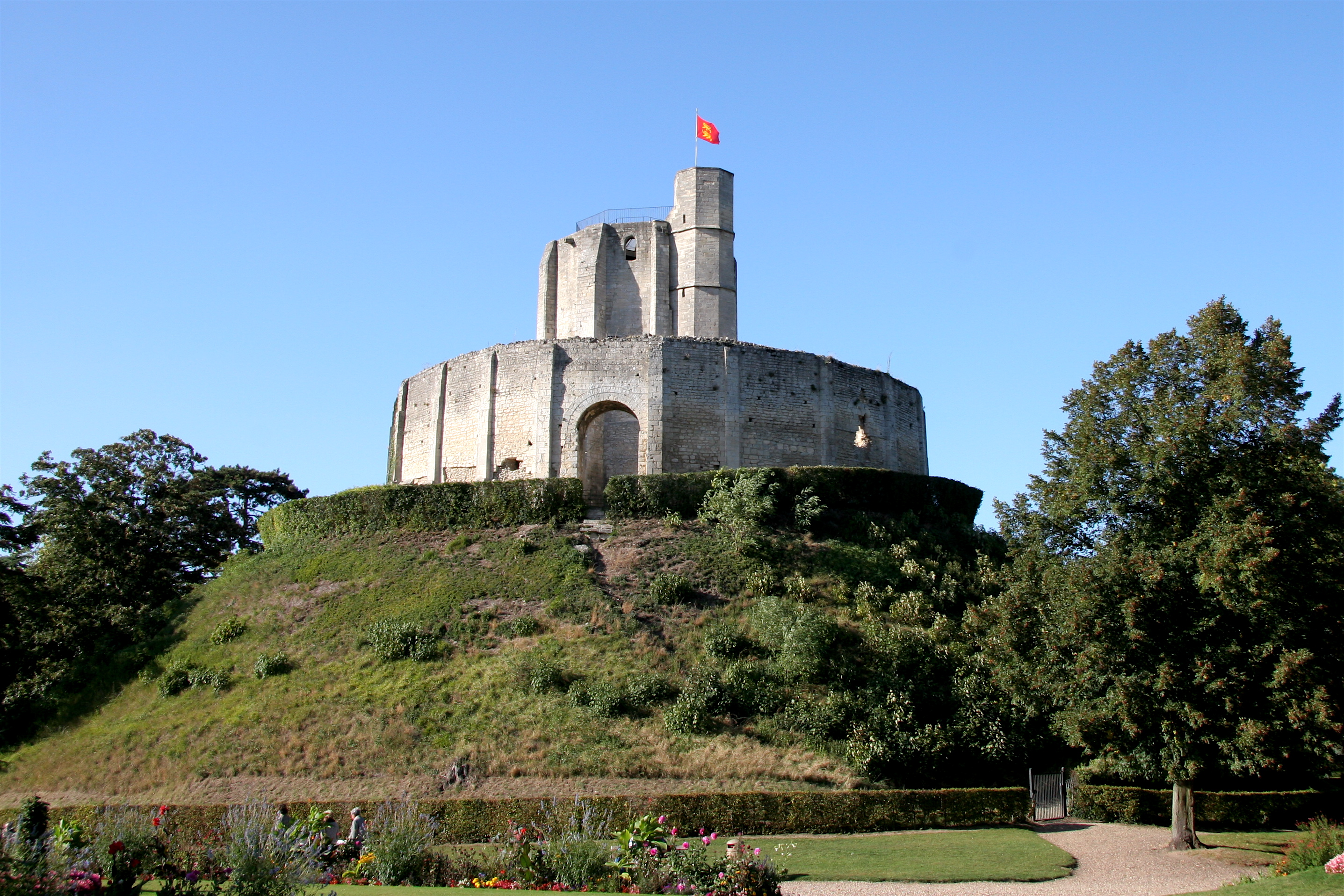
Le palizzate di legno in cima alle motte furono spesso sostituite dalla pietra, come in questo esempio del castello di Gisors, in Francia

Una motta è un sito recintato da palizzate in legno e dominato da una collina su cui sorge una torre protetta da una seconda palizzata. Si trattava di un'altura spesso artificiale, malgrado a volte incorporasse una caratteristica preesistente del paesaggio. Lo scavo di terra per realizzare il tumulo dava luogo a uno spazio meno elevato attorno alla motta, detto fossato (che poteva essere bagnato o asciutto). La motta è comunemente associata ai castelli quando si parla di "motta castrale" (in inglese motte-and-bailey), ma questa locuzione fa riferimento a una fase di sviluppo successiva rispetto alle strutture originarie, le quali non vedevano talvolta la presenza di seconde palizzate.
Alla struttura fortificata superiore, simile a grosse linee a un mastio, si accedeva percorrendo un ponte che procedeva lungo la controscarpa. La struttura era mobile e rappresentava l'antenato del ponte levatoio dei secoli a venire. Tale informazione si apprende da un'analisi della raffigurazione compiuta dall'arazzo di Bayeux del castello di Dinan. A volte una motta occultava un castello o una sala più antica, le cui stanze diventavano depositi sotterranei e prigioni sotto un nuovo mastio.

### Corte e cinta

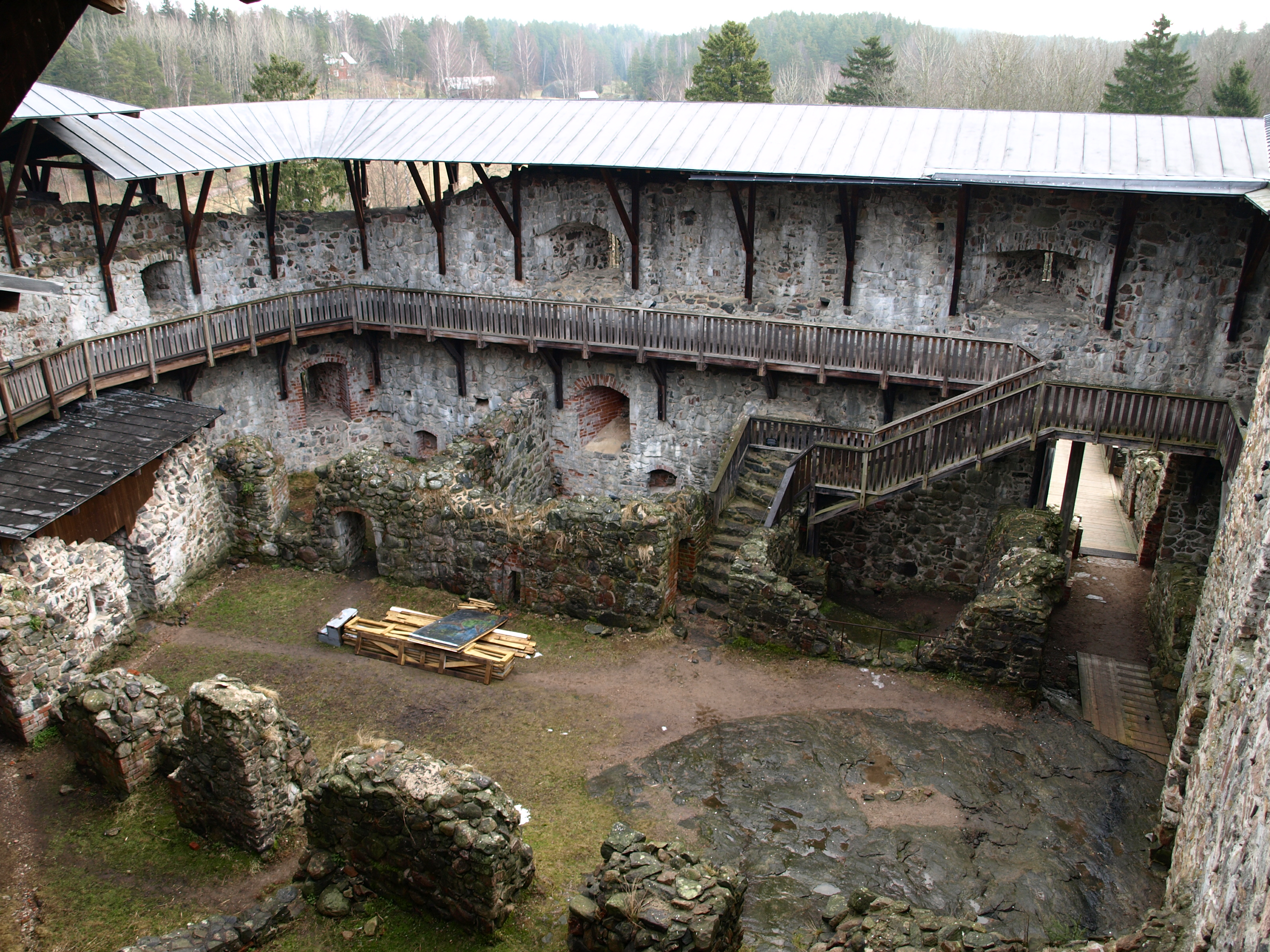
Corte del castello del XIV secolo di Raseborg a Snappertuna, in Finlandia

La corte era uno spazio aperto solitamente situato all'ingresso di una fortificazione. Si trattava di una caratteristica comune dei castelli, tanto che la maggior parte ne aveva almeno una. Il mastio in cima alla motta rappresentava il domicilio del signore a capo del castello e un baluardo di ultima difesa, mentre la corte dava accesso alle dimore del resto della famiglia del signore e permetteva l'accesso a diverse stanze. Tra queste, vi erano le caserme, idonee a ospitare la guarnigione, le stalle, le officine e i depositi. L'acqua era fornita da un pozzo o una cisterna. Nel corso del tempo, l'attenzione degli alloggi di alto rango si spostò dal mastio alla corte interna; questo portò alla creazione di una divisione tra la via che conduceva agli edifici principali (come le camere del signore e la cappella) dalle strutture di uso quotidiano come le officine e le caserme.
Dalla fine del XII secolo si diffuse la tendenza per i cavalieri di trasferirsi dalle piccole residenze che avevano precedentemente occupato all'interno della corte, nello specifico in piccole strutture fortificate in campagna. Sebbene spesso associati alla motta castrale, le corti esterne si potevano trovare anche come strutture difensive indipendenti. La cinta muraria e il muro di cortina rappresentavano due elementi strettamente connessi e che sovente rappresentavano la principale barriera difensiva del castello. I castelli senza mastio, con una pianta antica e risalenti in genere a prima del X secolo, facevano affidamento sulle loro difese esterne per la protezione, venendo talvolta chiamati castelli di cinta.

### Dongione

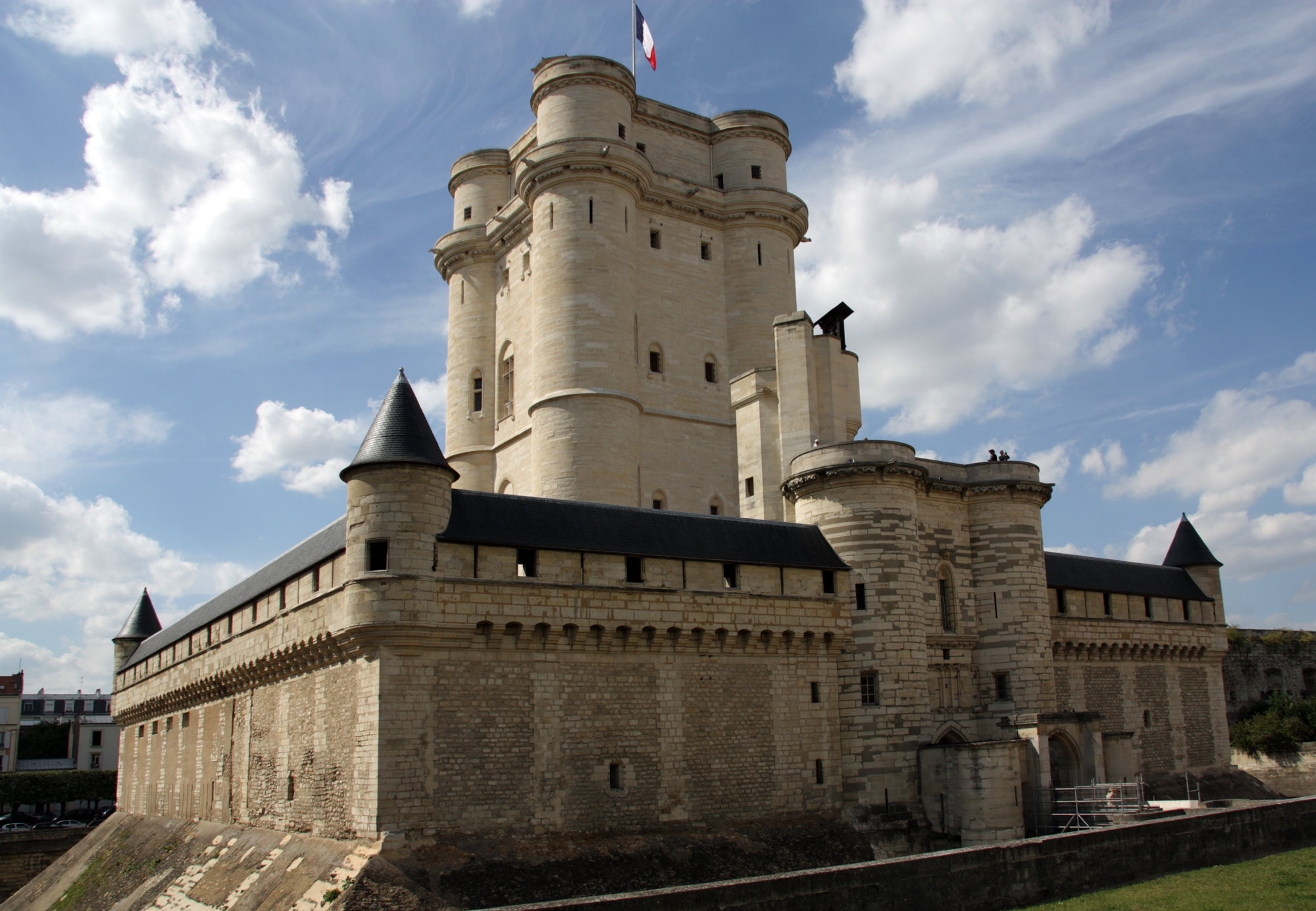
Il mastio del XIV secolo del castello di Vincennes, vicino a Parigi, svetta sopra la cortina del castello. Sono evidenti altri aspetti comuni di un castello medievale qualunque, cioè un corpo di guardia, delle torri angolari e delle caditoie

Un dongione è una grande torre che, di solito, rappresenta il punto più fortemente difeso di un castello. Tale caratteristica tende a scemare dopo l'introduzione dei castelli concentrici. Nelle fonti in latino, tale elemento architettonico veniva indicato come turris. Nelle motte castrali, il mastio si ergeva imperioso in cima alla collina. Il termine dongione, derivante da donjon, indicava in origine una prigione oscura e inospitale. Sebbene spesso fosse la parte maggiormente robusta di un castello e l'ultimo luogo dove ritirarsi in caso di caduta delle difese esterne, il mastio non veniva lasciato vuoto in caso di attacco, ma veniva utilizzato come residenza del signore che possedeva il castello oppure occupato dagli eventuali ospiti o dagli ambasciatori.
In alcuni casi, la moglie del signore abitava in una residenza separata (domus, aula o mansio) vicino al mastio, con quest'ultimo che fungeva da caserma e quartier generale. Gradualmente le due funzioni si fusero nello stesso edificio, con i piani residenziali più alti che disponevano di grandi finestre; di conseguenza, per molte strutture è difficile operare una corretta e distinta suddivisione architettonica. Gli enormi spazi interni visibili in molti dongioni superstiti possono trarre in inganno: in passato, è probabile che le stanze fossero divise da tramezzi leggeri, come in un moderno edificio per uffici. Anche in alcuni grandi castelli la grande sala era separata solo da un tramezzo dalla stanza personale del signore, dalla sua camera da letto e da quello che poteva definirsi, con un eufemismo moderno, il suo ufficio.

### Torri
La torre quadrata fu il primo tipo a essere costruito. Permetteva solo alcune linee di tiro ed era spesso soggetta a scavi nelle fondamenta da parte dei nemici per farla crollare. Più tardi un secondo tipo più raro comparve sulla scena la torre poligonale, che offriva più linee di tiro. Ultima e più recente la torre rotonda, ideata tra XII e XIII secolo dal re di Francia Filippo II Augusto, che sostituì le precedenti perché non poteva essere minacciata dagli scavatori e offriva illimitate linee di tiro. Le torri potevano essere scoperte o coperte da un tetto a capanna o conico.
Le torri alte e svettanti divennero all'inizio dell'età moderna più basse e larghe fino a trasformarsi in bastioni a forma di punta, per meglio deviare i colpi di artiglieria.

### Cortina

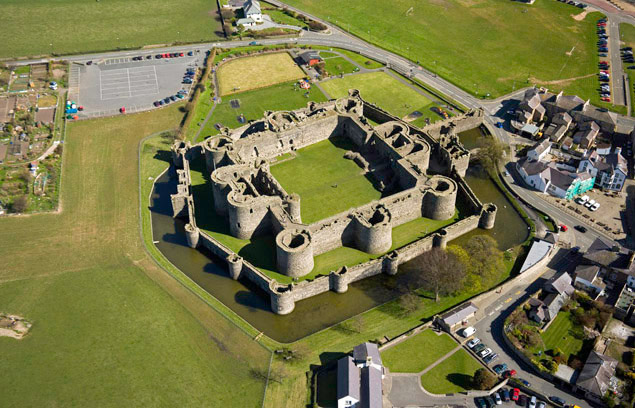
Il castello di Beaumaris, localizzato in Galles, presenta cortine tra le torri esterne inferiori e pareti interne superiori tra le torri interne superiori

Le cortine continue erano mura difensive che circondavano e difendevano dagli attacchi esterni una corte. L'altezza costituiva un aspetto importante, considerato lo scopo di impedire che le mura potessero venire scalate. Inoltre, dovevano essere abbastanza spesse da resistere ai bombardamenti delle macchine d'assedio che, dal XV secolo in poi, includevano l'artiglieria e le armi che funzionavano con la polvere da sparo. Un muro tipico soleva essere spesso tra alto tra i 3 e i 12 m, malgrado questa non vada intesa come una cifra fissa per ogni castello. Per proteggersi dal rischio di realizzazione di passaggi sotterranei, alla base delle pareti divisorie a volte veniva realizzato un basamento di pietra che impediva di scavare. La facoltà di potere camminare lungo le passerelle permetteva di rispondere al fuoco nemico o di usare strumenti quali l'olio bollente o il fuoco. La presenza delle torri, solitamente tutte ben sorvegliate, impediva che si potesse ricorrere a tattiche di fiancheggiamento. Le feritoie nelle pareti non divennero comuni in Europa fino al XIII secolo, per il timore che potessero compromettere la stabilità delle mura.

### Corpo di guardia

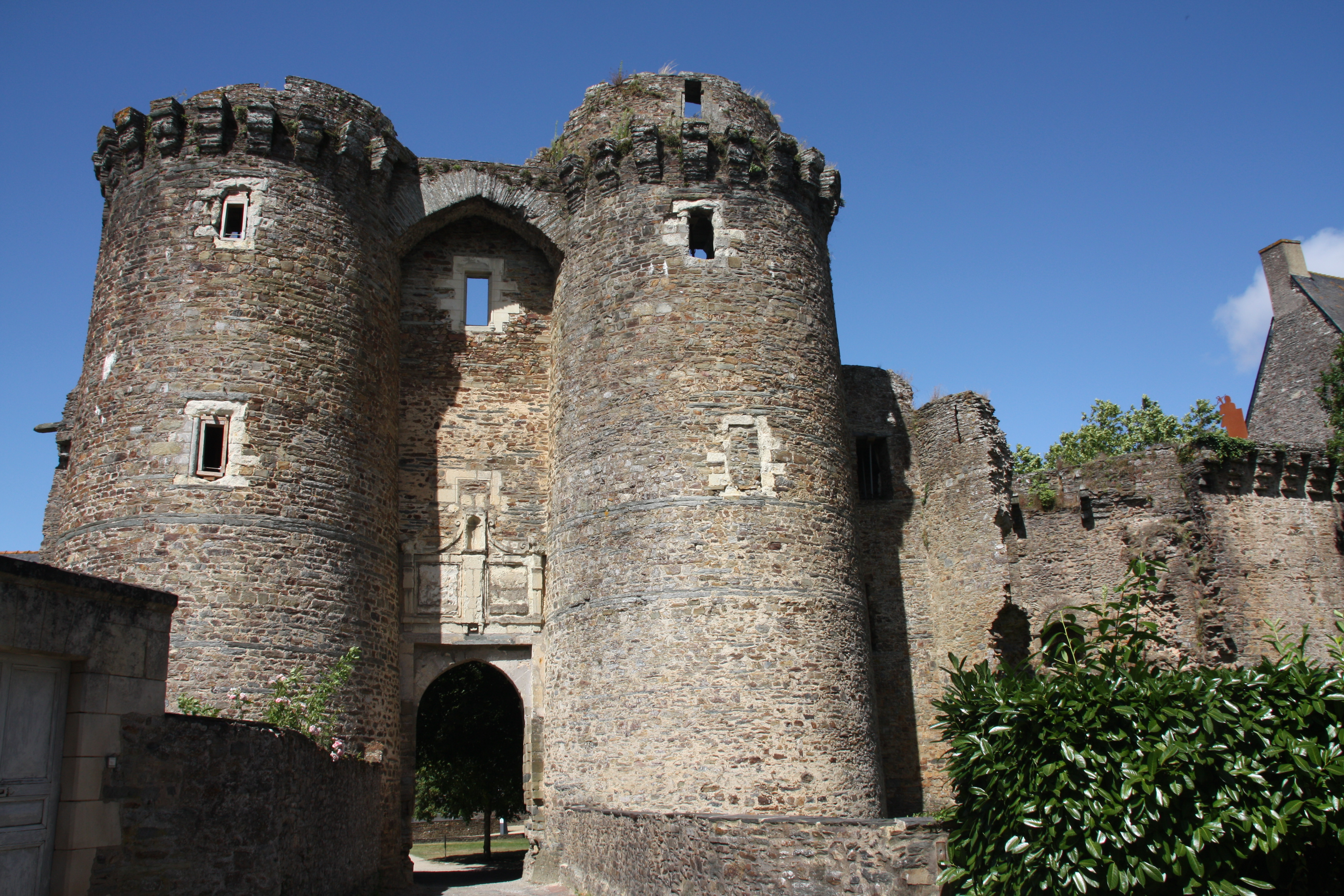
Corpo di guardia del XIII secolo del castello di Châteaubriant, in Francia. Collega il reparto superiore a quello inferiore

L'ingresso era spesso la parte più vulnerabile al momento della difesa. Per ovviare a tale problema si sviluppò la creazione del corpo di guardia, il quale consentiva a coloro che si trovavano all'interno del castello di supervisionare il flusso del traffico delle entrate e delle uscite. Nelle versioni in terra e legno, la porta fu di solito il primo elemento a essere rimpiazzato dalla pietra. La parte anteriore della porta era un punto cieco e, per evitare che generasse limitazioni alla visibilità, si aggiunsero torri sporgenti su ciascun lato della porta in uno stile simile a quello sviluppato dai romani. Il corpo di guardia conteneva una serie di difese volte a rendere un assalto diretto più difficile del semplice abbattimento di un cancello. In genere, una o più saracinesche (cioè una griglia di legno rinforzata con metallo che bloccava il passaggio) e feritoie agevolavano il compito dei difensori contro gli aggressori. Si intuì con il tempo che il passaggio attraverso il corpo di guardia andava aumentato in termini di metri, poiché ciò avrebbe consentito di aumentare il tempo che un assalitore doveva spendere sotto il fuoco ostile in uno spazio ristretto e incapace di rispondervi adeguatamente.
È un falso mito quello che le cosiddette buche assassine, cioè le aperture nel soffitto del passaggio all'ingresso, fossero usate per versare olio bollente o piombo fuso sugli aggressori; il prezzo di queste sostanze e la distanza del corpo di guardia dagli incendi rendevano una simile strategia impraticabile. A questa regola non scritta sfuggivano il Nord Africa, il Medio Oriente e le fortificazioni sul mar Mediterraneo, dove reperire tali risorse era compito più facile. Le si usava, più probabilmente, per fare cadere oggetti sugli aggressori o per versare acqua sullo scoppio di roghi sottostanti. Al piano superiore del corpo di guardia si predisposero alloggi in modo che il cancello non fosse mai lasciato indifeso, malgrado nei secoli si finì per renderlo più confortevole a spese della difesa.
Durante il XIII e il XIV secolo si sviluppò il barbacane. Esso consisteva in un baluardo, in un fossato e, talvolta, in una torre, posizionata davanti al corpo di guardia in modo da proteggere ulteriormente l'ingresso. Lo scopo di un barbacane non era solo quello di fornire un'altra linea di difesa, ma anche di consentire un'unica strada di accesso al cancello.

### Fossato
(Dante Alighieri, Divina Commedia, Inferno, IV, 106-108)

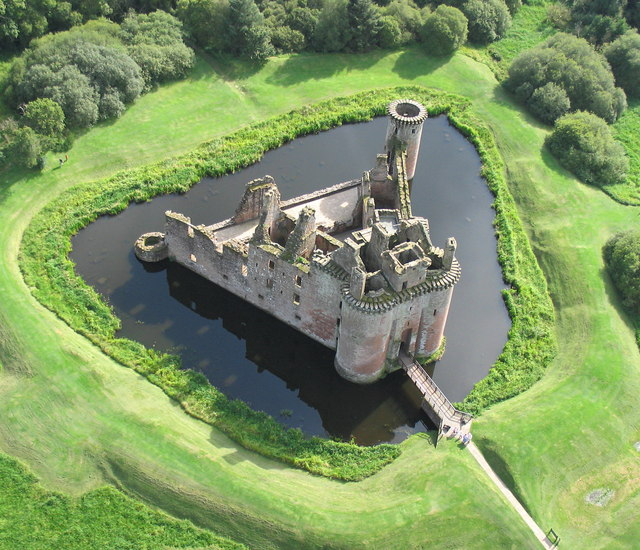
Il castello di Caerlaverock in Scozia, circondato da un caratteristico fossato

Un fossato consisteva in uno scavo, dalle dimensioni variabili, che circondava un castello o che divideva una parte della struttura da un'altra: poteva inoltre essere asciutto o riempito d'acqua. Il suo scopo era spesso e volentieri difensivo, in quanto si tentava di ridurre la portata delle torri d'assedio, attutire il rischio di raggiungimento delle mura tramite scale o altri mezzi e intrappolare chi si avventurava nello scavo perché magari impossibilitato a risalire in tempi rapidi. Ciò non toglie che in alcuni casi aveva solo un mero scopo ornamentale. I fossati d'acqua erano realizzati anche in zone di bassa quota e di solito erano attraversati da un ponte levatoio, cioè ponti mobili, sebbene relativamente presto trovarono spazio i ponti in pietra. Il sito del castello di Caerphilly del XIII secolo, in Galles, si estende per oltre 120.000 m² e le difese idriche, create allagando la valle a sud del castello, appaiono tra le più imponenti dell'Europa occidentale.
Anche quando si assistette alla diffusione del fossato, alcuni castelli medievali conservarono la caratteristica di un ingresso sopraelevato rispetto al terreno, essendo in tale guisa difficilmente raggiungibile dal nemico. Vi si accedeva a mezzo di una scala in legno, di corda o tramite un argano e una fune.

### Merlatura

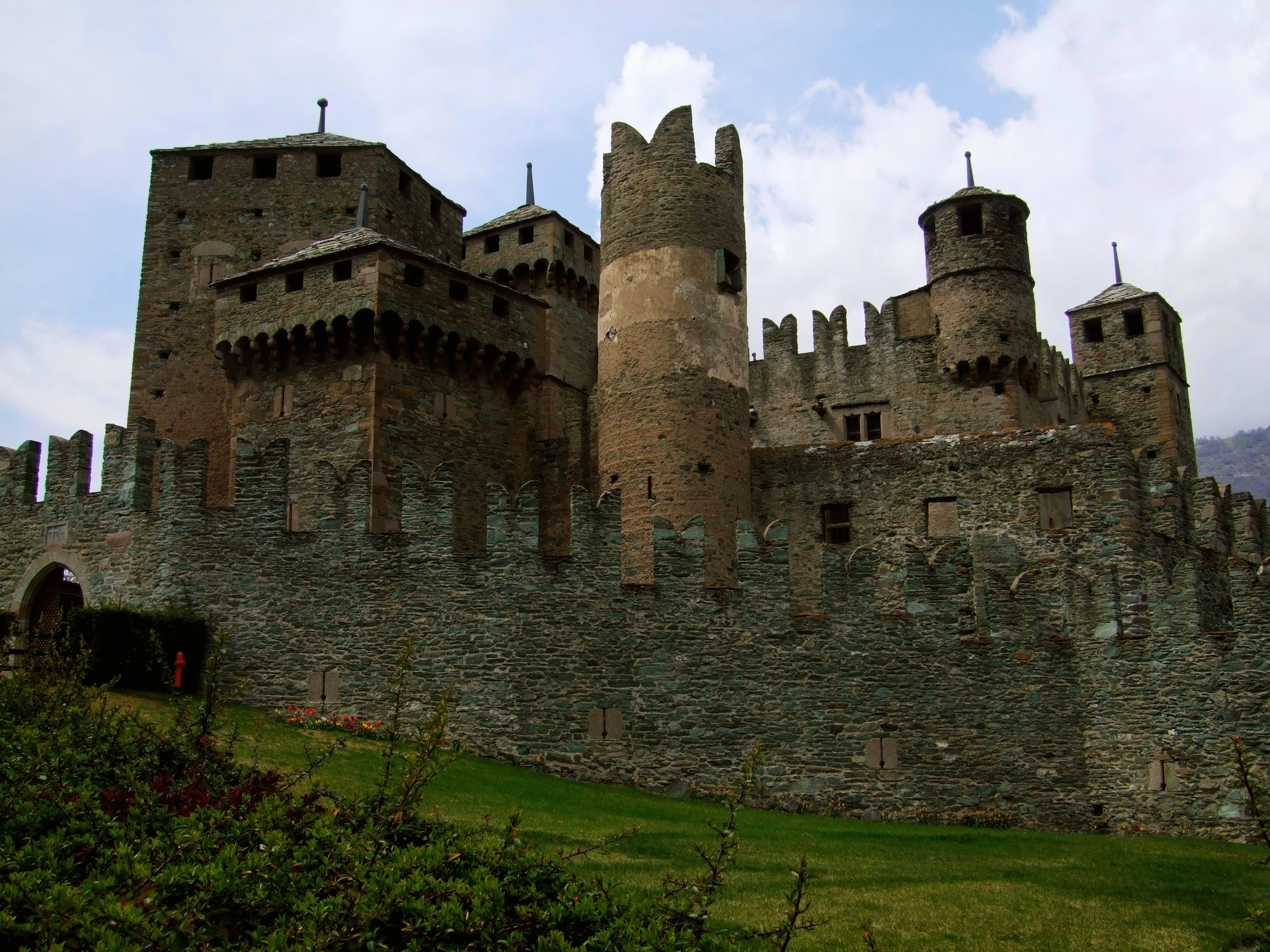
Merlatura del castello di Fénis, in Valle d'Aosta

Le merlature rappresentavano il complesso di merli sulla parte sommitale di un edificio fortificato e sulle parti superiori dei corpi di guardia. Oltre all'elemento base rappresentato dunque dal merlo, esse comprendevano diversi elementi, tra cui le bertesche, le piombatoie e le feritoie. Lo stile tipico con cui si realizzava la merlatura vedeva un'alternanza di merli e spazi vuoti, così da originare forme dentate. La finalità delle merlature era la protezione dei soldati sui camminamenti dagli attacchi di arcieri e frombolieri. Le bertesche erano piccole prominenze rettangolari attaccate tramite un arco a mensola al muro di un'apertura difensiva: ciò permetteva una maggiore difesa della stessa o la possibilità di fare cadere oggetti sugli attaccanti alla base del muro senza doversi chinare pericolosamente sui merli, esponendosi così al fuoco nemico. Le piombatoie (o caditoie) erano sporgenze di pietra in cima a un muro con piccole aperture che permettevano di fare cadere oggetti su un nemico alla base del muro in modo simile alle bertesche.
I merli presentano due stili architettonici: si definiscono merlature ghibelline (o imperiali) quelle che presentano sommità a coda di rondine, mentre guelfe (o papali) sono le merlature a corpi quadrati. Tuttavia questa definizione è impropria, poiché anche se guelfi e ghibellini effettivamente utilizzarono queste divisioni, negli anni successivi le merlature furono costruite a discrezione dei progettisti.

### Balestriere
Le balestriere, comunemente chiamate feritoie, erano strette aperture verticali nelle mura difensive che consentivano di scoccare frecce o dardi di balestra all'indirizzo degli assalitori. Le strette fessure avevano lo scopo di esporre quanto meno possibile il difensore, ma al contempo la dimensione dell'apertura poteva costituire un ostacolo al raggio di tiro dell'arciere/balestriere. In alcuni casi si sopperì alla relativamente scarsa libertà di visuale aggiungendo un'apertura orizzontale più piccola all'altezza degli occhi. A volte vi era una sortita, che consentiva una via di fuga da cui comunque la guarnigione che arretrava poteva ingaggiare le forze assedianti. Era consuetudine che le latrine o i guardaroba presentassero solitamente un semplice buco con scarico all'esterno e nel fossato circostante.

### Postierla
Una postierla era un'angusta porta di accesso ai camminamenti per le guardie di ronda nei castelli e nelle fortificazioni nascosta nelle mura, che poteva essere usata anche come uscita o ingresso di emergenza in caso di attacco o di assedio (porta di sortita). Proprio per questa sua funzione come via di fuga era distante dalla porta principale e celata quanto più possibile.

### Sala grande
La sala grande era un'ampia stanza decorata dove il proprietario o feudatario del castello riceveva i suoi ospiti. Essa rappresentava il prestigio, l'autorità e la ricchezza del signore, circostanza che spiega la presenza di decorazioni artistiche e la cura dell'arredamento. Nella grande sala si svolgevano eventi come feste, banchetti, raduni sociali o cerimoniali, riunioni del consiglio militare e processi giudiziari. A volte, la grande sala esisteva sotto forma di un edificio separato.

## Storia

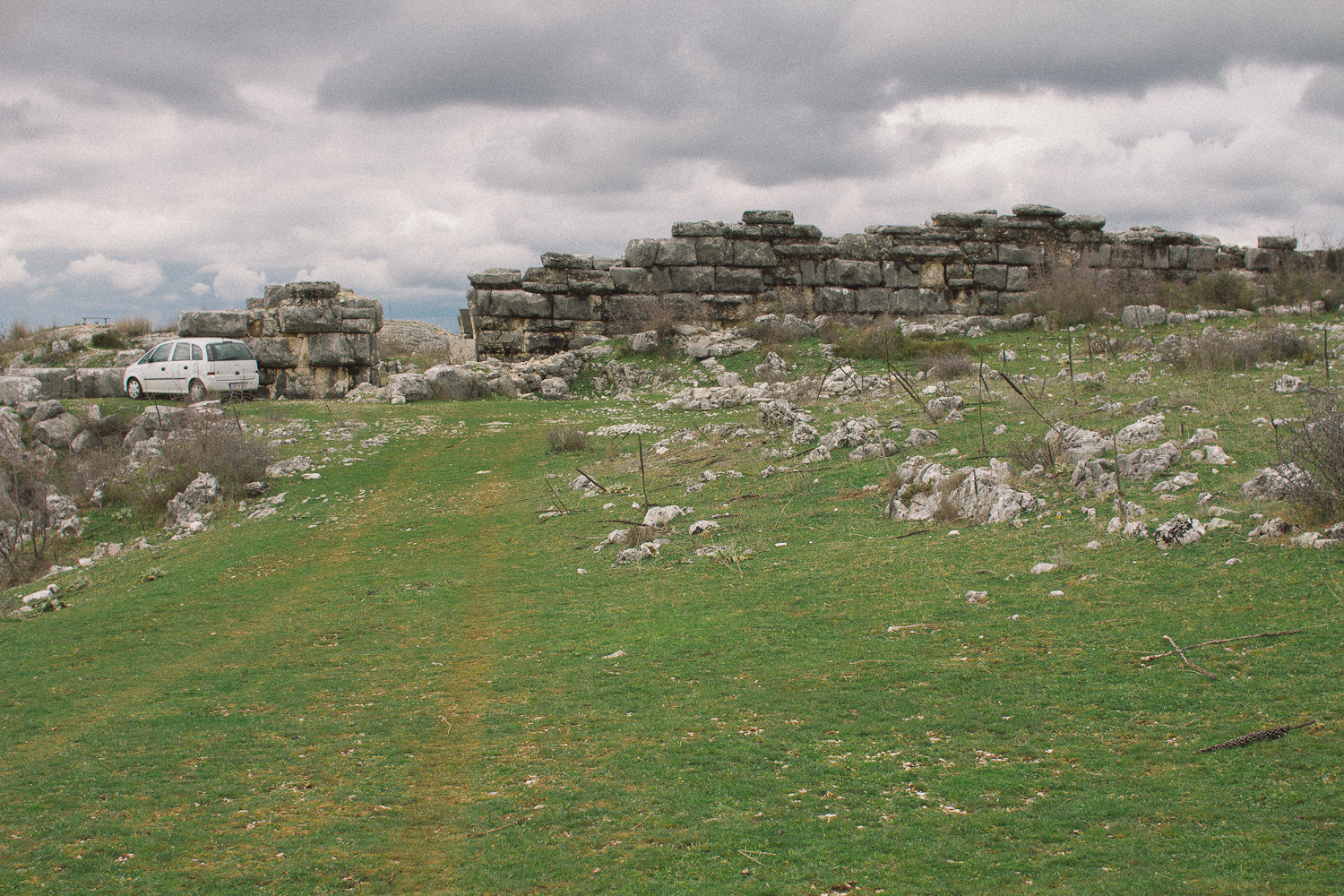
Daorson, in Bosnia, fu costruita intorno a un insediamento fortificato centrale preistorico o a un'acropoli. Fu circondata da mura poligonali (in modo simile a Micene) nel IV secolo a.C.

### Esempi antecedenti

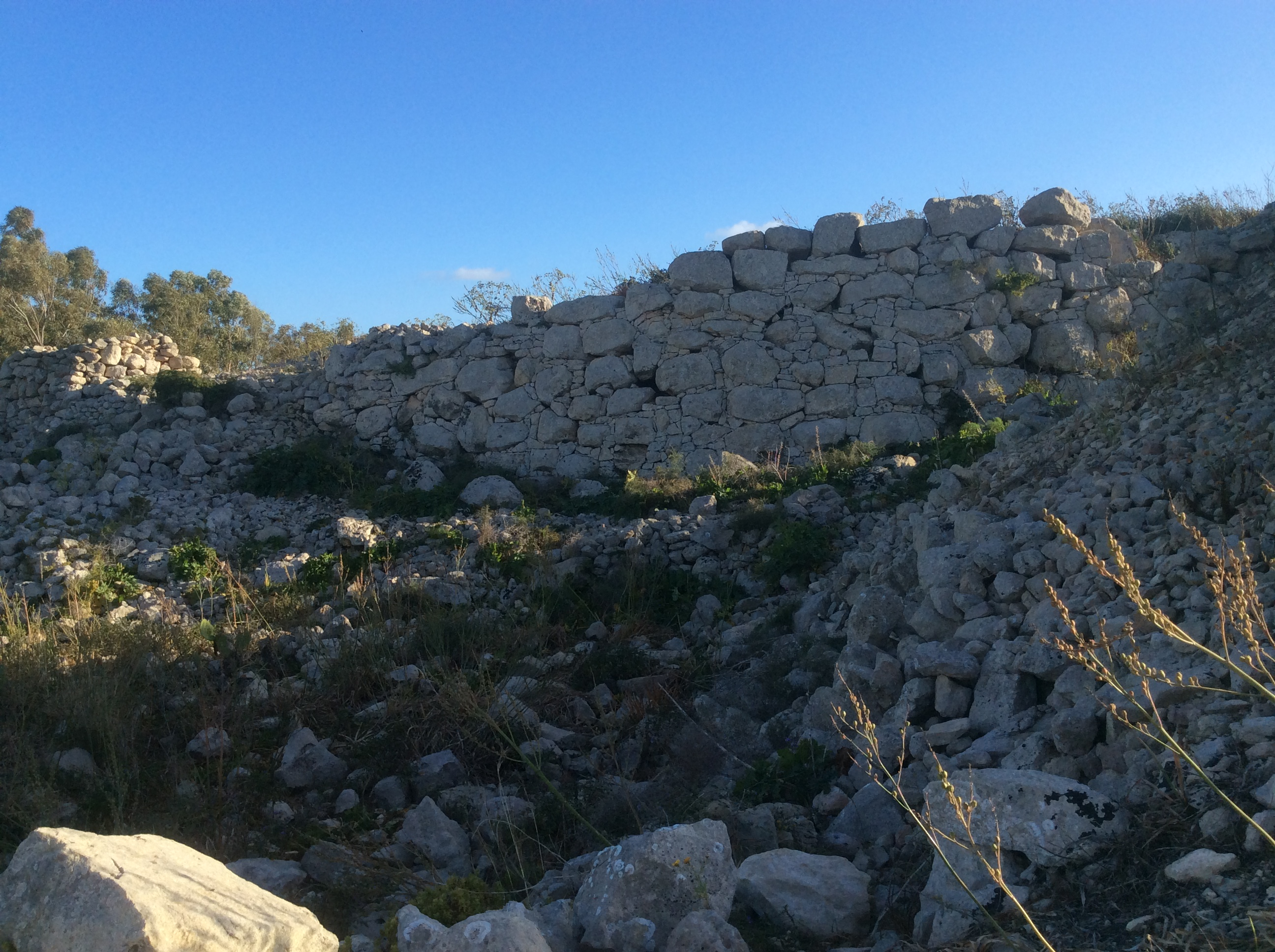
Il forte di Borġ in-Nadur, a Malta, fu costruito tra 1500 e 700 a.C. e usato durante l'età del Bronzo

Lo storico Charles Coulson afferma che l'accumulo di ricchezza e di risorse, al fianco di quello del cibo, abbia portato alla necessità realizzare strutture difensive. Le prime fortificazioni ebbero origine nella mezzaluna fertile, nella valle dell'Indo, in Egitto e in Cina, dove gli insediamenti erano protetti da grandi mura. Il Nord Europa è stato più lento rispetto all'oriente nello sviluppare strutture difensive e si dovette aspettare l'età del bronzo perché comparissero le prime fortificazioni di collina che poi prolificarono su tutto il territorio durante l'età del ferro. Queste strutture differivano dalle loro controparti orientali in quanto usavano la terra piuttosto che la pietra come materiale da costruzione. Oggi sopravvivono molti di questi earthworks, insieme a testimonianze di palizzate che accompagnavano i fossati. In Europa, l'oppidum emerse nel II secolo a.C.; questi erano insediamenti fortificati densamente abitati, come l'oppidum di Manching, e si svilupparono dai forti delle colline. I romani incontrarono insediamenti fortificati come fortezze collinari e oppidum durante l'espansione del loro territorio nel nord Europa. Sebbene primitivi, erano spesso efficaci e furono superati solo dall'ampio uso di macchine d'assedio e altre tecniche di guerra, come avvenne per esempio nella battaglia di Alesia. Le fortificazioni dei romani (castra) variavano da semplici cumuli di terra temporanei ammassati da eserciti di passaggio, fino a più complesse strutture permanenti di pietra, come il celebre vallo di Adriano. I forti romani erano generalmente rettangolari con angoli arrotondati.
Con la caduta dell'Impero romano d'Occidente e il conseguente annullamento del potere centrale si cominciò a sviluppare l'idea di un edificio fortificato adatto a difendere un territorio. In principio, dovette avere fortuna l'idea delle torri di guardia isolate, solitamente di legno, adatte a proteggere appezzamenti di terreno e a controllare passaggi obbligati.

### Origini (IX e X secolo)
Il tema della nascita dei castelli in Europa è una questione complessa che ha suscitato un notevole dibattito. È certo che i castelli furono influenzati da precedenti forme di architettura d'élite, contribuendo alle variazioni regionali ma permettendo la persecuzione di scopi che non si limitavano alla mera costituzione di una struttura di difesa. Le discussioni hanno tipicamente attribuito l'ascesa del castello a una reazione agli attacchi dei magiari, dei musulmani e dei vichinghi e alla necessità di disporre di una difesa privata. Il crollo dell'impero carolingio portò alla crescita esponenziale del sistema del feudalesimo e i signori locali si assunsero la responsabilità della gestione dell'economia e della giustizia. Tuttavia, mentre i castelli proliferarono nel IX e X secolo, il legame tra aumento degli attacchi subito e costruzione di nuove fortificazioni non procedette sempre di pari passo. Mentre alcune regioni di confine disponevano infatti di relativamente pochi forti, altre zone, considerate meno esposte a rischi, paradossalmente presentavano più edifici difensivi.

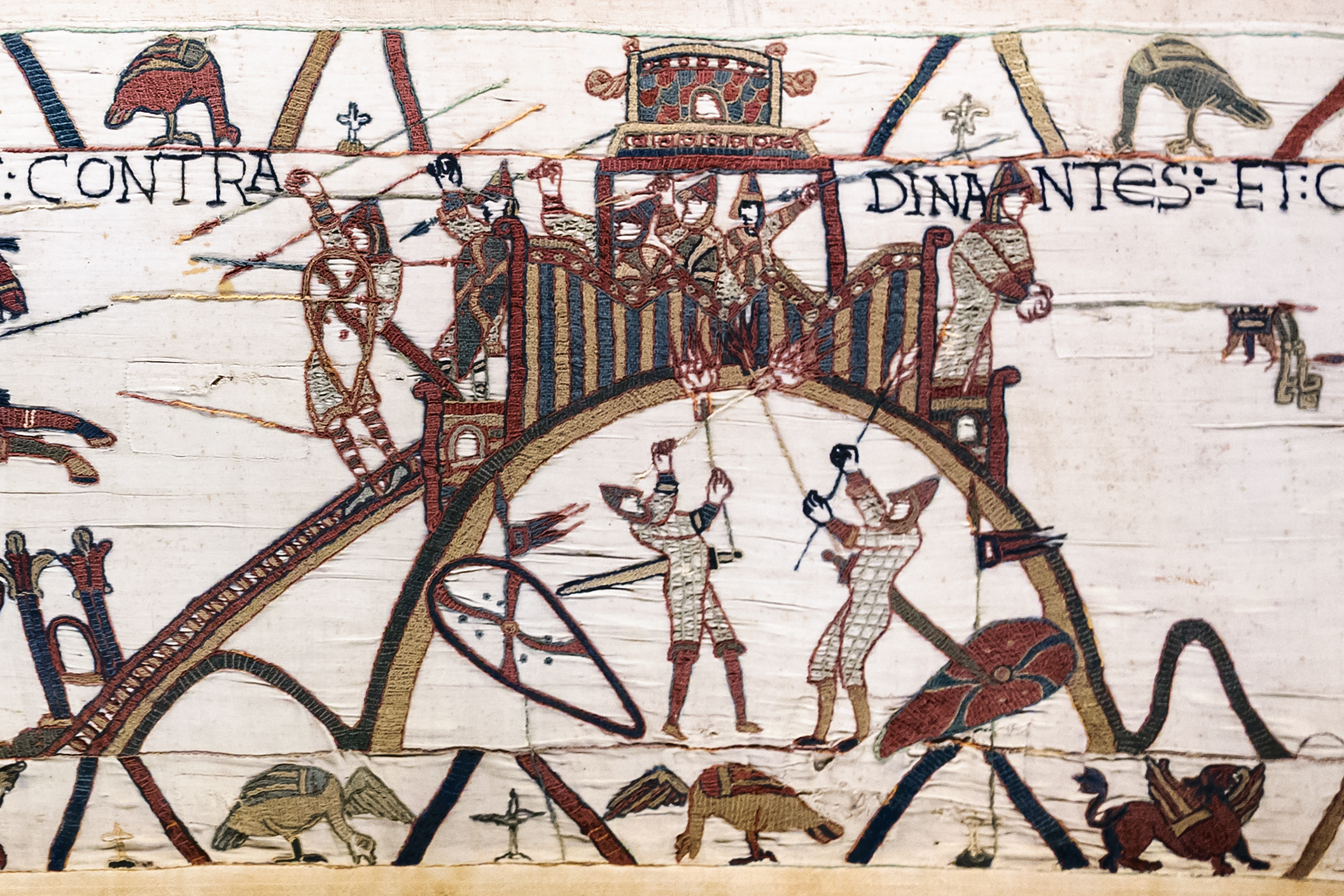
L'arazzo di Bayeux riporta una delle prime rappresentazioni di un castello. Esso raffigura gli aggressori del castello di Dinan, in Francia, intenti a usare il fuoco, una delle principali minacce per i castelli in legno

È probabile che il castello si sia evoluto dalla pratica di fortificare una dimora signorile. La più grande minaccia per la residenza o la sala principale riservata al signore di turno era costituita dal fuoco, poiché di solito era una struttura in legno. Per scongiurare tale rischio, così come altre minacce di vario genere, vi erano diverse linee d'azione disponibili: creare terrapieni di contorno per tenere a distanza un nemico; costruire la sala in pietra; o sollevarla su un tumulo artificiale, detto motta, al fine di originare un ostacolo arduo da superare per gli aggressori. Mentre il concetto di fossato, bastione e mura di pietra come misure difensive hanno origini antiche, la realizzazione di una motta rappresentava un'innovazione medievale.
Nelle isole britanniche, il ringwork rappresentava un elemento fondamentale nell'epoca antecedente alla realizzazione dei castelli. Si trattava di un terrapieno e un fossato con un recinto difensivo privo di una motte. La costruzione della sala in pietra non la rendeva necessariamente immune al fuoco, essendovi porte e finestre di legno. Ciò portò allo spostamento delle finestre al secondo piano, al fine di rendere meno probabile il pericolo di incendi, e a spostare l'ingresso dal piano terra al secondo piano. Queste caratteristiche si intuiscono in molti dei castelli superstiti appartenenti alla categoria dei ringwork, i quali altro non rappresentavano se non una versione sofisticata delle vecchie sale. I castelli non sopperivano solo a scopi difensivi, poiché rafforzavano altresì l'auctoritas di un signore sulle sue terre: il secolare compito di meglio sorvegliare l'area circostante poteva meglio venir eseguito ricorrendo a queste strutture, le quali finirono per assorbire al loro interno pure l'espletamento di funzioni amministrative, giudiziarie ed esecutive (la corte regia è l'esempio principe).
La costruzione di un castello a volte richiedeva il consenso del sovrano o di un altro funzionario di altro grado. Nell'864, il re dei Franchi Occidentali Carlo il Calvo proibì la costruzione di castella senza il suo permesso, ordinando la distruzione di quelli che non erano stati eretti senza il suo placet. Questo è forse il primo riferimento ai castelli, sebbene lo storico militare R. Allen Brown sottolinei che la parola "castella" avrebbe potuto indicare una qualsiasi fortificazione dell'epoca.
In alcune località, il monarca aveva scarso controllo sui signori o richiedeva la costruzione di nuovi castelli per aiutare a proteggere luoghi che riteneva non protetti. Per questo motivo non si preoccupava di concedere un'autorizzazione, come avvenne in Inghilterra all'indomani della conquista normanna e in Terra santa durante le crociate. La Svizzera rappresentava il perfetto esempio di assoluta inesistenza di una gestione statale sulla realizzazione di castelli: ecco perché se ne contavano ben 4.000 alla fine dell'Alto Medioevo. Pochissimi sono i castelli datati con certezza alla metà del IX secolo. Trasformato in mastio intorno al 950, il transalpino Doué-la-Fontaine rappresenta il caso di più antico castello esistente in Europa.

### XI secolo

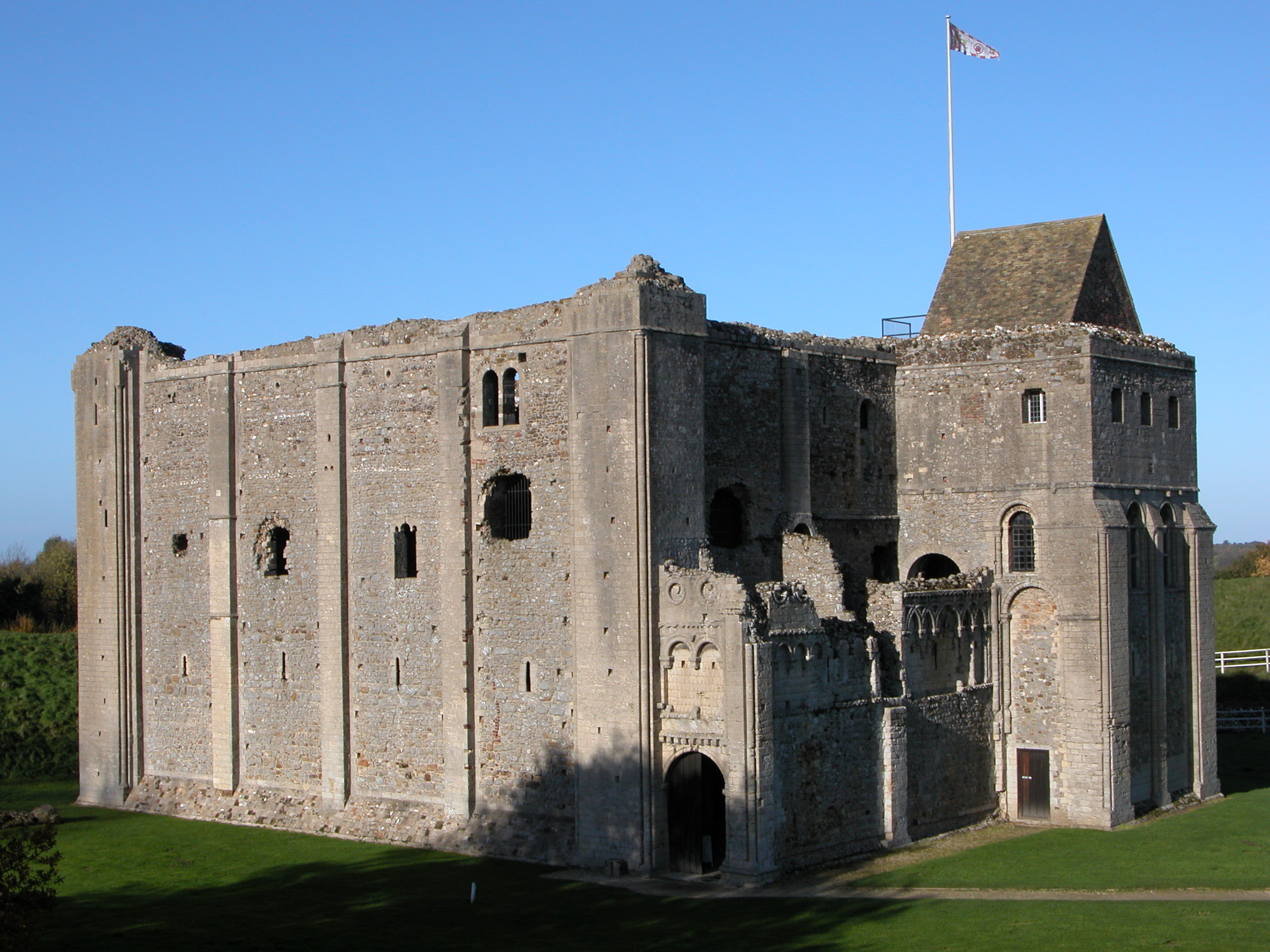
Costruito nel 1138, il castello di Rising in Inghilterra mostra un evidente esempio di dongione dalla forma elaborata

Dal 1000 in poi i riferimenti alle strutture in esame in scritti come gli atti ufficiali aumentarono sensibilmente: si consacra così la stagione dell'incastellamento. Gli storici hanno interpretato questo incremento come la prova di un vertiginoso aumento del numero dei castelli in Europa in questo periodo: avvalora tale tesi l'indagine archeologica che ha datato la costruzione di vari siti attraverso l'esame della ceramica. La crescita in Italia cominciò negli anni 950, con un aumento compreso fra tre e cinque ogni anno per un cinquantennio, mentre in altre parti di Europa come Francia e Spagna la crescita rimase più lenta. In Sicilia si affermarono alcuni castelli, come a Sperlinga e Gagliano Castelferrato, nella provincia di Enna, in origine essenzialmente scavati nella roccia, che vedevano aggiunte, al fianco di queste strutture rupestri, imponenti porzioni in muratura nel periodo normanno. Nel 950, la Provenza ospitava 12 castelli, mentre nel 1000 questa cifra era salita a 30 e nel 1030 superava quota 100. Sebbene l'aumento sia stato meno accelerato in Spagna, gli anni '20 videro una particolare crescita del numero di castelli nella regione, in particolare nelle aree di confine contese tra terre cristiane e musulmane.
Il fatto che i castelli emersero in un arco temporale comune in tutta Europa non deve fare pensare che il loro aspetto non variasse da regione a regione. All'inizio dell'XI secolo la motta e il torrione (un tumulo artificiale con una palizzata e una torre in cima) risultavano il genere di castello più usuale del continente, tranne che in Scandinavia. Mentre Inghilterra, Francia e Italia condividevano una tradizione di costruzione in legno che era continuata nell'architettura dei castelli, in Spagna si usavano più comunemente pietre o mattoni di fango come materiale principale.
La conquista islamica della penisola iberica nell'VIII secolo introdusse uno stile di costruzione sviluppatosi nel Nord Africa per ovviare alla scarsità di legname basato sui tapial, ovvero ciottoli in cemento. Così, benché la costruzione in pietra sarebbe poi diventata comune anche al di fuori della penisola iberica, dall'XI secolo in poi i castelli cristiani castelli in Spagna erano soprattutto in pietra, mentre allo stesso tempo il legno dominava ancora tra i materiali di costruzione nell'Europa nord-occidentale. Gli storici hanno interpretato la diffusa presenza di castelli in tutta Europa nell'XI e XII secolo come prova che la guerra accadeva spesso e con schermaglie su scala ridotta. I castelli furono introdotti in Inghilterra poco prima della conquista normanna nel 1066. Prima del XII secolo, i castelli erano rari in Danimarca come lo erano stati in Inghilterra prima della conquista normanna. L'introduzione dei castelli in terra danese si dimostrò necessaria per diminuire la portata degli attacchi dei pirati venedi, tanto che finirono per trovare soprattutto impiego lungo le coste. La motta e il cortile rimasero la forma dominante di castello in Inghilterra, Galles e Irlanda fino al XII secolo.
Man mano che trascorreva il XII secolo, l'architettura dei castelli nell'Europa continentale si fece più sofisticata. Il dongione fu al centro di questo cambiamento nell'architettura del castello. Le torri centrali proliferavano, e tipicamente avevano una pianta quadrata, con pareti spesse tra i 3 e i 4 m. La loro decorazione emulava lo stile romanico e, talvolta, incorporava doppie finestre simili a quelle che si trovano nei campanili delle chiese. I torrioni, che ospitavano la residenza del signore del castello, affrontarono un processo di espansione in termini di spazio. L'enfasi progettuale dei mastri mutò per riflettere un passaggio da requisiti funzionali a requisiti decorativi, imponendo un simbolo di potere signorile sul paesaggio. Ciò a volte portò a casi in cui la qualità della difesa veniva sacrificata per motivi non attinenti alla sfera bellica.

### Innovazione e approccio scientifico (XII secolo)

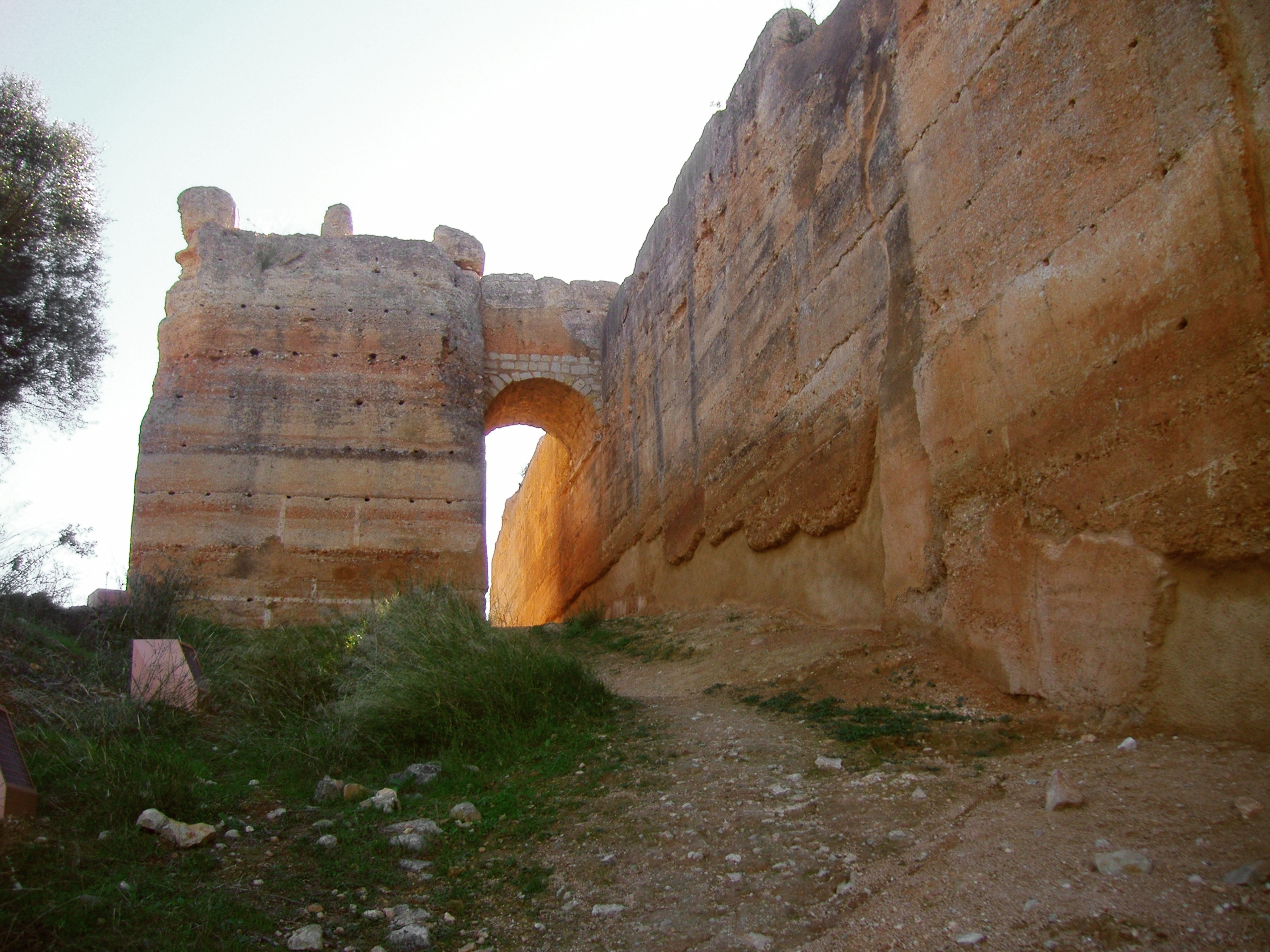
La torre albarrana del castello di Paderne, Portogallo meridionale

Fino al XII secolo i castelli in pietra e terra e legno convissero insieme, ma alla fine di quel centennio il numero di nuove costruzioni affrontò una fase di declino. Ciò si attribuì in parte al costo più elevato delle fortificazioni in pietra e all'obsolescenza del legname e dei siti di terrapieno, il che significava che era preferibile costruire nella più resistente pietra. Benché il progresso sembrava tracciare un cammino ben nitido, i castelli in legno e in terra battuta non si rivelarono ancora del tutto superati. Questo si evince dalla continua manutenzione dei castelli in legno per lunghi periodi, a volte diversi secoli; il castello in legno di Owain Glyndŵr dell'XI secolo a Sycharth era ancora in uso all'inizio del XV secolo, con la sua struttura che sopravviveva da 400 anni.
Allo stesso tempo si affrontarono dei cambiamenti dal punto di vista ingegneristico. Fino alla fine del XII secolo, i castelli disponevano generalmente di poche torri; una porta con poche caratteristiche difensive come feritoie o saracinesche; un grande mastio o dongione, generalmente quadrato e senza feritoie; e la forma sarebbe stata dettata dalla conformazione del terreno (il risultato originava spesso strutture irregolari o curvilinee). Pur essendo l'aspetto non uniforme, le caratteristiche sopra esposte contraddistinguevano un castello tipico della metà del XII secolo. Alla fine del XII secolo o all'inizio del XIII secolo, si affermarono castelli di nuova costruzione di forma poligonale, con torri agli angoli per fornire fuoco laterale a sostegno delle mura esterne. Le feritoie presenti a ogni livello consentivano dalle torri agli arcieri di colpire chiunque si avvicinasse o si avvicinasse alla cortina.
Questi castelli di epoca successiva non avevano sempre un mastio, forse per via della conformazione più complessa nel suo insieme, che innalzava i costi, e il mastio veniva sacrificato per risparmiare denaro. Le torri più grandi fornivano spazio abitativo per sopperire alla perdita dell'elemento appena citato. Dove esistevano i torrioni, questi non erano più quadrati ma poligonali o cilindrici. Le porte erano più fortemente difese, con l'ingresso al castello solitamente circoscritto tra due torri semicircolari collegate da un passaggio sopra la porta (sebbene vi fosse una grande varietà negli stili di porta e ingressi) e una o più saracinesche.
Una caratteristica peculiare dei castelli musulmani nella penisola iberica era l'uso di torri staccate, chiamate albarrane, attorno al perimetro, come nel caso dell'Alcazaba (dall'arabo cittadella) di Badajoz. Concepite probabilmente nel XII secolo, le torri fornivano supporto laterale ed erano collegate al castello da ponti di legno rimovibili, ragion per cui, anche se espugnate, non garantivano l'accessibilità al resto della fortificazione.

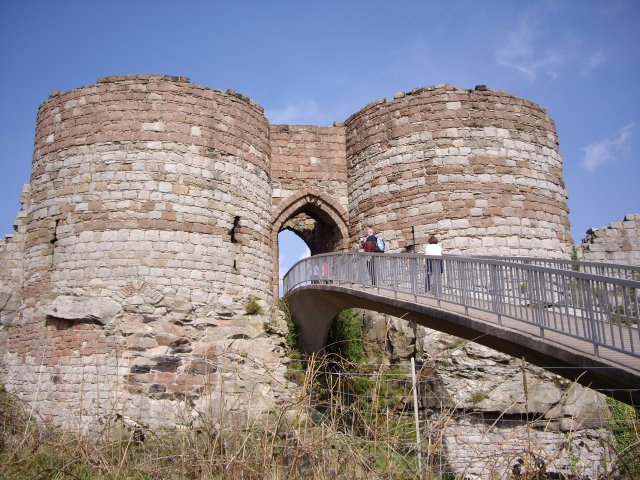
Il corpo di guardia al reparto interno del castello di Beeston, in Inghilterra, fu costruito nel 1220 e ha un ingresso tra due torri a forma di D.

Nel cercare di spiegare questo cambiamento nella complessità e nello stile dei castelli, gli studiosi hanno trovato la loro risposta nelle crociate. I partecipanti a queste ultime campagne appresero molto sulle fortificazioni dai loro conflitti con i saraceni e da un più attento apprendimento dell'architettura bizantina. Si diffusero a tal proposito leggende come quella di Lalys (un architetto della Palestina che si dice sia andato in Galles dopo le crociate e abbia imparato come migliorare notevolmente i castelli nel sud della sua terra) e si immaginava che grandi architetti come il francese Giacomo di San Giorgio fossero originari dell'Oriente. A metà del Novecento, questa tradizionale e fallace impostazione storiografica è stata messa in dubbio. Le leggende furono screditate, con gli studiosi che hanno scoperto, nel caso di Giacomo di San Giorgio, che l'uomo proveniva da Saint-Georges-d'Espéranche, in Francia. Se le innovazioni nella fortificazione fossero giunte dall'Oriente, ci si sarebbe aspettato che la loro influenza si scorgesse dal 1100 in poi, subito dopo che i cristiani prevalsero nella prima crociata (1096-1099), piuttosto che quasi un centennio dopo. I resti di strutture romane nell'Europa occidentale erano ancora in piedi in molti luoghi, alcuni dei quali presentavano torri rotonde fiancheggianti e ingressi con due torri fiancheggianti.
I costruttori dell'Europa occidentale erano consapevolmente influenzati dal mondo romano: i forti costieri tardo romani sulla sezione britannica della cosiddetta costa sassone furono riutilizzati e, in Spagna, le mura intorno alla città di Avila imitavano l'architettura romana quando andarono costruite nel 1091. Lo storico Smail, nella sua opera Crusading warfare, ha sostenuto che l'argomento dell'influenza della fortificazione orientale sull'Occidente è stato sopravvalutato e che i crociati del XII secolo, in verità, avevano imparato ben poco sulla progettazione scientifica dalle difese bizantine e saracene. Un castello ben posizionato, che sfruttava caratteristiche naturali ed era dotato di robusti fossati e mura, non aveva bisogno di un approccio scientifico per apportare dei miglioramenti. La scelta di ricorrere all'ausilio fornito da ostacoli naturali emerge chiaramente nel caso di al-Karak, in Giordania. Pur non disponendo delle stesse conoscenze di coloro che lo assaltarono in futuro, i costruttori originali avevano reso la fortezza quasi inespugnabile, tanto che nel 1187 Saladino preferì assediare gli occupanti e farli morire di inedia piuttosto che rischiare un assalto. Un altro celebre esempio era il Castello Moresco, situato sulla rocca di Gibilterra, e resistito per ben settecento anni agli assedi degli iberici.

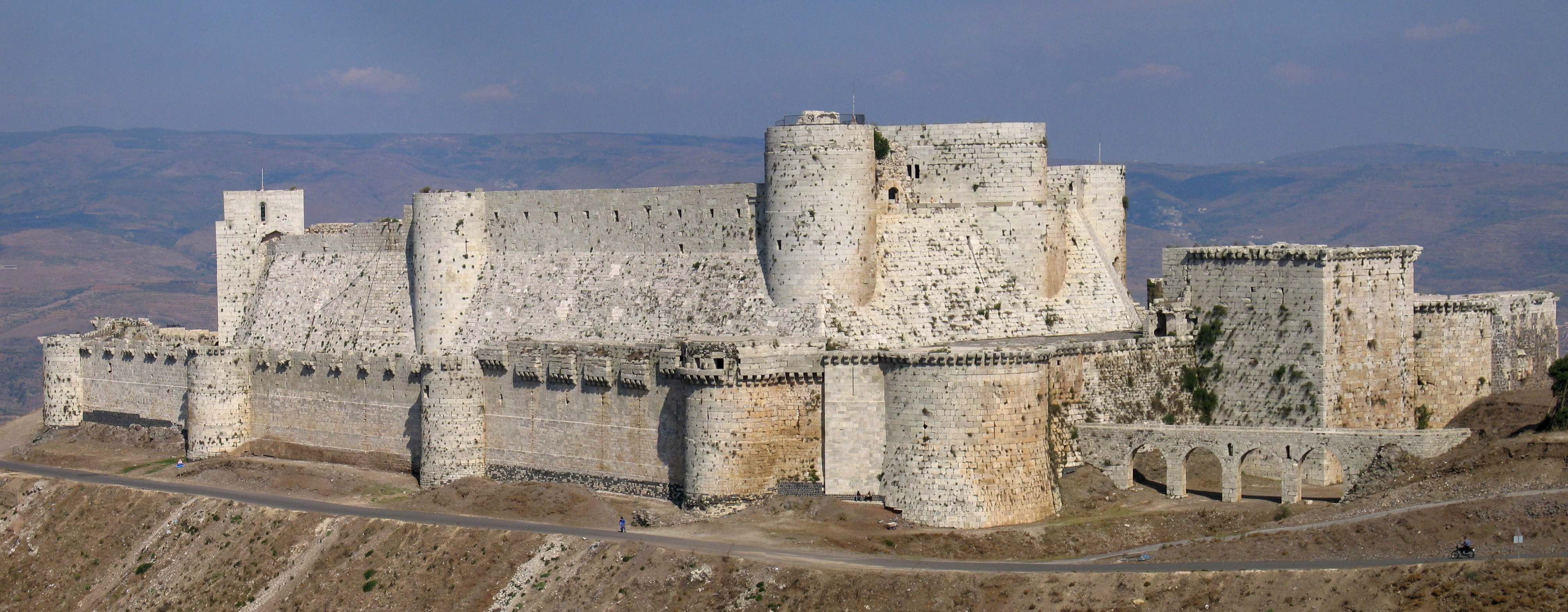
Il krak dei Cavalieri, una struttura concentrica localizzata in Siria costruita con torri sia rettangolari che arrotondate. Si tratta di uno dei castelli crociati meglio conservati

Durante la fine dell'XI e il XII secolo, in quella che oggi è la Turchia centro-meridionale, gli ospitalieri, i cavalieri teutonici e i templari si stabilirono nel Regno armeno di Cilicia, dove avevano scoperto una reticolata serie di fortificazioni sofisticate che ebbero un profondo impatto sull'architettura dei castelli crociati. La maggioranza dei siti militari armeni in Cilicia sono caratterizzati da: molteplici muraglie posate con piani irregolari per seguire le sinuosità degli affioramenti; torri rotonde e, soprattutto, a ferro di cavallo; pietre di rivestimento finemente tagliate, spesso bugnate; porte posteriori nascoste e complessi ingressi inclinati con piombatoie; feritoie incassate per gli arcieri; volte a botte, a sesto acuto o a crociera su sotterranei, portoni e cappelle; e cisterne con elaborate scarpate. Gli insediamenti civili si trovavano spesso nelle immediate vicinanze di queste fortificazioni. Dopo la prima crociata, i cristiani che non tornarono alle loro case in Europa aiutarono a fondare gli stati crociati del principato d'Antiochia, della contea di Edessa, del regno di Gerusalemme e della contea di Tripoli. I castelli che fondarono per assicurarsi le loro acquisizioni furono progettati principalmente da maestri muratori siriani. Il loro aspetto era molto simile a quello di un forte romano o a una tetrapyrgia bizantina, la quale era a pianta quadrata e aveva torri quadrate a ogni angolo che non sporgevano molto oltre la cortina muraria. Il mastio di questi castelli crociati si componeva di una pianta quadrata e generalmente non era decorato.
Mentre i castelli venivano usati per preservare il controllo di snodi geografici importanti e supervisionare lo spostamento delle truppe, in Terra Santa alcune posizioni strategiche chiave non erano fortificate. L'architettura dei castelli in Oriente si fece più complessa intorno alla fine del XII e all'inizio del XIII secolo, dopo lo stallo determinato dalla terza crociata (1189-1192). Sia i cristiani che i musulmani crearono fortificazioni con caratteristiche differenti ben nitide. Safedino, sovrano dei saraceni del XIII secolo, si avvalse di strutture con grandi torri rettangolari che influenzarono l'architettura musulmana e furono copiate più e più volte, avendo tuttavia poco impatto sui castelli crociati eretti in futuro.

### Dal XIII al XV secolo

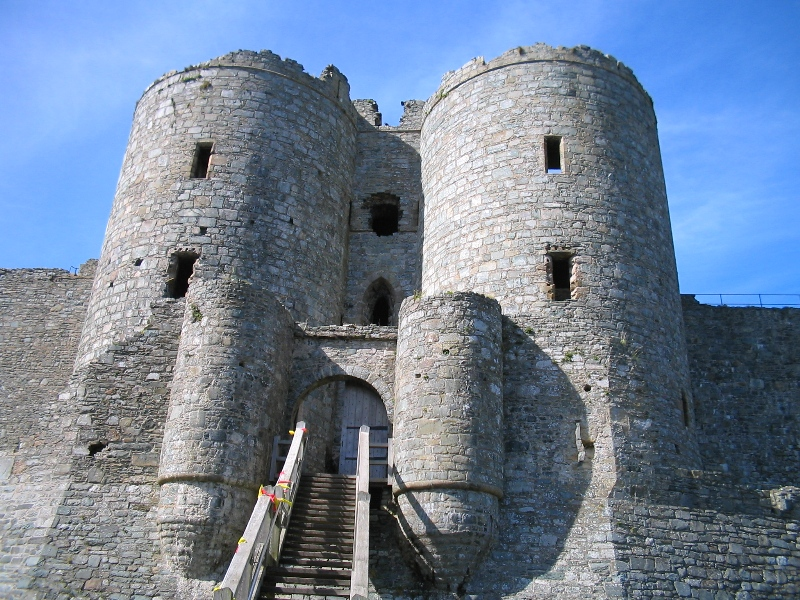
L'aspetto del castello di Harlech di Edoardo I (costruito negli anni 1280) in Galles è stato influenzato dalla sua esperienza delle crociate

All'inizio del Duecento i castelli crociati furono perlopiù costruiti da ordini religiosi cavallereschi, inclusi gli ospitalieri, i templari e i cavalieri teutonici. A questi gruppi di monaci guerrieri si deve la realizzazione di siti quali il krak dei Cavalieri, Qala'at Marqab e Belvoir. L'aspetto variava non solo a seconda dell'ordine che lo costruiva, ma anche tra i singoli castelli, sebbene fosse comune per quelli fondati in quel frangente storico disporre di difese concentriche.
Il tentativo, la cui origine va individuata in castelli come il krak dei Cavalieri, era quello di ridurre la dipendenza da un caposaldo centrale ed enfatizzare la difesa delle mura di cinta. Alla fine, si comprese che, per concretizzare efficacemente questa ipotesi, bisognava realizzare più anelli di mura difensive, uno concentrico rispetto all'altro, con una sezione interna che doveva raggiungere una quota superiore in modo che il suo campo di fuoco non fosse completamente oscurato. Se gli assalitori fossero riusciti a valicare la prima linea di difesa, sarebbero rimasti intrappolati nella sezione morta tra le mura interne ed esterne, con la sola facoltà rimasta di assalire il secondo muro o ritirarsi.
I castelli concentrici si diffusero a macchia d'olio in tutta Europa: Edoardo I d'Inghilterra, che aveva partecipato alle crociate, costruì quattro delle otto roccaforti ultimate in Galles alla fine del XIII secolo seguendo il criterio della struttura concentrica. Non si emularono tutte le caratteristiche dei castelli crociati del XIII secolo in Europa. Nello specifico, non si ripresero per esempio la porta principale collocata sul lato di una torre e il corridoio di ingresso particolarmente lungo, che serviva ad aumentare il tempo impiegato dalle persone per accedere e uscire dal perimetro interno (si pensi alla cittadella di Aleppo). Il tipo di ingresso appena menzionato, lievemente inclinato, restò nella pratica una peculiarità delle fortificazioni orientali.

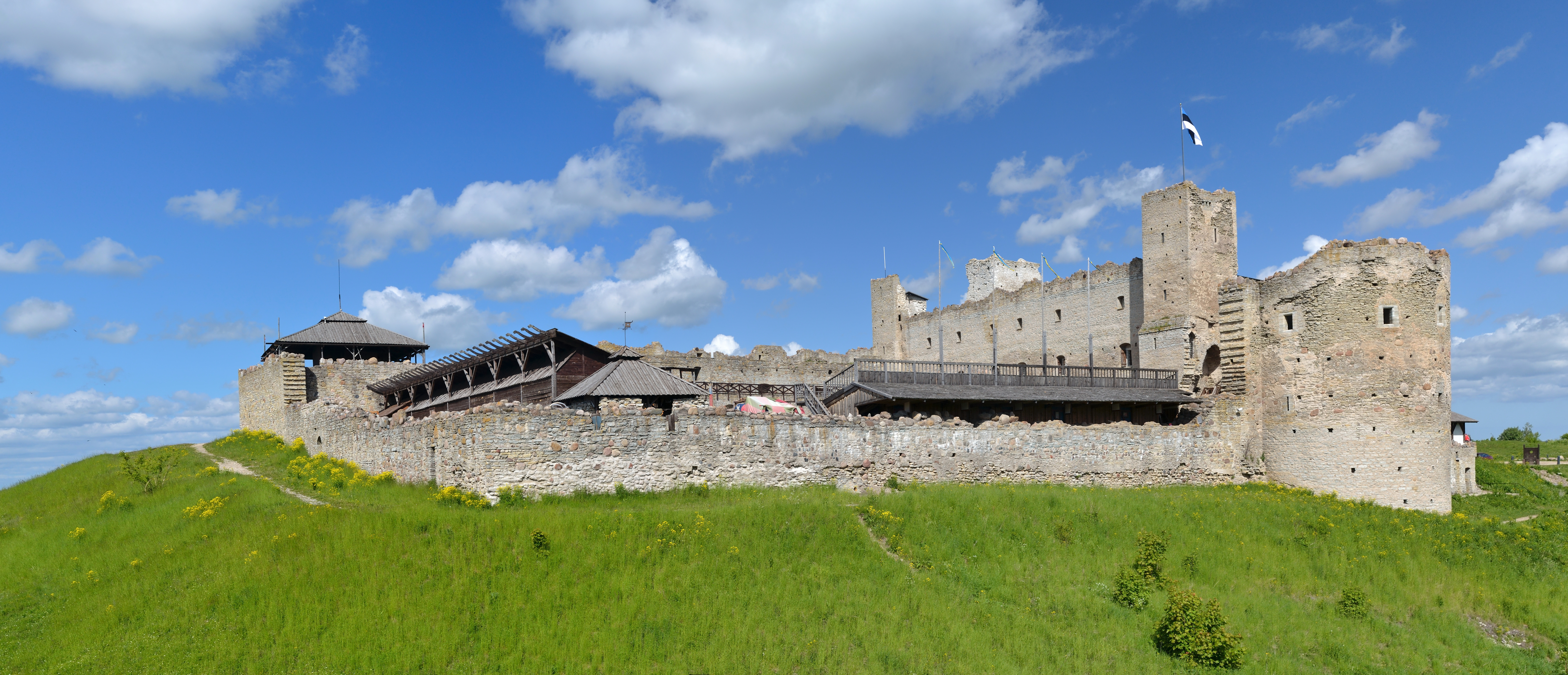
Il castello di Rakvere, in Estonia. Risale al 1346

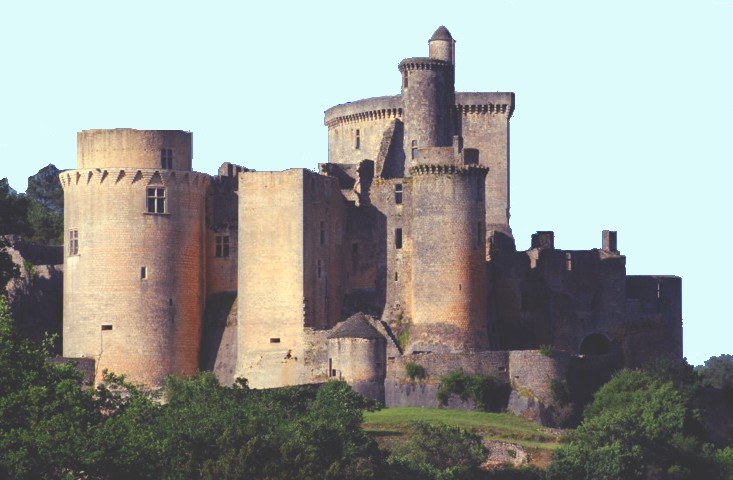
Vestigia dello Chateau de Bonaguil, in Francia

Uno degli effetti della crociata livoniana nel Baltico fu l'introduzione di fortificazioni in pietra e mattoni. Sebbene ci fossero centinaia di castelli di legno in Prussia e Livonia, l'uso di mattoni e malta era sconosciuto nella regione prima dell'approdo dei crociati. Fino al XIII secolo e all'inizio del XIV secolo, il loro aspetto era eterogeneo: in seguito, emerse il ricorso a una pianta base nella regione, dalla forma quadrata e con i quattro lati che proteggevano il cortile centrale. Era comune per i castelli in Oriente avere feritoie nella facciata continua a più livelli; i costruttori contemporanei in Europa erano diffidenti verso questa scelta, in quanto credevano che esse indebolissero il muro. In verità, dal punto di vista ingegneristico questo timore non aveva fondamento, ma fu solo il programma di costruzione dei castelli di Edoardo I che fugò ogni perplessità nel continente.
Le crociate portarono anche all'introduzione delle piombatoie nell'architettura occidentale. Fino al XIII secolo, le cime delle torri erano circondate da gallerie di legno, le quali consentivano ai difensori di scagliare oggetti sugli assalitori sottostanti. Benché le caditoie svolgessero lo stesso scopo delle gallerie di legno, si trattava probabilmente di un'invenzione orientale piuttosto che di una naturale evoluzione dei progetti. Le caditoie erano infatti usate in Oriente molto prima dell'arrivo dei crociati, forse già nella prima metà dell'VIII secolo in Siria.
L'epoca di maggiore spinta costruttiva dei castelli in Spagna si verificò tra l'XI e il XIII secolo, con una fitta concentrazione degli stessi all'altezza dei confini contesi tra le terre cristiane e musulmane. Il conflitto e l'interazione tra i due gruppi portarono a uno scambio di idee architettoniche e i cristiani spagnoli adottarono l'uso di torri staccate. La Reconquista, con cui si intendeva scacciare i musulmani dalla penisola iberica, fu completata nel 1492.

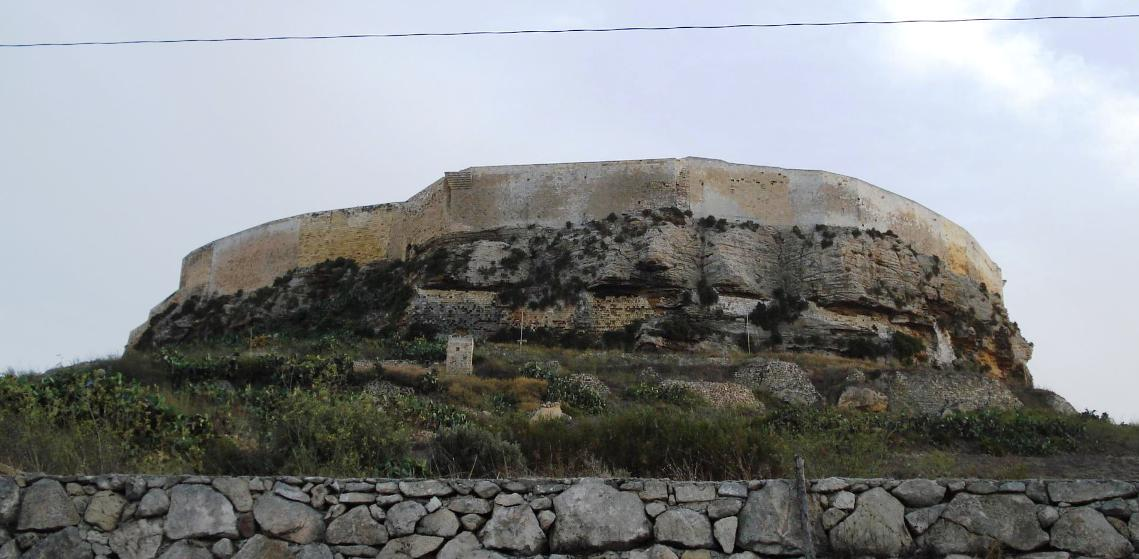
Le mura settentrionali del Gran Castello di Gozo, a Malta, furono costruite nel XV secolo

Sebbene la Francia sia stata descritta come "il cuore dell'architettura medievale", gli inglesi assunsero un ruolo non trascurabile nell'architettura dei castelli nel XII secolo. Lo storico transalpino François Gebelin ha commentato a tal proposito: "La grande rinascita dell'architettura militare fu guidata, come ci si potrebbe aspettare, dai più potenti re e principi dell'epoca; è il caso dei figli di Guglielmo il Conquistatore e dei loro discendenti, i Plantageneti, quando divennero duchi di Normandia. Questi furono gli uomini che costruirono tutti i più caratteristici castelli fortificati del XII secolo sopravvissuti ancora oggi". Nonostante ciò, all'inizio del Quattrocento, il tasso di costruzione di castelli in Inghilterra e Galles sperimentò un calo. I nuovi castelli vissero generalmente lavori più leggeri rispetto alle strutture precedenti e presentavano poche innovazioni, sebbene fossero ancora create delle roccaforti come quella di Raglan, in Galles. Allo stesso tempo, l'architettura dei castelli francesi salì alla ribalta e aprì la strada nel campo delle fortificazioni medievali. In Europa, in particolare nel Baltico, in Germania e in Scozia, si continuarono a battezzare nuovi castelli fino al XVI secolo.

### Avvento della polvere da sparo

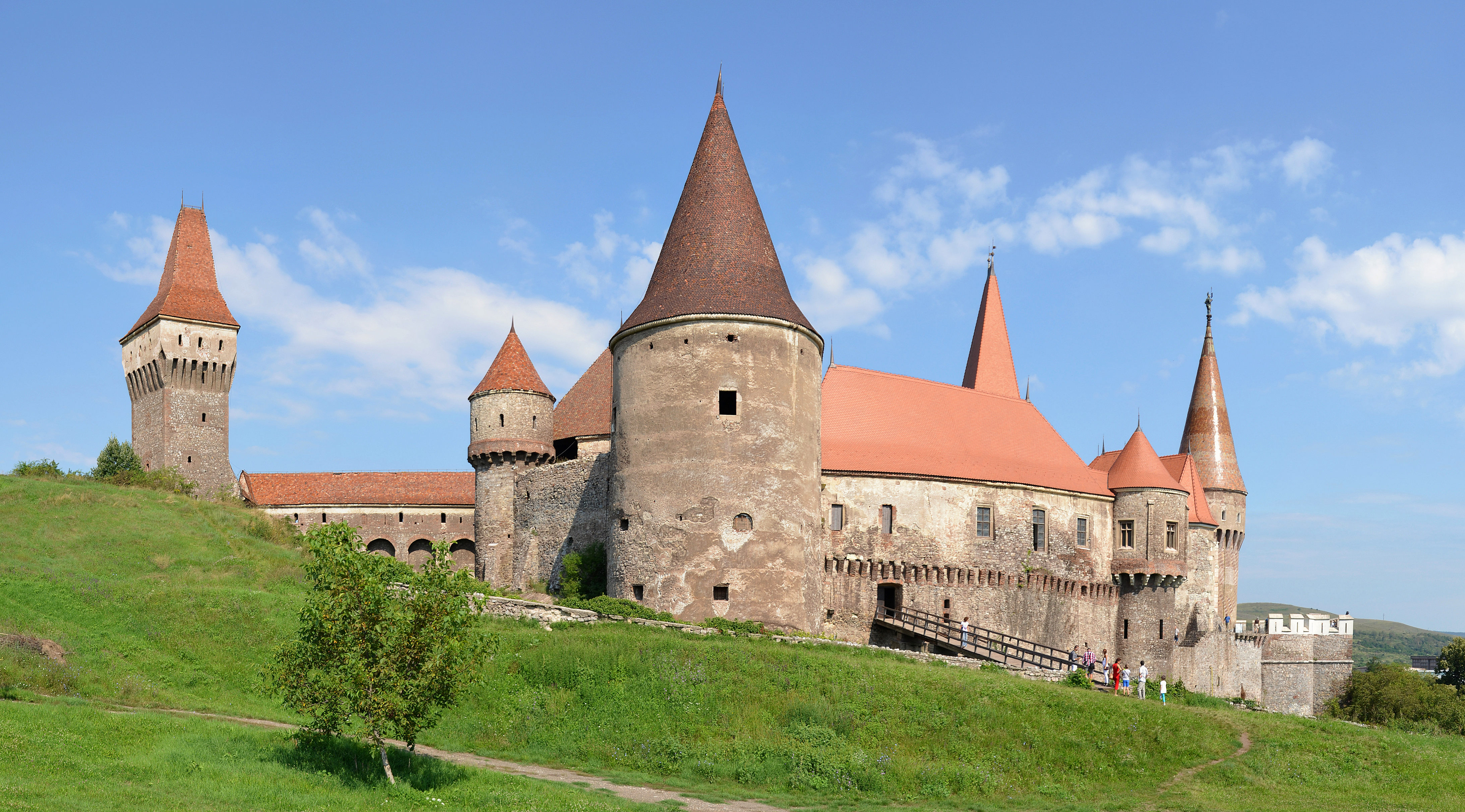
Il castello dei Corvino, in Transilvania (costruito tra il 1446 e il 1480), era uno dei più grandi dell'Europa orientale a quel tempo

L'artiglieria alimentata con la polvere da sparo fu introdotta in Europa nel 1320 e si diffuse in fretta. Nel 1362 si segnala il ricorso ai fucili a pietra focaia durante l'assedio del castello di Kaunas nell'ambito della crociata lituana. Le pistole, inizialmente imprevedibili e imprecise, comparvero sui campi di battaglia dal 1380. Da quel momento, i castelli furono adattati per consentire a piccoli pezzi di artiglieria con una media tra 19,6 e 22 kg di sparare dalle torri. Questo tipo di armamento era troppo pesante perché potesse essere trasportato e azionato da un solo uomo. Le aperture per i cannoni sviluppate in questo periodo mostrano una caratteristica unica, ovvero la presenza di un pezzo di legno dalla forma orizzontale attraverso l'apertura. Un gancio all'estremità dell'arma poteva essere agganciato al legno in modo che l'artigliere non dovesse subire il rinculo completo dell'arma. Questo adattamento si rintraccia in tutto il Vecchio Continente, benché il legname sia sopravvissuto nel corso dei secoli in rari casi: è questa la situazione del castello di Doornenburg, nei Paesi Bassi meridionali, dove è pervenuto in uno stato sorprendentemente intatto. Le bocche dei cannoni assumevano la forma delle aperture da cui sparavano, con un foro circolare nella parte inferiore per l'arma e una stretta fessura nella parte superiore per consentire all'artigliere di mirare.

Il castello De Haar a Utrecht, nei Paesi Bassi

Questa forma è molto comune nei castelli adattati all'utilizzo di armi presenti in Egitto, Italia, Scozia, Spagna e altre località mediterranee. Altri tipi di aperture, sebbene meno comuni, erano fessure orizzontali, che consentivano solo il movimento laterale, e grandi aperture quadrate, che permettevano una maggiore manovrabilità. L'uso di cannoni per la difesa diede il via all'affermazione dei castelli di artiglieria come quello di Ham, nella Francia settentrionale. Le difese contro le armi da fuoco non subirono un processo di sviluppo fino a un momento successivo. Ham è un esempio perfetto della tendenza dei nuovi castelli a rinunciare a elementi di epoca passata quali le caditoie, le alte torri e le merlature.
Furono sviluppati cannoni più grandi e, nel Quattrocento, essi divennero un'alternativa alle macchine d'assedio come il trabucco. I vantaggi dei primi rispetto ai secondi riguardavano una maggiore gittata e una più elevata potenza. Nel tentativo di renderli più efficaci, i cannoni furono resi sempre più grandi, anche se ciò ostacolava la loro capacità di raggiungere castelli remoti. Nel 1450, i cannoni risultavano l'arma d'assedio preferita e la loro efficacia fu dimostrata da Maometto II in concomitanza con la caduta di Costantinopoli.
La risposta verso cannoni più efficaci passava per la costruzione di mura più spesse e per la preferenza delle torri rotonde, poiché i lati curvi avevano maggiori probabilità di deviare un colpo rispetto a una superficie piana. Mentre questo era sufficiente per i nuovi castelli, le strutture preesistenti dovettero escogitare un modo per resistere ai colpi delle nuove pericolose arme. In alcune situazioni si ricorse all'accatastamento di terra dietro la cinta muraria per ridurre l'impatto causato dalle palle.
Spesso, i castelli costruiti prima dell'avvento della polvere da sparo non apparivano in grado di posizionare cannoni perché i cammini di ronda erano troppo stretti. Una soluzione a questo era abbattere la sezione superiore di una torre e riempire la parte inferiore con le macerie per fornire una superficie da cui sparare con i cannoni. Abbassare le difese in questo modo ebbe l'effetto di renderle più facili da scalare con le scale. Una difesa alternativa più popolare, che evitava di compiere interventi di riparazione, era quella di stabilire baluardi oltre le difese del castello. Questi potevano essere costruiti con terra o pietra e venivano usati per montare armi.

### Bastioni e fortificazioni alla moderna (XVI secolo)

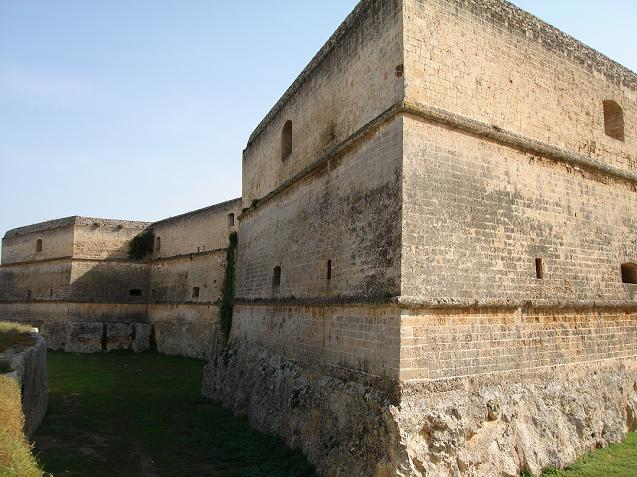
Il bastione ad angolo usato nel castello di Copertino, in Puglia, fu concepito intorno al 1500. Utilizzato per la prima volta in Italia, permise l'evoluzione dei forti di artiglieria, i quali alla fine presero il sopravvento il ruolo militare dei castelli

Intorno al 1500 si sviluppò in Italia l'innovazione del bastione angolato. Una simile tecnologia rese la penisola pioniera con riguardo alle fortificazioni permanenti di artiglieria, che sostituirono il ruolo difensivo dei castelli. Questo tipo di costruzione assunse la felice denominazione di fortificazione alla moderna, anche detta all'italiana. I mastri costruttori responsabili della realizzazione dei castelli si trovarono in quella parentesi storica davanti a un bivio, ovvero quello di scegliere tra il nuovo tipo, in grado di resistere ai cannoni e al fuoco dell'artiglieria, o lo stile precedente, più elaborato, complesso e che si stava rivelando in parte obsoleto. Inoltre, il primo stile presentava come aspetti negativi la scarsa gradevolezza estetica e una parziale scomodità interna, mentre il secondo appariva gradevole alla vista, incuteva timore reverenziale e aveva un valore che esulava dal campo bellico, estendendosi anche alla forza che il signore di turno sperava di dimostrare con il castello. Alla luce di queste riflessioni, la seconda scelta si rivelò più popolare, in quanto divenne evidente che non aveva senso sacrificare la difesa ricorrendo a ideali anacronistici. Per una serie di motivi, non ultimo il fatto che molti castelli non hanno una storia documentata, non si ha contezza di un numero preciso di edifici costruiti nel periodo medievale. Ciononostante, si stima che il totale ammontava tra i 75.000 e i 100.000 nell'Europa occidentale: di questi circa 1.700 erano in Inghilterra e Galles, un dato nettamente minore rispetto alle aree di lingua tedesca (circa 14.000).
Viene anche abbandonata la fisionomia difensiva per compartimenti stagni in favore di una più ampia accessibilità delle varie parti, in modo da potere agevolmente raggiungere i punti sotto attacco e rifornirli di munizioni e uomini. Il passaggio dai castelli medievali del primo tipo (che avevano nella compartimentazione e nell'altezza i propri punti di forza) a quelli aggiornati per la difesa dai colpi delle armi da fuoco sempre più potenti, accadde per gradi, con rocche di transizione, come quelle della Romagna e delle Marche.

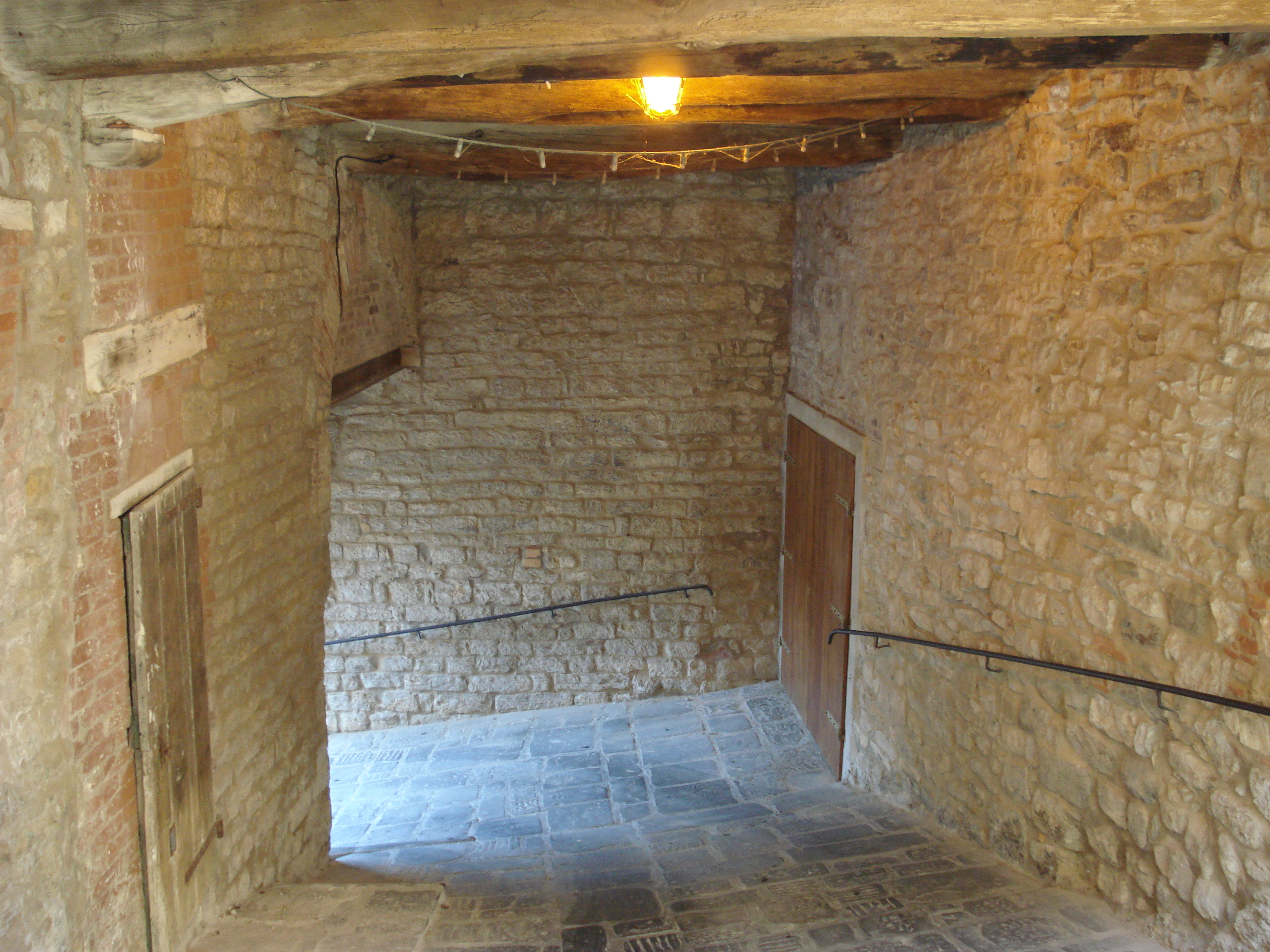
Entrata a trabocchetto, castello di Sasso Pisano

Oltre al progressivo infossamento e abbassamento della struttura (nella quale il fossato non serve per il riempimento con acqua ma per nascondere in basso file di bombarde pronte al tiro ficcante in caso di assedio), si ha il passaggio a torrioni tondi, maggior spessore delle mura, aggiunta di una punta ai torrioni tondi che assumono - in pianta - la forma ad asso di picche. Questa punta serviva a evitare che gli attaccanti potessero raggiungere un punto cieco, sottraendosi così all'azione del tiro di fiancheggiamento, cioè dei colpi incrociati provenienti dagli altri torrioni vicini. Nelle rocche e castelli di transizione si ha anche la progressiva trasformazione della bombardiera e della corrispondente finestra di sfiato fumi, la cui fisionomia permette di datare le strutture e di riconoscere le varie fasi della evoluzione difensiva di determinate opere militari dell'epoca di transizione.
Frattanto, l'arte della costruzione dei castelli sbarcò anche nelle Americhe per mano dei colonizzatori spagnoli e francesi. La prima fase della costruzione dei forti iberici è stata definita il "periodo del castello", che durò in essere dal 1492 fino alla fine del XVI secolo. A partire dal completamento della fortezza di Ozama, nell'odierna Repubblica Dominicana, "questi lavori erano essenzialmente castelli medievali europei trasposti in America". A fianco delle strutture difensive minori o differenti come fortezze e cittadelle, nella Nuova Francia si costruirono anche dei castelli verso la fine del Seicento. A Montreal l'artiglieria non era sviluppata come sui campi di battaglia d'Europa, alcuni dei forti periferici della regione erano stati costruiti come i manieri fortificati della madrepatria. Il forte di Longueuil, costruito dal 1695 al 1698 da una famiglia baronale, è stato descritto come "la roccaforte dall'aspetto più medievale costruita in Canada". I manieri e le caserme erano all'interno di un cortile fortificato, con un'alta torretta rotonda in ogni angolo. Il "forte più robusto simile a un castello" vicino a Montréal era il forte di Senneville, costruito nel 1692 con torri quadrate collegate da spesse mura di pietra, nonché un mulino a vento fortificato. Le fortezze in pietra come queste fungevano da residenze difensive, oltre che da imponenti strutture per prevenire le incursioni degli irochesi.
Sebbene la costruzione dei castelli svanì verso la fine del XVI secolo tali edifici non caddero necessariamente tutti in disuso. Alcuni mantennero un ruolo nell'amministrazione locale e furono convertiti in tribunali, mentre altri, in mano alle famiglie aristocratiche, supplirono al compito di residenza di generazione in generazione. Un esempio particolarmente famoso appartenente a questa categoria risulta il castello di Windsor, in Inghilterra, fondato nell'XI secolo e ancora attualmente posseduto dalla corona del Regno Unito. In altri casi essi perseguivano ancora un ruolo difensivo: le casetorre, strettamente imparentate con i castelli, comprendevano le pele, ovvero torri di difesa che erano residenze permanenti costruite tra il XIV e il XVII secolo. Particolarmente comuni in Irlanda e Scozia, esse potevano essere alte fino a cinque piani e venivano utilizzate quali torri di osservazione o come segnalatore di pericolo per allertare le guarnigioni di un rischio imminente. Sebbene non fornissero la stessa protezione di un castello più complesso, la loro sicurezza contro minacce dalla portata ristretta non può essere negata.

### Gli impieghi successivi e il revivalismo dei castelli

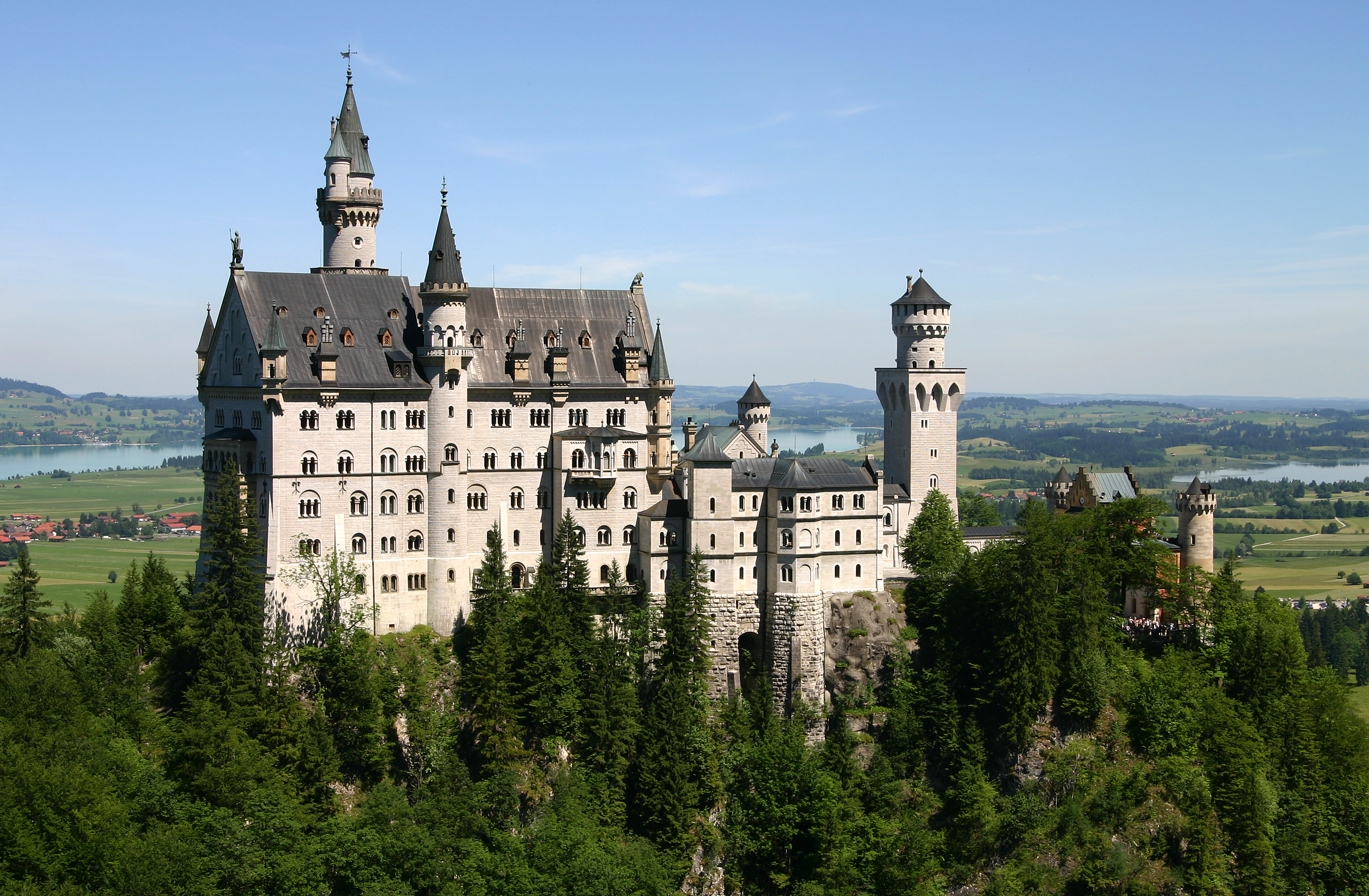
Neuschwanstein, costruito nel XIX secolo da Ludovico II di Baviera in stile revivalista, rappresenta probabilmente l'esempio più conosciuto della rinnovata devozione per i castelli

Secondo gli archeologi Oliver Creighton e Robert Higham "le grandi case di campagna dal XVII al XX secolo erano, in senso sociale, i castelli del loro tempo". Sebbene ci fosse una tendenza per l'élite a spostarsi dagli antichi presidi alle case di campagna nel XVII secolo, i castelli non si rivelarono completamente inutili. Nei conflitti successivi, come la guerra civile inglese (1641-1651), molti castelli furono rifortificati, anche se in seguito il processo si interruppe al fine di evitare che venissero utilizzati di nuovo. Ad alcune residenze di campagna, che non dovevano essere fortificate, si conferì l'aspetto di un castello volto a intimorire i potenziali invasori, aggiungendo torrette e ricorrendo a piccole finestre. Uno dei casi che seguono quanto affermato si rintraccia nel castello di Bubaqra del XVI secolo, a Malta, in seguito modificato nel Settecento.
I castelli in stile revivalista o falsi storici acquisirono una certa fama durante il Romanticismo, complice la rinnovata riscoperta del Medioevo e degli ideali della cavalleria. Si pensi a opere architettoniche quali Chapultepec, in Messico, Neuschwanstein in Germania, e il castello di Drogo ultimato da Edwin Lutyens (1911-1930), l'ultimo barlume di questo movimento nelle isole britanniche. Mentre chiese e cattedrali in stile gotico potevano imitare fedelmente esempi medievali, le nuove case di campagna costruite nello "stile dei castelli" differivano internamente dai loro predecessori medievali. Ciò si spiegava perché l'aspetto delle vecchie strutture avrebbe lasciato le case fredde e buie per i livelli dell'Ottocento.
Anche le rovine artificiali, costruite per assomigliare ai resti di edifici storici, si annoverano nell'ambito della corrente architettonica sopra esposta. Di solito, esse venivano ultimate per abbellire i parchi rievocando delle caratteristiche dei castelli antichi. I capricci seguivano dettami e canoni simili, sebbene differissero dalle rovine artificiali in quanto non facevano parte di un paesaggio progettato a priori, ma si proponevano alla stregua di edifici stravaganti, frivoli o buffi, senza perseguire uno scopo pratico. Entrambi si ispiravano a elementi dell'architettura del castello come le torri e gli archi, ma non avevano alcuno scopo militare, bensì squisitamente artistico. A oggi i castelli costituiscono un'attrazione turistica comune anche per bambini nei campi da gioco e nei parchi divertimento, come quelli proposti nel parco dell'Italia in miniatura.

## Costruzione

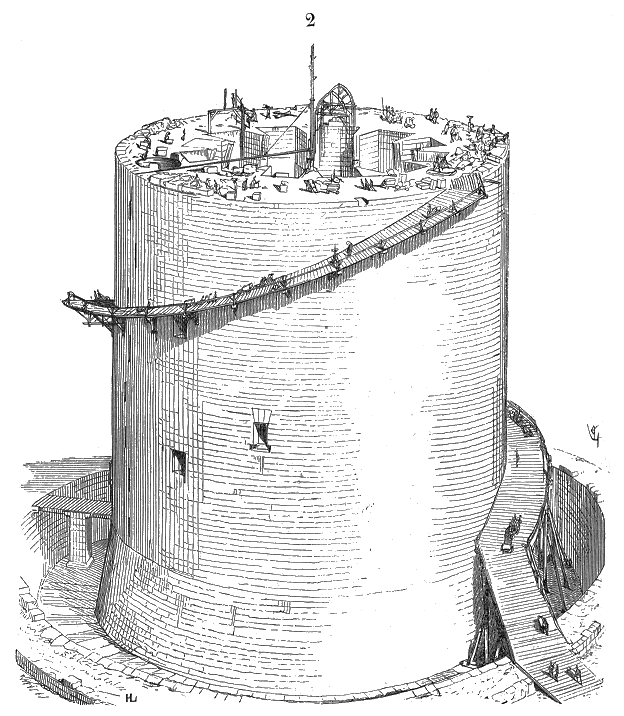
Una rappresentazione del XIX secolo di Eugène Viollet-le-Duc della costruzione della grande torre del castello di Coucy, in Francia, con ponteggi e muratori al lavoro. I fori segnano la posizione dell'impalcatura nelle prime fasi di costruzione

Una volta selezionato il sito ritenuto idoneo per la costruzione solitamente di interesse strategico o destinato a dominare il paesaggio con scopi simbolici, si doveva scegliere il materiale da costruzione. Un castello di terra e legno era più economico e più facile da erigere rispetto a uno in pietra. I costi non sono sempre noti agli studiosi, in quanto i dati disponibili riguardano solo gli esosi esborsi per i castelli reali. Un castello con bastioni di terra, una motta, difese in legno ed edifici poteva essere costruito anche da una manodopera non qualificata. La fonte della forza lavoro proveniva probabilmente dalla signoria dove era collocata la roccaforte, con gli inquilini che dovevano avere già le competenze necessarie per abbattere alberi, scavare e lavorare il legname necessario per realizzare la struttura di terra e legno. Forse perché costretti a lavorare per il loro signore, la costruzione di un castello di terra e legno non si rivelava un salasso insormontabile per il committente. In termini di tempo, si stima che una motta di dimensioni medie (alta 5 e larga 15 m alla sommità) avrebbe impiegato 50 persone circa e 40 giorni lavorativi. Tra le motte e le corti eccezionalmente costose si annovera Clones, in Irlanda, costruita nel 1211 al costo di 20 sterline. Il prezzo lievitò per via della necessità di assumere manodopera, non disponendone direttamente il signore.

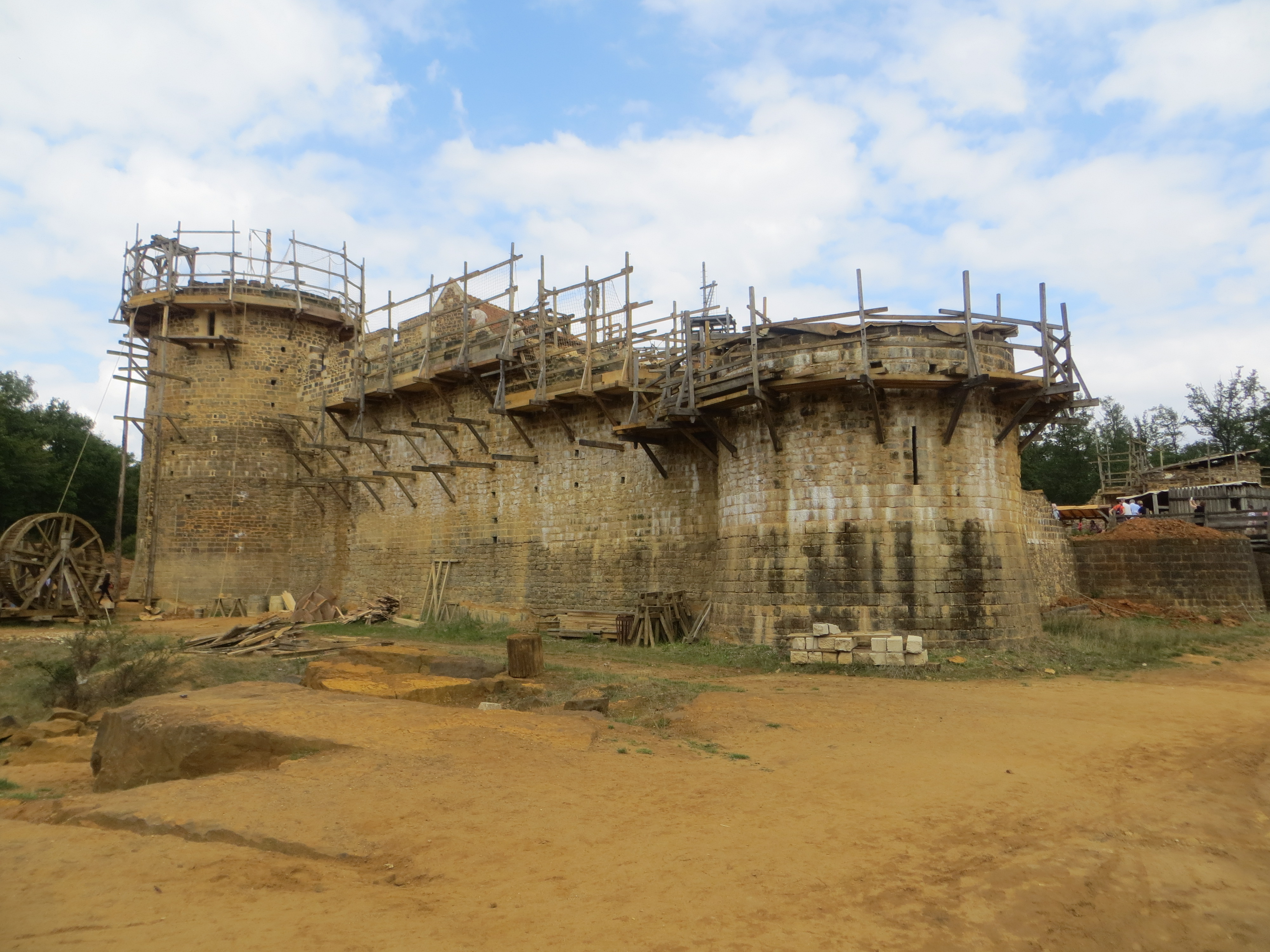
Progetto di archeologia sperimentale teso allo studio delle modalità di costruzione delle roccaforti nel sito del castello di Guédelon (2015)

Il costo di costruzione di un castello variava in base a fattori quali la loro complessità e i costi di trasporto del materiale. Anche una torre molto piccola, come quella del castello di Peveril, poteva raggiungere il costo totale di circa 200 sterline. Tra gli altri castelli per cui fu necessario spendere delle cifre di un certo calibro si annoverano Orford, ultimato alla fine del XII secolo per 1.400 £, e Dover, costato circa 7.000 £ tra il 1181 e il 1191. Le spese sulle scale di vasti castelli come il castello di Gaillard (stimato tra 15.000 e 20.000 £ tra il 1196 e il 1198) erano facilmente sostenuti dalla corona, ma per i nobili la costruzione del castello si dimostrava un'impresa molto impegnativa e costosa. In condizioni normali, realizzare un castello di pietra necessitava quasi un decennio. Il costo di un grande castello costruito in quel periodo, compreso tra 1.000 e 10.000 £, poteva incidere gravemente sulle finanze di un signore, tenuto conto dei rischi esterni che ci si assumeva: il contemporaneo scoppio di una guerra o di una pandemia avrebbe appesantito ancora maggiormente le spese. I costi alla fine del XIII secolo erano di un ordine simile, con castelli come quello di Beaumaris e Rhuddlan che costarono 14.500 e 9.000 £ rispettivamente. La campagna di costruzione di castelli di Edoardo I in Galles necessitò l'uscita dalle casse statali di 80.000 £ tra il 1277 e il 1304 e di 95.000 tra il 1277 e il 1329. Il famoso architetto Giacomo di San Giorgio, fautore della costruzione di Beaumaris, riferiva a proposito della questione economica:
(Giacomo di San Giorgio)
Non solo i castelli di pietra erano costosi da costruire, ma esigevano una costante manutenzione che presupponeva il pagamento di ulteriori costi. La presenza di numerose cataste di legname, spesso non stagionato, necessitava di un'attenta manutenzione per evitare incidente. Al tramonto del XII secolo, le riparazioni di castelli come quello di Exeter e Gloucester costavano tra le 20 e le 50 £ all'anno.
La rincorsa alla costruzione di macchine medievali che potessero espugnare i siti difensivi, come la gru a ruota, innescò una gara con gli ingegneri che, al contrario, tentavano di preservare l'inviolabilità delle strutture. Così, la pietra surclassò il legno, ma generò in varie occasioni problemi di logistica in merito al trasporto del materiale di costruzione: per questo una delle principali preoccupazioni dei costruttori medievali era rimanere a poca distanza dalle cave. Esistono esempi di alcuni castelli in cui la pietra veniva estratta in loco, come Chinon, Coucy e Gaillard. Quando la si edificò in Francia nel 992, la torre in pietra del castello di Langeais era alta 16 m, larga 17,5 e lunga 10 m, con mura in media alte 1,5 m. Queste ultime constano attualmente di 1.200 m³ di pietra e occupano una superficie totale (sia interna che esterna) di 1.600 m². Si stima occorsero per il completamento della torre circa 83.000 giorni lavorativi (227 anni e 24 giorni), coinvolgendo soprattutto manodopera non qualificata.
Molte realtà politiche disponevano di castelli sia in legno che in pietra: in casi come la Danimarca, che possedeva poche cave, il grosso dei suoi castelli si componeva di terra e legname, mentre più tardi comparvero i mattoni. Le strutture in mattoni non erano necessariamente più deboli delle loro controparti in pietra: meno comuni in Inghilterra delle costruzioni in pietra o terra e legno, spesso venivano scelte per gusti estetici o perché andavano di moda, sulla scia degli esempi architettonici forniti dai Paesi Bassi. È il caso del castello di Tattershall, che vide la luce tra il 1430 e il 1450: l'abbondanza di pietre nelle vicinanze era innegabile, ma il proprietario, Ralph Cromwell, scelse di ricorrere ai mattoni. Si impiegarono circa 700.000 mattoni per costruire il castello, che è stato descritto come "il miglior esempio di muratura medievale in Inghilterra". La maggior parte dei castelli spagnoli era costruita in pietra, mentre quelli dell'Europa orientale erano generalmente in legno.
Il De constructione castri Saphet, scritto nei primi anni del 1260, descrive le fasi della costruzione di un nuovo castello a Safad. Si tratta di "uno dei più esaustivi" resoconti medievali incentrato sulla realizzazione di una roccaforte.

## Centro di aggregazione sociale
La presenza del signore fondiario in un castello rendeva l'edificio un centro di amministrazione da cui controllava le sue terre. Questi faceva affidamento sul sostegno di coloro che erano a lui sottoposti, in assenza del quale ogni possibilità che il suo potere fosse minato restava aperta. I signori di successo riunivano regolarmente la corte con membri immediatamente al di sotto del loro grado nella piramide gerarchica sociale, ma gli assenti potevano aspettarsi di trovare la loro influenza indebolita. Le signorie più grandi potevano risultare vaste e, poiché sarebbe stato arduo visitare regolarmente tutti i suoi possedimenti, il nobile di turno soleva nominare dei funzionari. Ciò valeva soprattutto per le famiglie reali, che a volte possedevano dislocate in regioni lontane le une dalle altre.
Per consentire al signore di concentrarsi sui suoi doveri di amministrazione egli disponeva di una servitù che si occupava di faccende come la fornitura di cibo. Alle esigenze della sua famiglia provvedeva un ciambellano, mentre un tesoriere si occupava di supervisionare il patrimonio. Le dinastie reali assumevano essenzialmente la stessa forma delle famiglie baronali, sebbene su scala molto più ampia e con posizioni più prestigiose aspirate da una fetta di popolazione più ampia. Un ruolo preponderante dei domestici riguardava la preparazione del cibo; le cucine del castello diventavano un luogo affollato quando il castello era occupato da numerose persone, circostanza che richiedeva la fornitura di pasti abbondanti. Senza la presenza di una casa signorile, di solito perché alloggiava altrove, un castello risultava in teoria un luogo tranquillo con pochi residenti, poiché essi si potevano meglio concentrare sulla manutenzione della struttura e sopperire assai agevolmente ai bisogni quotidiani.

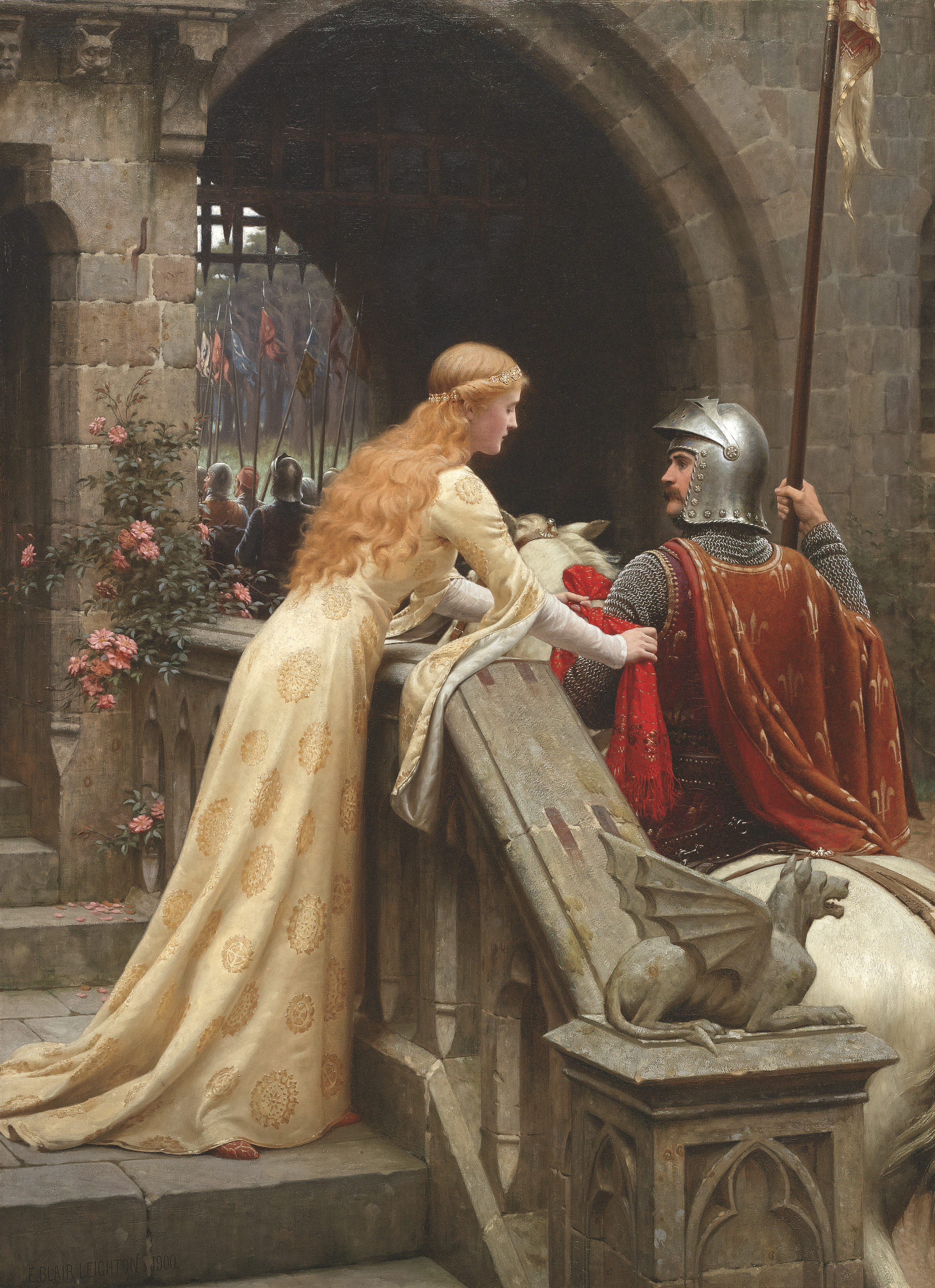
Buona fortuna! di Edmund Blair Leighton, 1900: una rappresentazione del tardo vittoriano di una dama che concede il suo favore a un cavaliere in assetto di battaglia

Essendo di fatto dei centri di aggregazione sociale, i castelli avevano un valore simbolico imprescindibile. Proprio per questo, il signore che ne possedeva uno soleva esporre la propria autorità in vari modi, che passavano per la presenza di tante truppe, dalla cura per gli interni a livello artistico, dal numero di stanze, dalle tecnologie difensive annesse e da tanti altri elementi. I castelli venivano paragonati alle cattedrali come oggetti di orgoglio architettonico, con alcuni edifici che incorporavano i giardini come elementi ornamentali. Gli ideali di cavalleria a cui aspirava l'élite nel Medioevo si tramandò nei secoli a venire, suscitando grande interesse nell'epoca in cui si squarciò il mito del Medioevo come epoca buia e triste. Le strutture realizzate secondo i canoni del revivalismo romantico avrebbero attinto a elementi estetici dell'architettura del castello, come i merli. Proprio quest'ultima caratteristica aveva un enorme valore in epoca medievale. Il diritto alla merlatura, quando concesso da un monarca, anche se non era sempre necessario, risultava importante non solo perché consentiva a un signore di difendere la sua proprietà, ma perché i merli e altri accessori associati ai castelli erano associati nell'immaginario comune al mondo aristocratico. Le licenze di merlatura provavano inoltre con certezza la concessione di un favore o di una relazione con il monarca, che era il responsabile dell'assegnazione del permesso.
L'amor cortese era un ideale letterario per cui il vincolo amoroso veniva stretto tra un uomo nobile socialmente inferiore (solitamente un prode cavaliere, membro dell'aristocrazia militare) e una dama di rango più elevato, spesso la moglie del signore feudale del cavaliere. Sebbene a volte espresso attraverso eventi cavallereschi come i tornei, dove i cavalieri combattevano indossando un oggetto dalla loro dama, questo poteva anche essere platonico e coltivato in segreto. La leggenda di Tristano e Isotta rappresenta uno dei migliori esempi di storie di amor cortese raccontate nel Medioevo, ma vari spunti si rintracciano anche nella letteratura italiana con la Divina Commedia di Dante Alighieri e le liriche di Francesco Petrarca dedicate a Laura, sia pur con alcune differenze. Così come la donna, anche l'uomo poteva essere sposato: non era raro o ignobile che un signore fosse adultero (Enrico I d'Inghilterra aveva più di 20 figli illegittimi), ma se ciò accadeva nel caso di una donna si soleva considerarla responsabile di un'azione promiscua e disdicevole.
Lo scopo del matrimonio tra i membri dell'aristocrazia era quello di assicurarsi la trasmissione dei feudi. Le ragazze si sposavano in età adolescenziale, mentre i ragazzi non si sposavano fino alla maggiore età. Nell'immaginario collettivo, si crede che le donne giocassero un ruolo marginale nei castelli medievali, dominati dal signore stesso. Ciò deriva dal mito che i castelli fossero costantemente coinvolti in eventi bellici, ma la maggior parte delle strutture in Inghilterra, Francia, Irlanda e Scozia non furono mai coinvolte in conflitti o assedi, ragion per cui questo aspetto storiografico andrebbe approfondito maggiormente. Alla donna si dava una controdote dei beni di suo marito, di solito circa un terzo, che rimaneva suo per tutta la vita, fin quando suo marito lo avrebbe incamerato alla morte di lei. Era suo dovere gestirli direttamente, poiché il signore amministrava la propria terra. Nonostante fosse generalmente esclusa dal servizio militare, la donna poteva operare come custode di un castello, per conto del marito oppure amministrarlo interamente quando era vedova. Grazie alla loro influenza all'interno della famiglia medievale, le donne influenzarono la costruzione e disegno, a volte attraverso il mecenatismo diretto; lo storico Charles Coulson sottolinea il ruolo delle donne nell'applicare "un raffinato gusto aristocratico" ai castelli a causa della loro residenza a lungo termine.

## La scelta del sito di costruzione

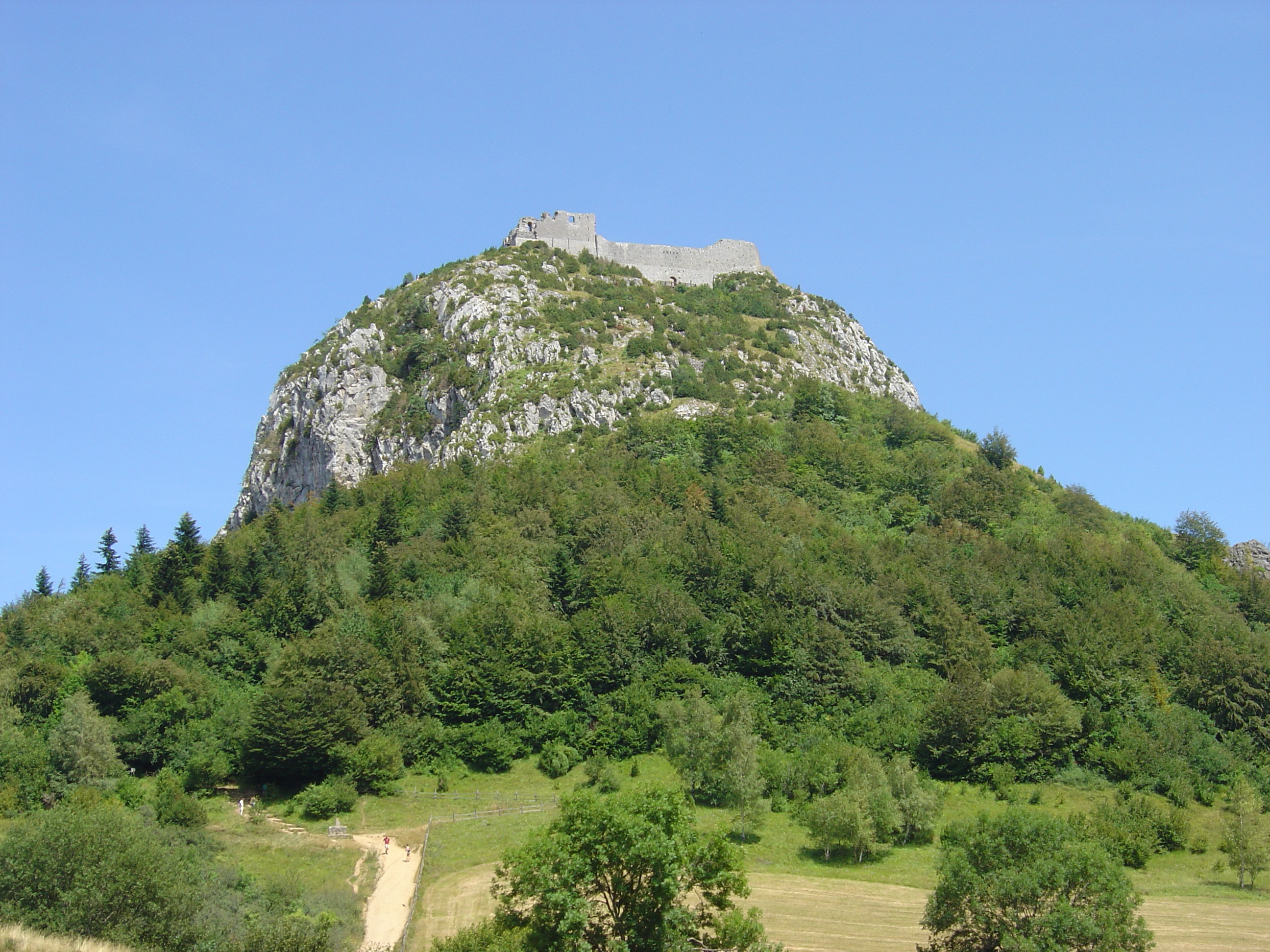
I castelli situati su alture come quello di Montségur, vicino al confine tra Francia e Spagna, dimostrano perfettamente come il sito dove si sceglieva di costruirli avesse un ruolo preponderante

La scelta del sito di costruzione dei castelli passava necessariamente per una valutazione della geografia offerta dal territorio. Mentre i castelli di collina come Marksburg erano comuni in Germania, dove il 66% di tutti quelli medievali conosciuti erano collocati su altopiani mentre il 34% su terreni pianeggianti, lo stesso non valeva per l'Inghilterra. Lo stesso discorso vale per l'Italia, dove le alture venivano sfruttate ampiamente per la creazione di castelli (è il caso, tra i tantissimi, di Gradara, Zumelle, Rocca Calascio, Avella e Milazzo). A causa della gamma di funzioni che dovevano svolgere, la scelta era un'operazione che andava ponderata con attenzione. Nella scelta di un sito si consideravano infatti molteplici fattori, bilanciando la necessità di una posizione difendibile con altre considerazioni, come l'accessibilità a beni fondamentali come l'acqua e a materie prime. Molti castelli si trovavano in prossimità di strade romane, rimaste fondamentali snodi di comunicazione nel Medioevo, o in località da cui sarebbero transitate vie aperte dopo la costruzione degli stessi. Quando risultava possibile, si sfruttavano le difese preesistenti, come la costruzione di un forte romano o i bastioni di una fortezza di collina dell'età del ferro. La posizione geografica poteva anche perseguire scopi deterrenti oltre che in campo bellico, conferendo alla costruzione un'aura di simbolo di potere. I castelli urbani erano particolarmente importanti nel controllare i centri abitati ed economici, anche nel caso in cui una nuova potenza che rimpiazzava la precedente li avesse espugnati.

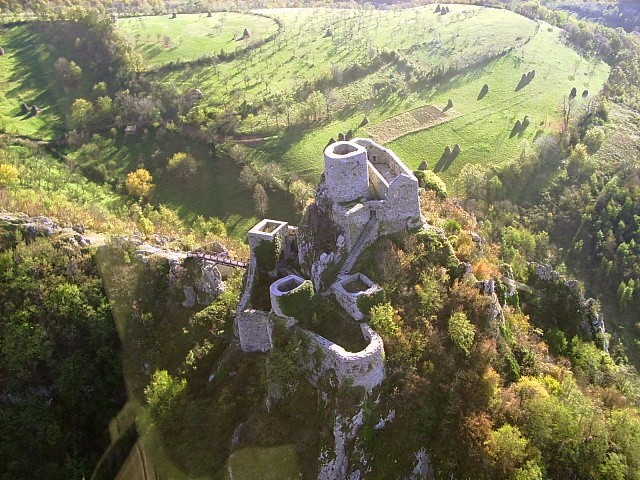
Fortezza di Srebrenik, in Bosnia. Famosa per la sua inaccessibilità, solo uno stretto ponte attraversa il profondo dirupo, circostanza che offre un'eccellente protezione

Poiché i castelli non erano semplici edifici militari, ma pure centri di amministrazione e simboli di potere, essi avevano un impatto significativo sul paesaggio circostante. Collocati lungo una strada o un fiume di uso frequente, i castelli per controllare il flusso di persone e merci prevedevano un passaggio condizionato al pagamento di ingenti pedaggi, consentendo al signore di incamerare dei guadagni. I castelli rurali erano spesso affiancati da mulini e campi coltivati, cosa che finì per farli assumere un maggiore peso sulla produzione e sulla conservazione delle risorse. Altri erano adiacenti o alle foreste reali o ai parchi dei cervi, dove era ancor più importante la cura del loro stato. Gli stagni con dei pesci all'interno, presenti in più strutture dislocate in Europa, erano un lusso che si potevano concedere solo alcuni aristocratici particolarmente abbienti. Al di là dello scopo pratico della fornitura idrica e ittica, essi erano diffusi tra chi riusciva a ostentare la propria ricchezza senza patire eccessivamente i costi necessari alla costruzione e alla manutenzione.

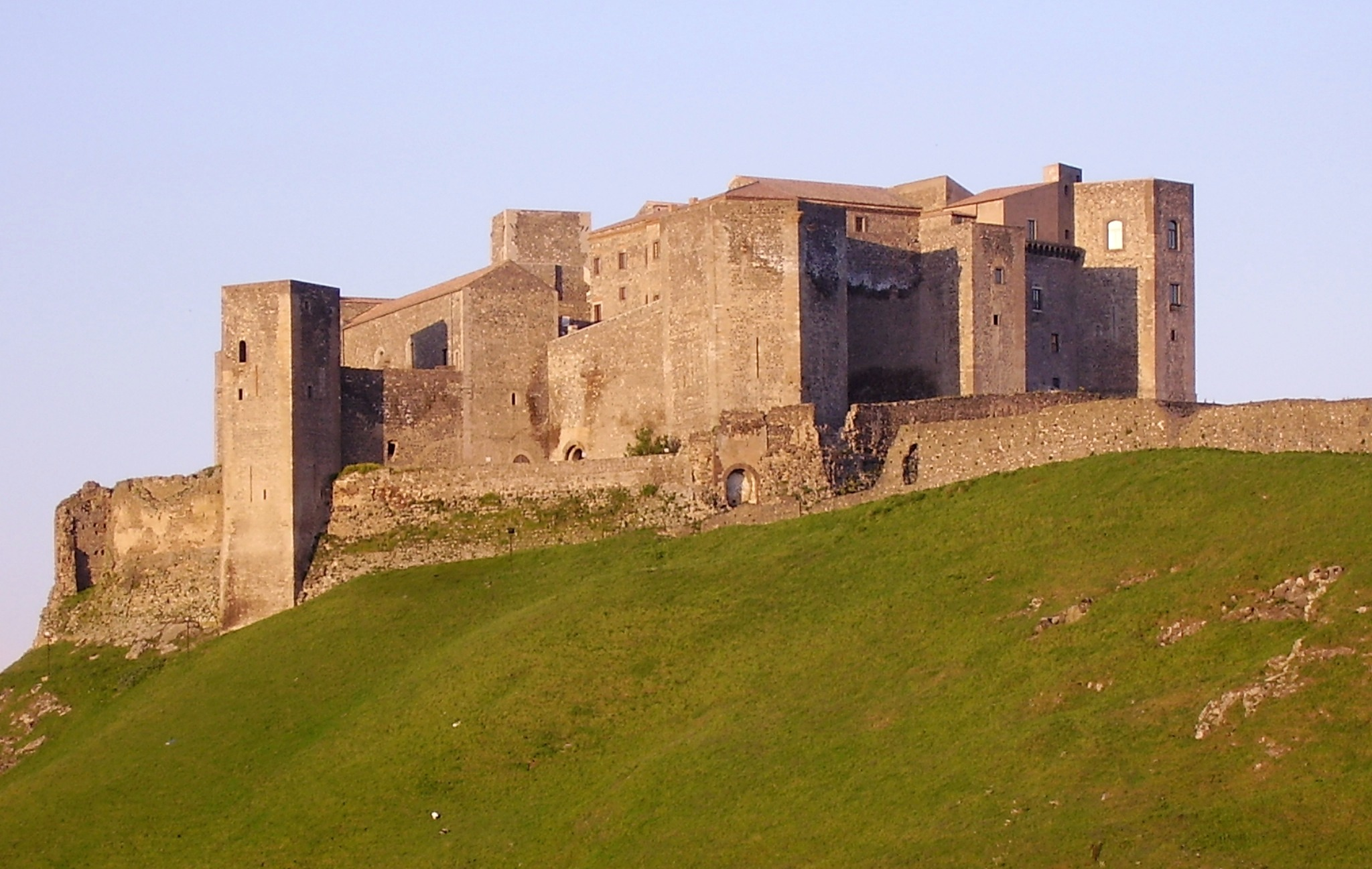
Il castello di Melfi deve la sua importanza, testimoniata da numerosi rifacimenti in epoca normanna, Sveva,angioina, Aragonese, borbonica, alla sua posizione su un fortissima pendenza, ma anche alla sua vicinanza alle foreste del Monte Vulture, vulcano noto per essere importante riserva di caccia reale, e al suo controllo delle vie di comunicazione dal litorale pugliese all’entroterra della Basilicata

Sebbene a volte la costruzione di un castello portò alla distruzione di un agglomerato, come nel caso di Eaton Socon, in Inghilterra, era più comune che i villaggi vicini crescessero a livello demografico a causa della presenza di un castello. A volte, gli insediamenti si venivano a costituire proprio a ridosso del castello o comunque ne veniva incitata la creazione. I benefici della vicinanza a un centro economico anziché la scelta di vivere nelle campagne consentiva di sentirsi più sicuri dal rischio di aggressioni. Così si spiega le genesi dei borghi, abitati dai sudditi che versavano tributi il signore e che, all'occorrenza, si rifugiavano all'interno del complesso fortificato sopportando assedi. Quando la stagione dei castelli volse al termine, il vantaggio appena riferito svanì e alcuni insediamenti si spopolarono. I benefici derivanti dalla costruzione di castelli sugli insediamenti non si limitavano all'Europa. Quando castello di Safad del XIII secolo fu fondato in Galilea in Terra Santa, i 260 villaggi beneficiarono della nuova capacità degli abitanti di muoversi liberamente. Una volta costruito, un castello poteva comportare dei mutamenti al paesaggio locale, con le strade che potevano deviare il loro antico cammino per agevolare il raggiungimento del sito.

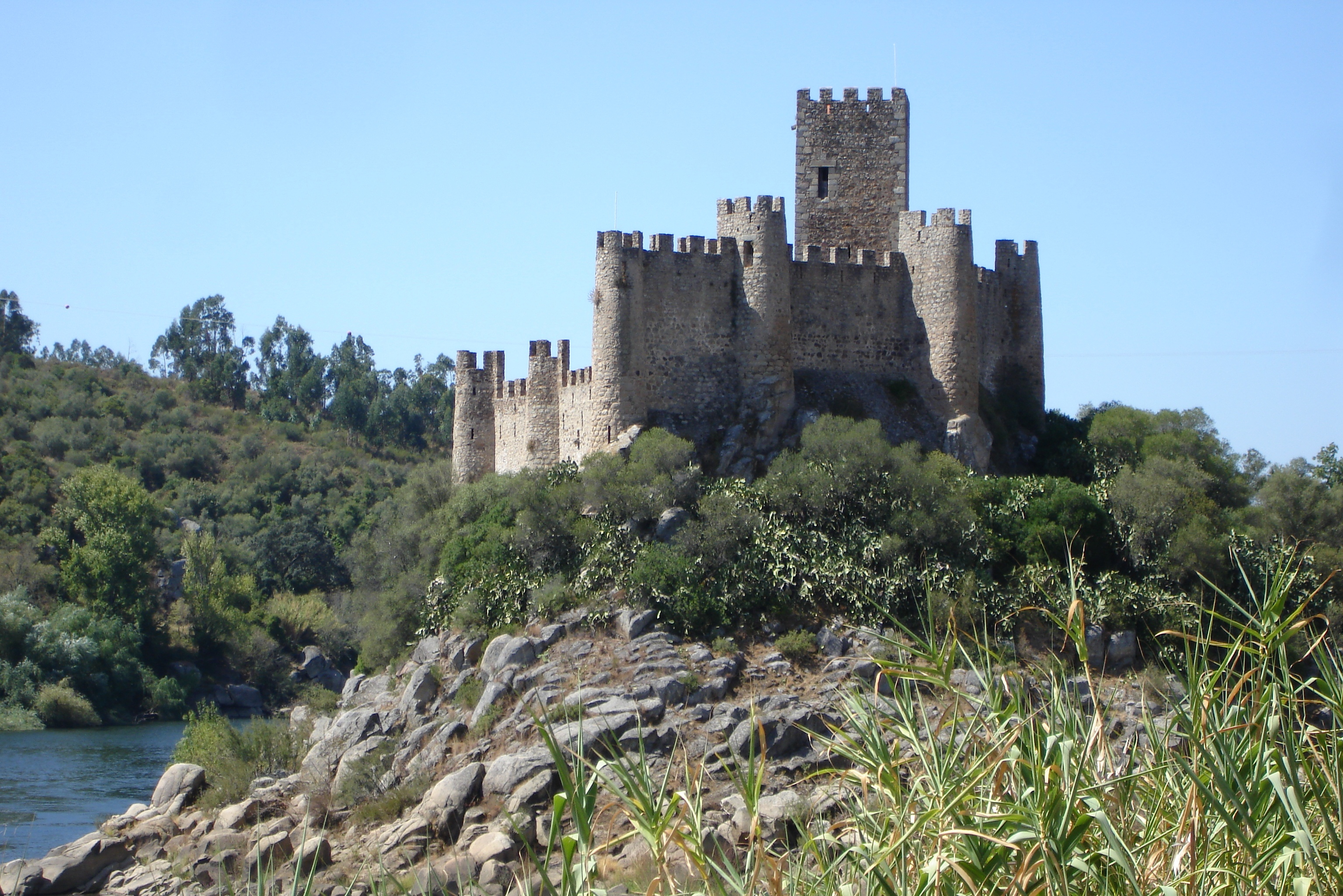
Il castello di Almourol, in Portogallo, sorge su un piccolo isolotto nel fiume Tago

Durante e poco dopo la conquista normanna dell'Inghilterra, i castelli comparvero in importanti città preesistenti per controllare e gestire i sudditi locali. Di solito, essi si trovavano vicino a una qualsiasi difesa della città esistente, come le mura romane, anche se ciò a volte portò alla demolizione di strutture che occupavano il sito di costruzione prescelto. Nel caso di Lincoln, 166 case furono distrutte per lasciare spazio al castello, mentre a York il terreno agricolo fu allagato per originare un fossato attorno al castello. Quando i normanni invasero l'Irlanda, la Scozia e il Galles nell'XI e XII secolo, gli insediamenti di quelle terre erano prevalentemente non urbane e la fondazione delle città era spesso collegata alla creazione di un castello.

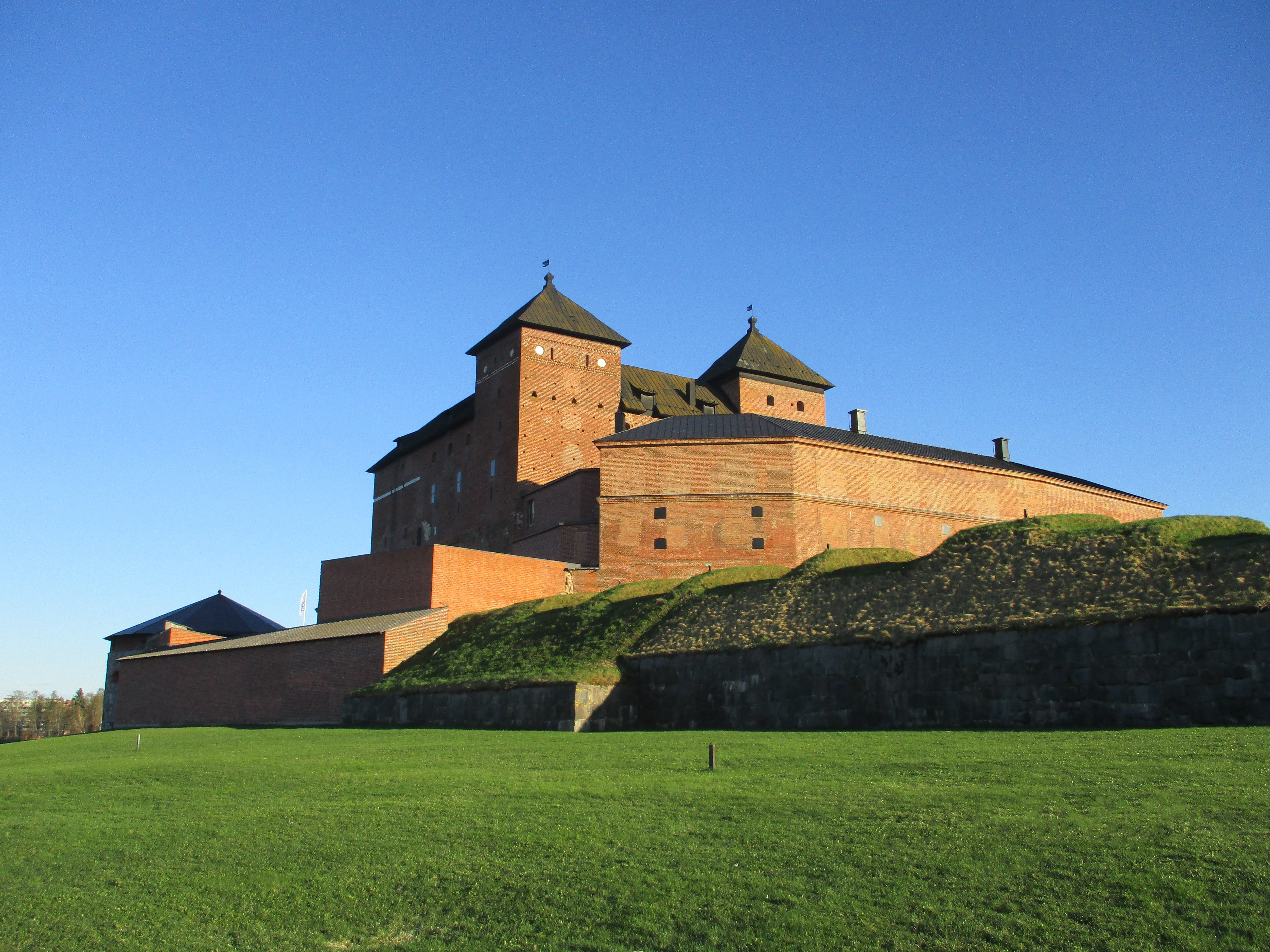
Il castello di Tavastia a Hämeenlinna, in Finlandia, uno dei più settentrionali d'Europa. La data esatta di costruzione resta incerta: per quanto si sa sia stato costruito alla fine del XIII secolo, ma la prima menzione nei documenti contemporanei risale al 1308. Fu costruito nei pressi del lago Vanajavesi.

Un altro simbolo di potere che affiancava il castello, trovandosi a volte addirittura all'interno delle sue stesse difese, era la chiesa parrocchiale. Questo binomio stava a significare una vicina posizione tra la nobiltà e il clero, una delle istituzioni più importanti della società medievale.
I corsi d'acqua erano un altro elemento inevitabilmente legato ai castelli. La presenza di fiumi, laghi, stagni (anche artificiali per originare fossati) o di un porto sul mare agganciato alla struttura si rintraccia dal Portogallo all'Estonia, dall'Irlanda al Libano passando per Cipro. Rientrano in questa categoria il castello di Trakai, in Lituania, il castello di Egeskov, in Danimarca, Burg Vischering, in Germania, Bourtzi, in Grecia, Tokaj, in Ungheria, il castello Estense, in Emilia-Romagna, il castello del Mare di Sidone, in Libano, Făgăraș, in Romania, Kızkalesi, in Turchia, ecc.

## Guerra
Essendo una struttura statica i castelli potevano spesso essere aggirati da chi non voleva ingaggiare battaglia. L'area di influenza immediatamente coperta si estendeva di circa 400 m e le loro armi avevano una gittata limitata anche all'inizio dell'era dell'artiglieria. Tuttavia, ignorare un nemico in territorio vicino avrebbe potuto consentire limitazioni negli spostamenti, rischi nell'approvvigionamento delle provviste e problematiche relative allo scambio di comunicazioni. Le guarnigioni avevano un costo non trascurabile e, di conseguenza, non andavano oltre una certa quota numerica, a meno che il castello non fosse essenziale. Per ridurre le spese in tempo di pace le guarnigioni erano estremamente ridotte, tanto che alcuni presidi venivano sorvegliati forse da un totale di quattro persone tra guardie sui merli e presso l'ingresso principale. Anche in caso di guerra, le guarnigioni non necessariamente aumentavano nel totale, poiché troppe persone preposte alla difesa avrebbero messo a dura prova i rifornimenti e avrebbero compromesso la capacità del castello di resistere a un lungo assedio. Nel 1403, un'unità di 37 arcieri resistette con successo il castello di Caernarfon contro due assalti degli alleati di Owain Glyndŵr durante un lungo assedio, dimostrando che non necessariamente un piccolo contingente non poteva rivelarsi efficace.

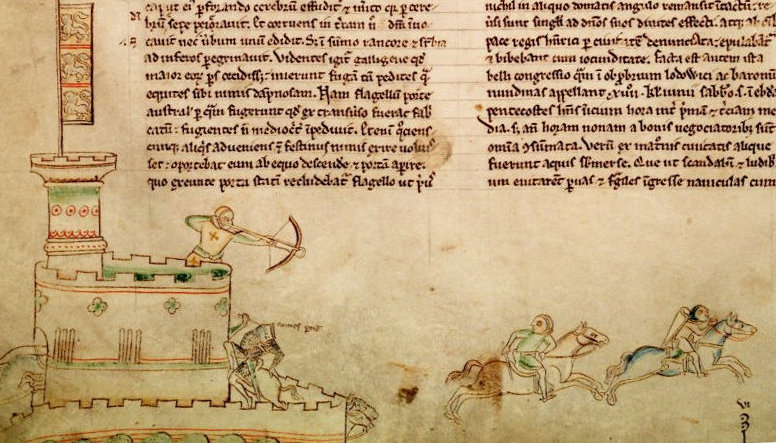
Un'illustrazione dell'inizio del XIII secolo di Matteo Paris che mostra una scena di guerra contemporanea. Nel dettaglio, un arciere che spara dal castello con una balestra i cavalieri aggressori in fuga.

All'inizio, presidiare un castello era un dovere feudale dei valvassori nei confronti dei nobili e di questi ultimi nei confronti del re: tuttavia, in seguito questo sistema fu sostituito con il ricorso a guarnigioni difensive composte da mercenari. Una guarnigione era solitamente comandata da una figura specifica (detto conestabile in Inghilterra e castellano altrove), il cui ruolo in tempo di pace restava quello di prendersi cura del castello in assenza del proprietario. A lui sottoposti erano i cavalieri che, beneficiando del loro addestramento militare, agivano alla stregua di una sorta di classe ufficiale. Questi ultimi, a loro volta, impartivano gli ordini ad arcieri e balestrieri, il cui ruolo era quello di impedire al nemico di raggiungere le mura, come si intuisce dal posizionamento delle feritoie.
Se era necessario conquistare un castello un esercito poteva scagliare un assalto o cingerlo d'assedio. Nella pratica si rivelava più efficiente fare morire di fame la guarnigione piuttosto che assalirla, e ciò era particolarmente vero per quanto concerneva i siti più difesi. Senza la disponibilità di una fonte di supporto esterna i difensori alla fine avrebbero dovuto cedere. Gli assedi potevano protrarsi per settimane, mesi e, in rari casi, anni se le scorte di cibo e acqua erano abbondanti. Un lungo assedio poteva causare con riguardo agli aggressori un rallentamento dell'esercito o il rischio dell'arrivo di aiuti in favore dei difensori: questi ultimi, a loro volta, si esponevano al rischio di ritrovarsi con poco cibo, di incorrere in una pandemia o nel pericolo di dovere fronteggiare un'armata ancora più numerosa giunta in ausilio degli attaccanti. Un simile approccio non appariva limitato ai castelli, ma veniva applicato anche alle città fortificate dell'epoca. A volte venivano costruite delle strutture di assedio per difendere gli assedianti da una sortita improvvisa, le quali esaurivano lo scopo dopo che l'assedio fosse finito in un modo o nell'altro.

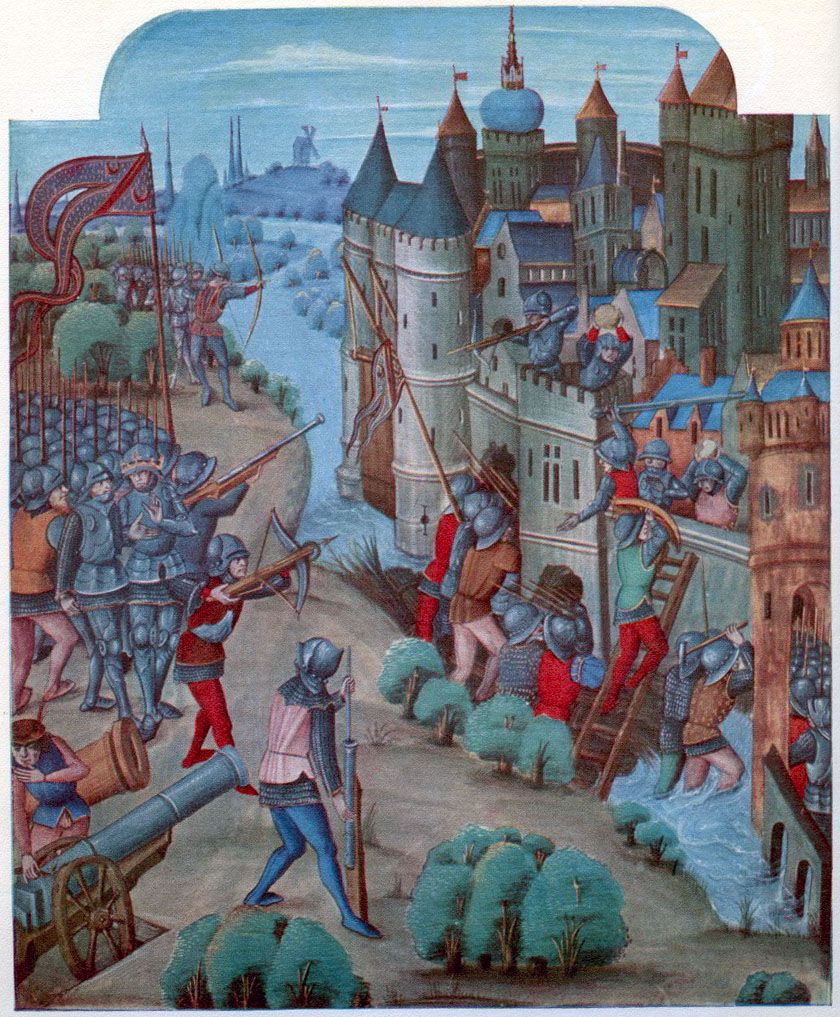
Illustrazione di un assedio del XV secolo. Si notano l'introduzione di nuove armi come i fucili e i cannoni ed elementi più recenti sui castelli come i torrioni tondi

L'analisi delle fonti coeve insegna che le opzioni a disposizione degli attaccanti erano molteplici. Per le strutture in legno, come le antiche motte castrali, il fuoco costituiva una vera minaccia, come si può intuire dai disegni riportati sull'arazzo di Bayeux. Le catapulte trovavano impiego fin dall'antichità: la manganella e la petriera (rispettivamente di origine orientale e romana) erano quelle più comuni del Medioevo. Il trabucco, che potrebbe risultare per alcuni una versione aggiornata della petriera, era l'arma d'assedio più efficace disponibile prima dello sviluppo dei cannoni. Queste armi erano vulnerabili al fuoco del castello, in quanto avevano una gittata corta ed erano macchine di grandi dimensioni. Al contrario, armi come i trabucchi potevano sparare dall'interno del castello a causa dell'alta traiettoria del proiettile che scagliavano e risultavano protette dal fuoco diretto grazie alle cinte murarie.
Le baliste o le spingarde erano macchine d'assedio che funzionavano secondo gli stessi principi delle balestre. Con le loro origini da rintracciarsi nell'antica Grecia, la tensione veniva usata per sparare un dardo o un giavellotto. La traiettoria raggiungibile da questi strumenti era inferiore rispetto ai trabucchi o alle manganelle, ma più precisa. Per questo motivo si preferiva usarle contro bersagli umani anziché contro gli edifici di un castello. La maggiore potenza, maneggevolezza e manovrabilità permisero al cannone di sopravanzare gli equipaggiamenti di epoca passata.
Un'altra tattica utilizzata era quella della mina. Fin dai primi esempi storici di assedi documentati archeologicamente sono state trovate tracce di gallerie scavate fin sotto le mura avversarie, piazzando numerosi pali di sostegno e tavolati per impedire crolli, cui si dava fuoco una volta che si fosse ragionevolmente certi di essere arrivati sotto le mura nemiche: il crollo della galleria provocava anche il crollo delle mura sovrastanti, con conseguente creazione di una breccia. Questo non sempre era sufficiente, perché a volte una sezione di mura così minata si limitava a sprofondare per un paio di metri, restando beffardamente in piedi. Costruire un castello su uno sperone roccioso o circondarlo con un fossato ampio e profondo aiutò a prevenire i rischi causati dalla tattica in esame. Inoltre, si poteva scavare una contro-mina verso il tunnel degli assedianti; supponendo che le due fazioni si incontrassero, ciò avrebbe causato un combattimento corpo a corpo sotterraneo. L'attività mineraria si rivelò così efficace che durante l'assedio di Margat nel 1285, quando la guarnigione del presidio venne a conoscenza dello scavo di gallerie, si arrese. Nei secoli trovarono impiego anche gli arieti, di solito sotto forma di tronco d'albero e dotati di una sezione centrale in ferro. La loro funzione appariva quella di sbaragliare le porte del castello, ma non mancarono casi in cui vennero impiegati pure contro le mura, anche se sortendo effetti minori.
In alternativa al compito dispendioso in termini di tempo di creare una breccia, si poteva tentare di utilizzare scale d'assedio per espugnare le mura combattendo lungo il cammino di ronda. In siffatta situazione, gli aggressori sarebbero rimasti esposti alle frecce infuocate. Un'opzione più sicura per chi assaltava un castello era quella di usare una torre d'assedio, a volte detta torre mobile. Una volta riempiti parzialmente i fossati intorno a un castello, queste torri mobili in legno potevano essere spinte contro la cortina muraria. Oltre a offrire protezione a chi si trovava all'interno, una torre d'assedio poteva avere una visuale sull'interno di un castello, offrendo agli arcieri una posizione vantaggiosa da cui lanciare dardi.

## Galleria d'immagini

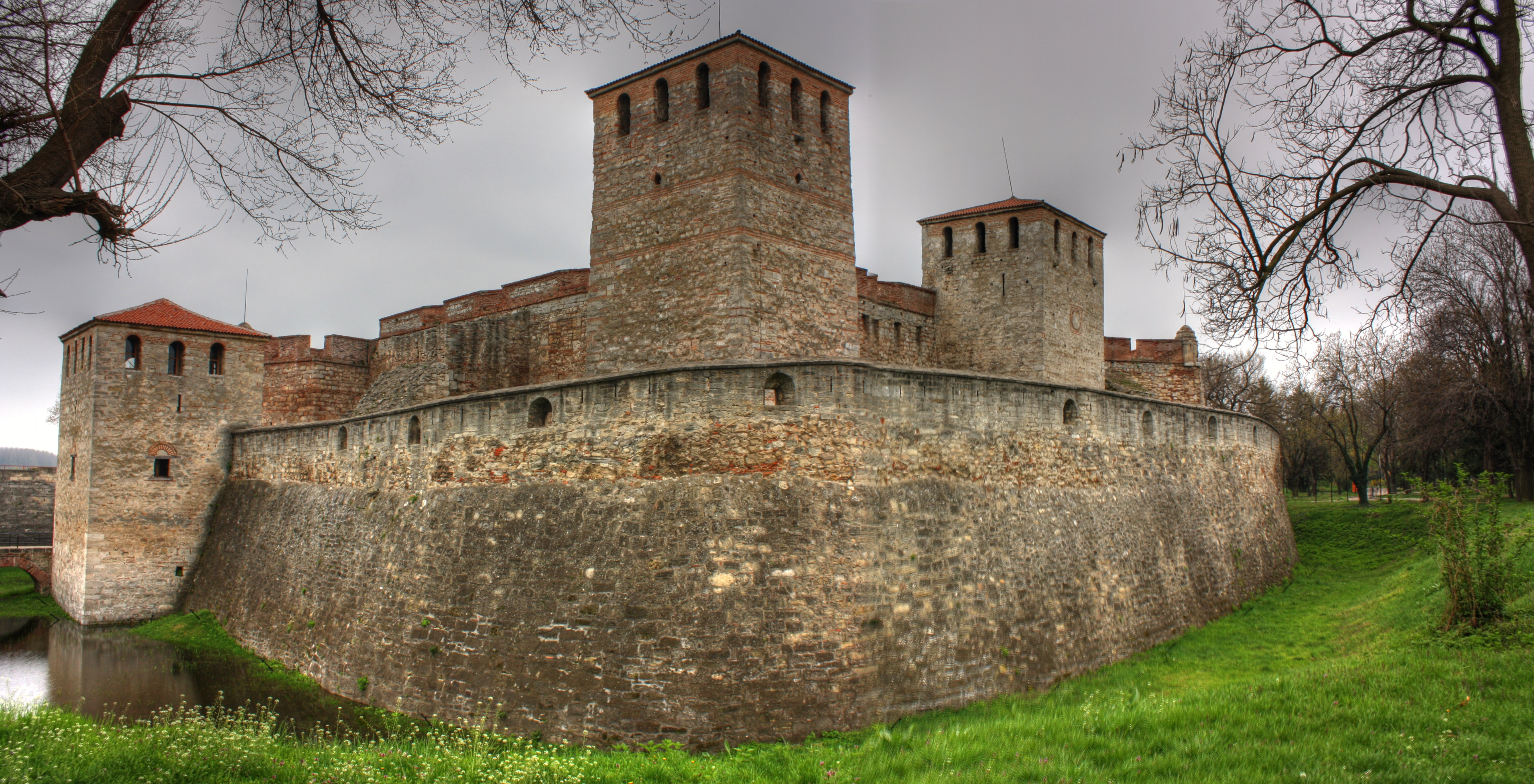
Fortezza di Baba Vida a Vidin, Bulgaria
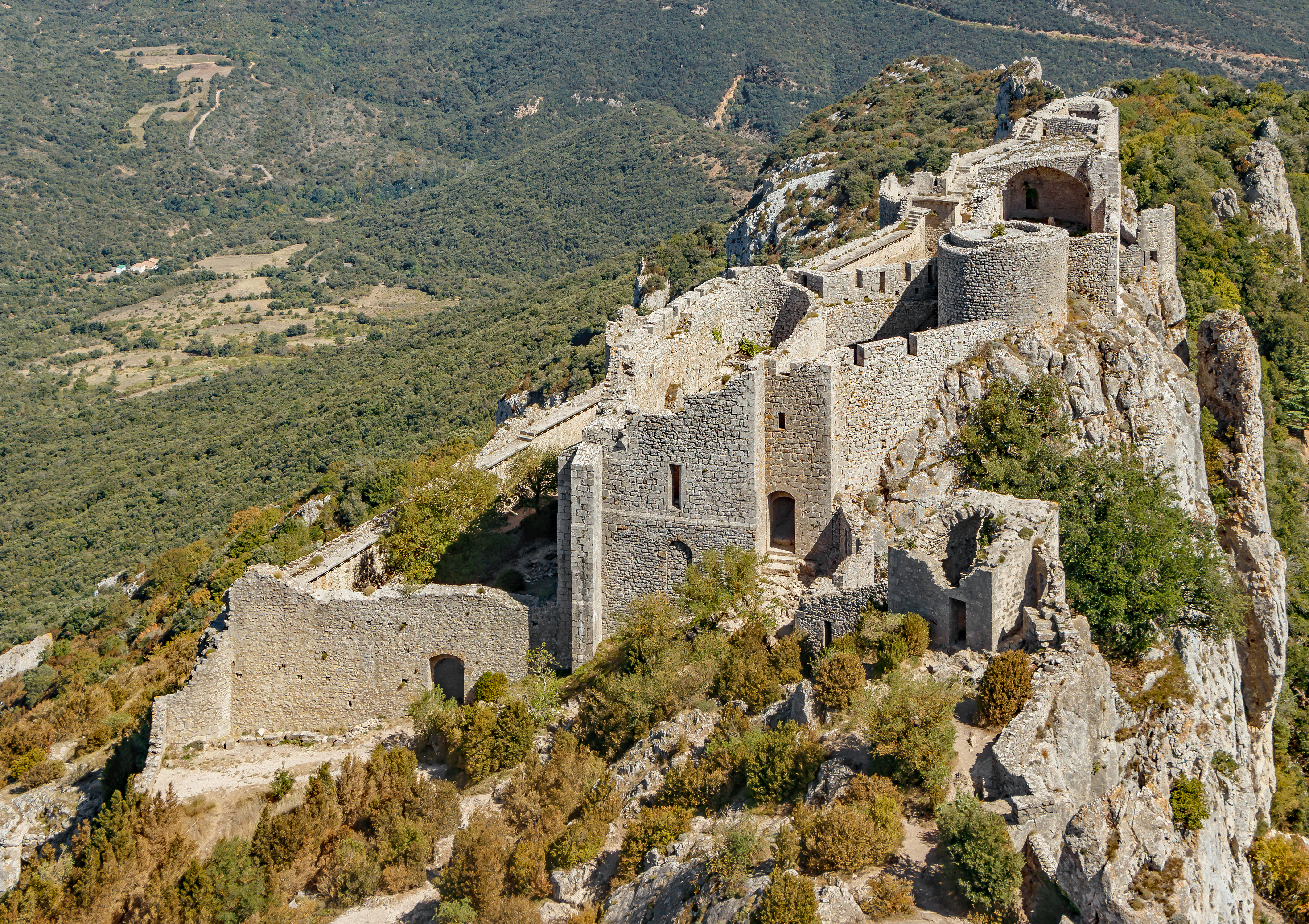
Castello di Peyrepertuse, Francia
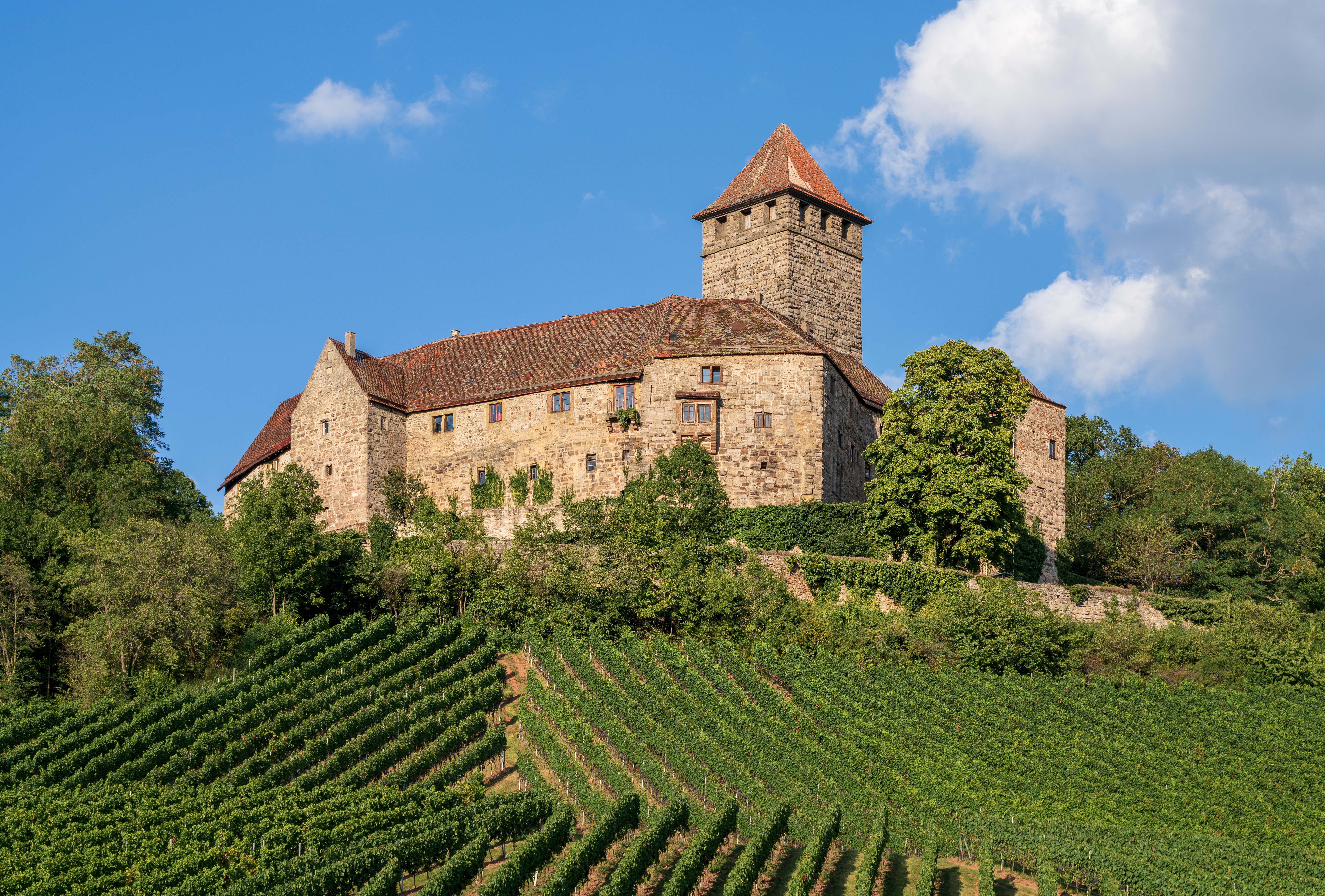
Castello di Lichtenberg, pressi di Oberstenfeld, Germania
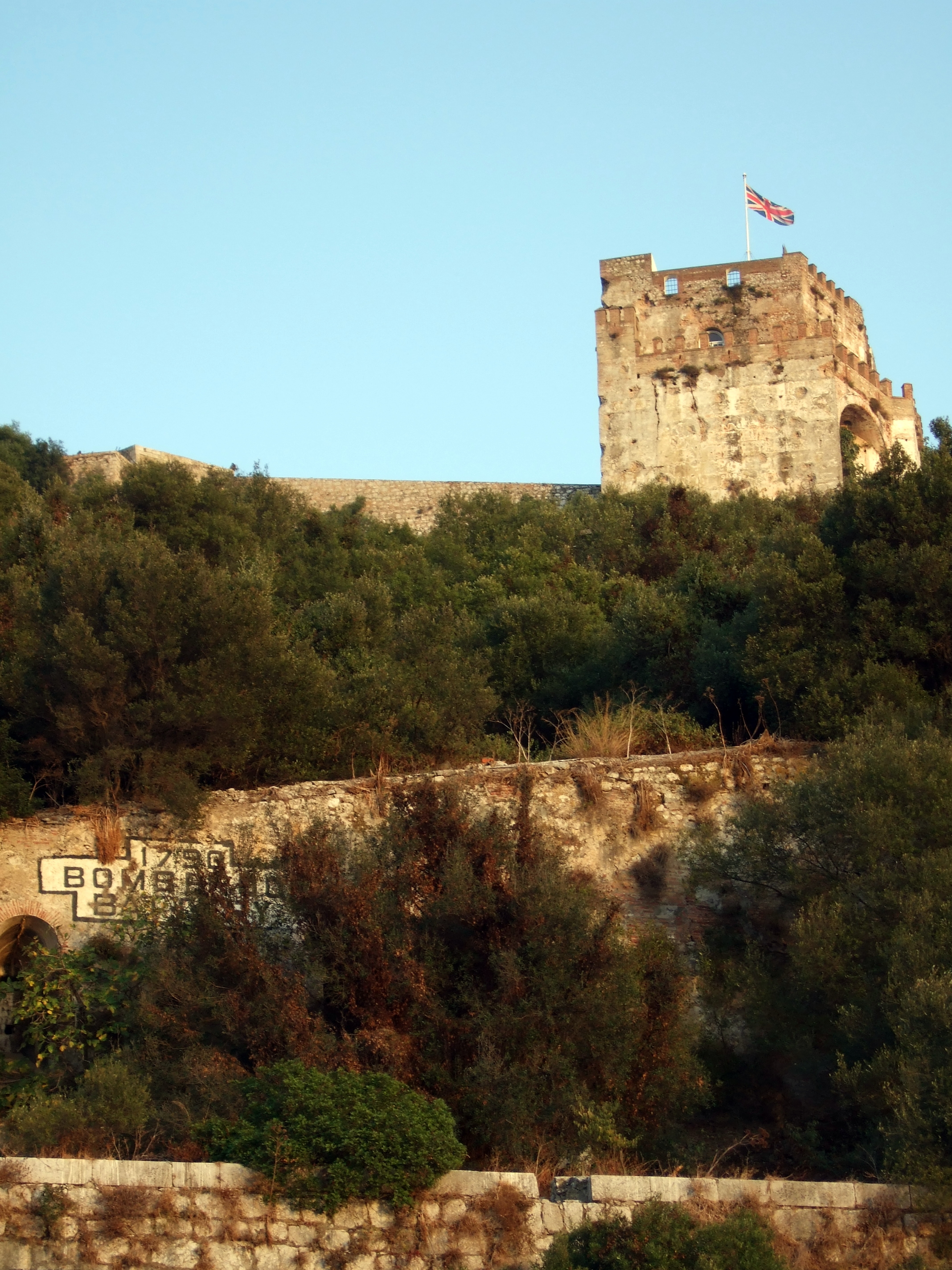
Castello Moresco, Gibilterra
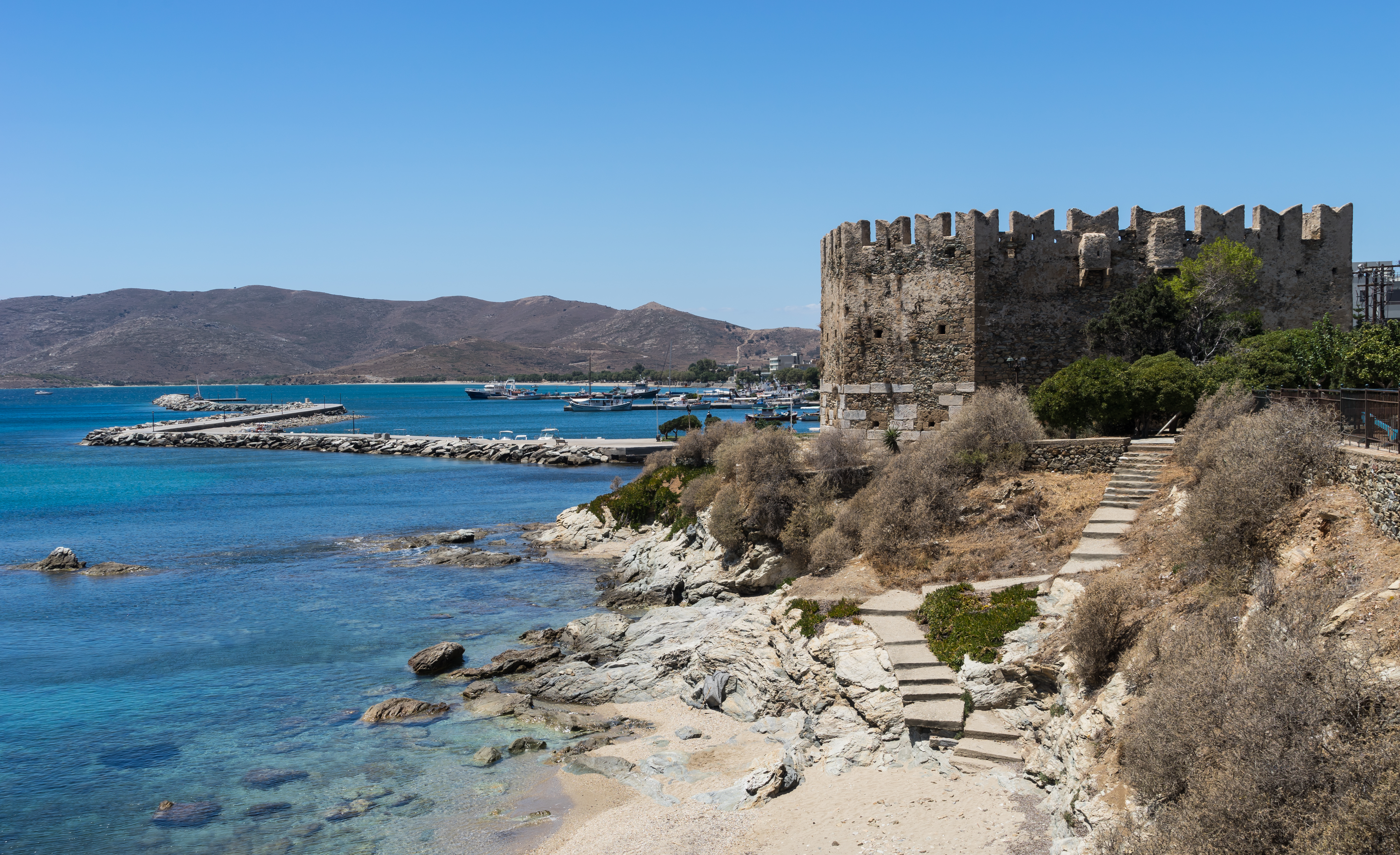
Castello di Bourtzi, Grecia
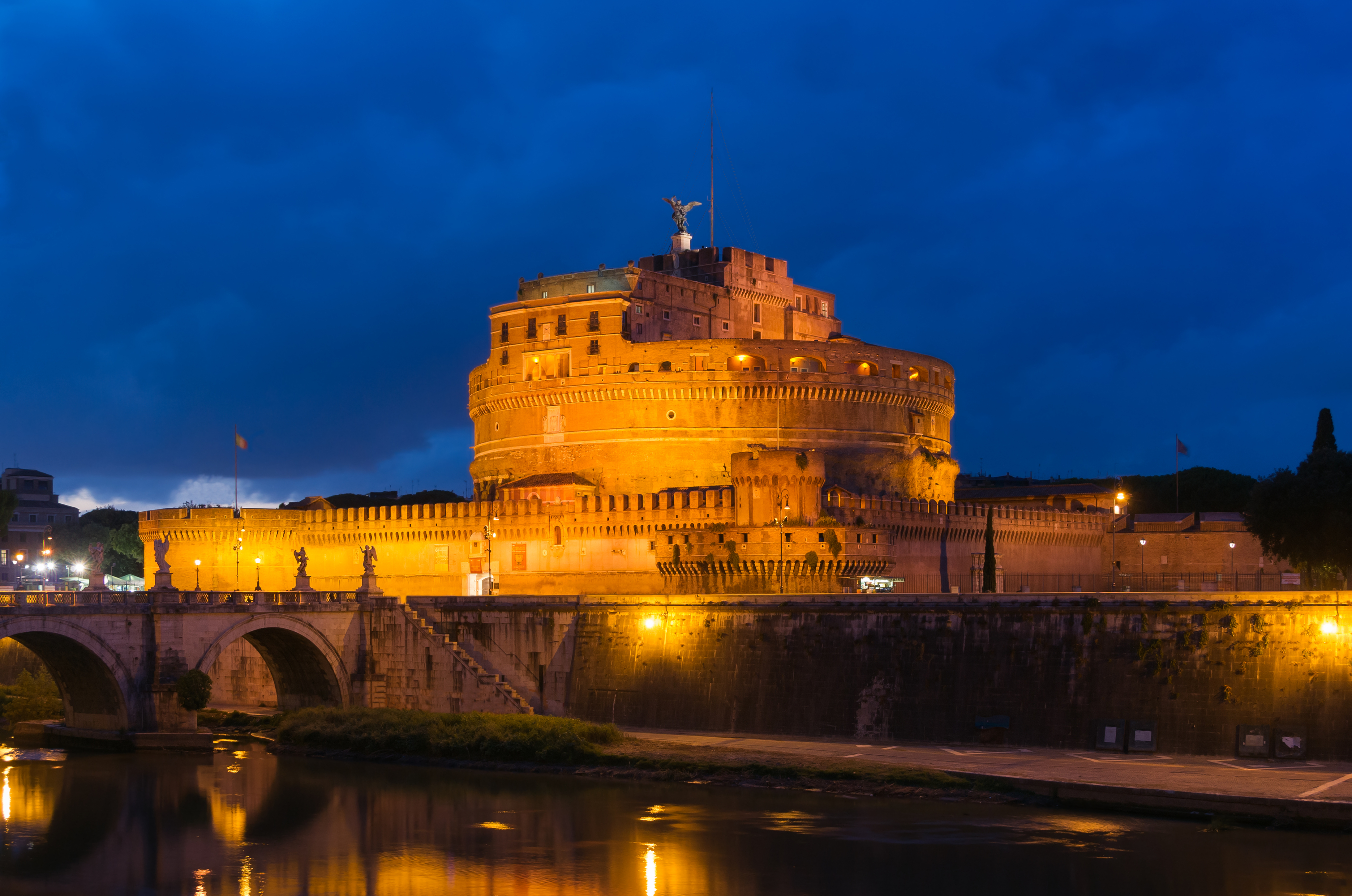
Castel Sant'Angelo a Roma, Italia
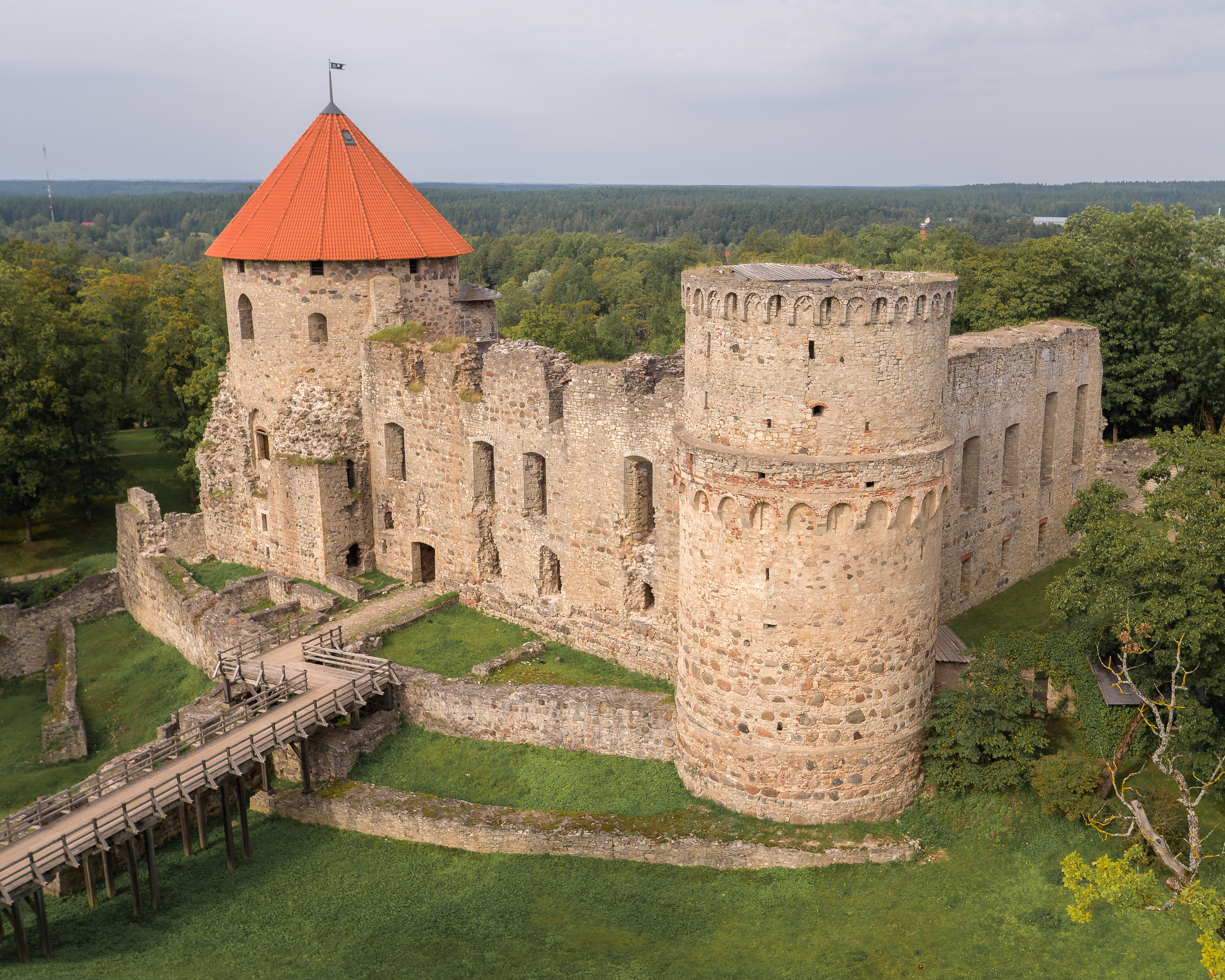
Castello di Cēsis, Lettonia
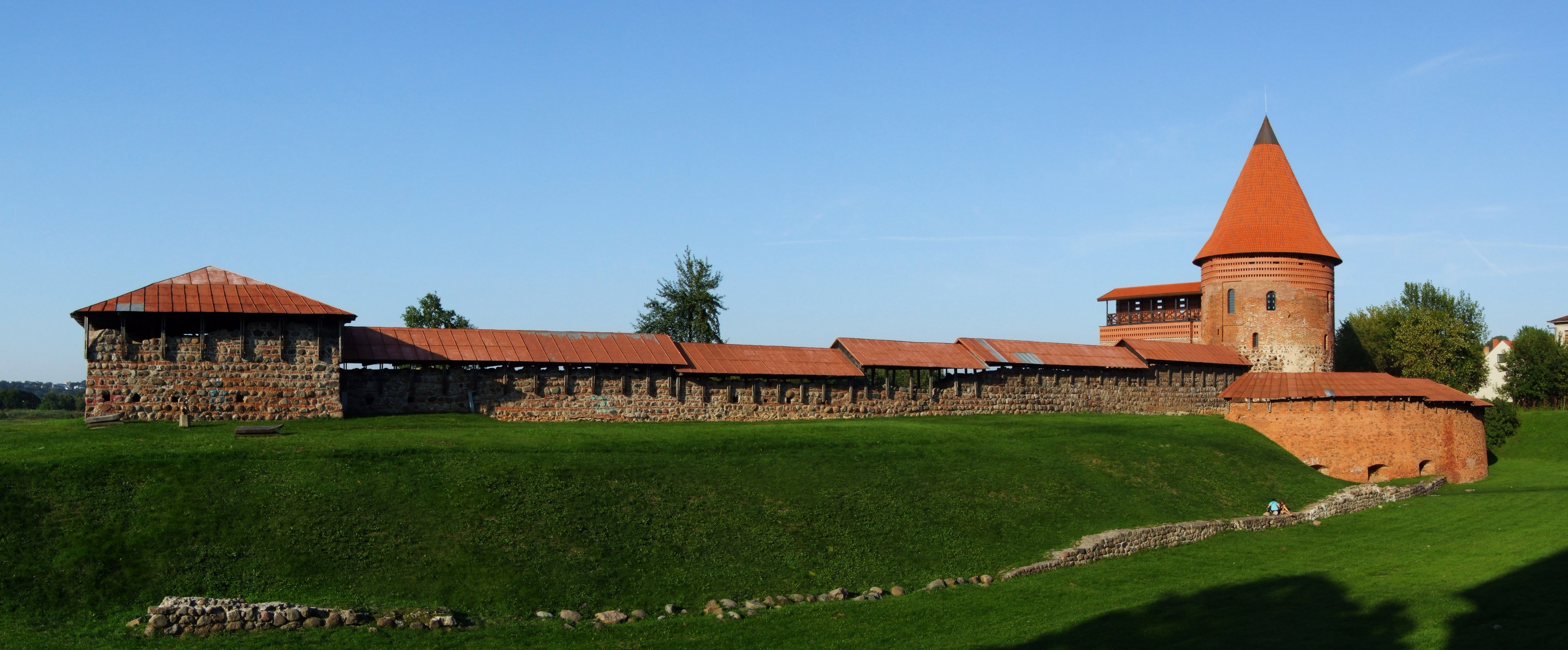
Castello di Kaunas, Lituania
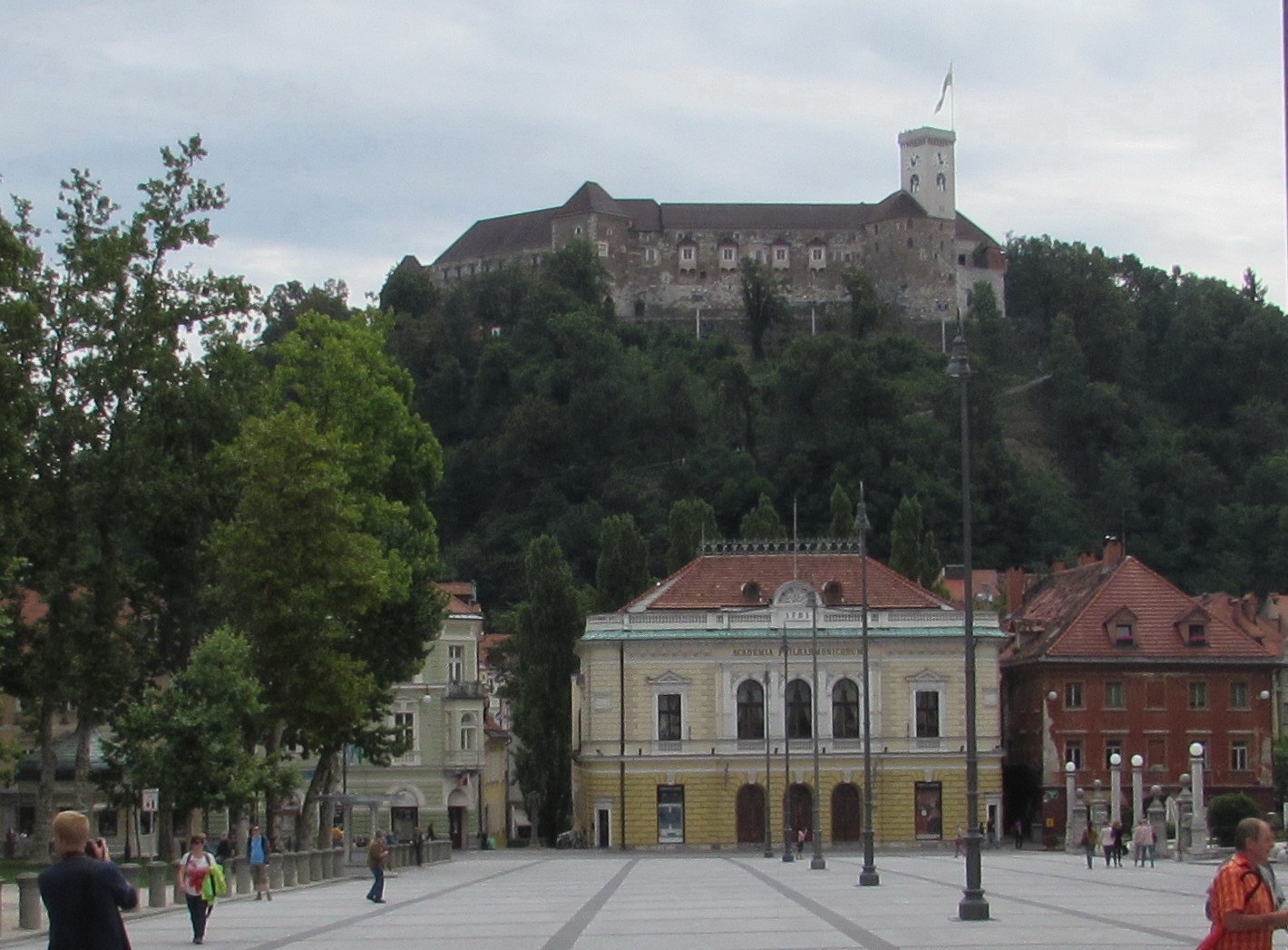
Castello di Lubiana, Slovenia
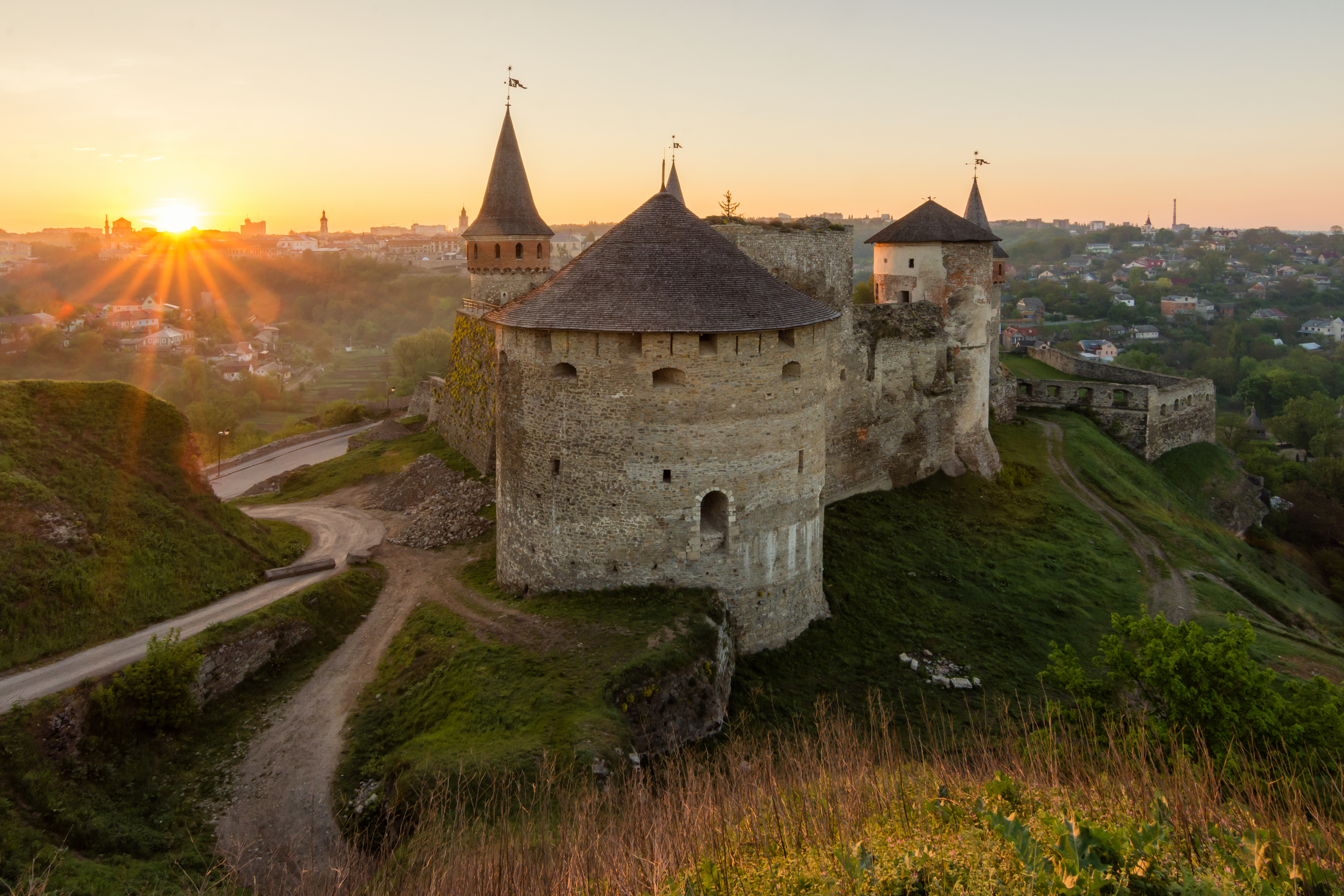
Castello di Kam"janec'-Podil's'kyj, Ucraina
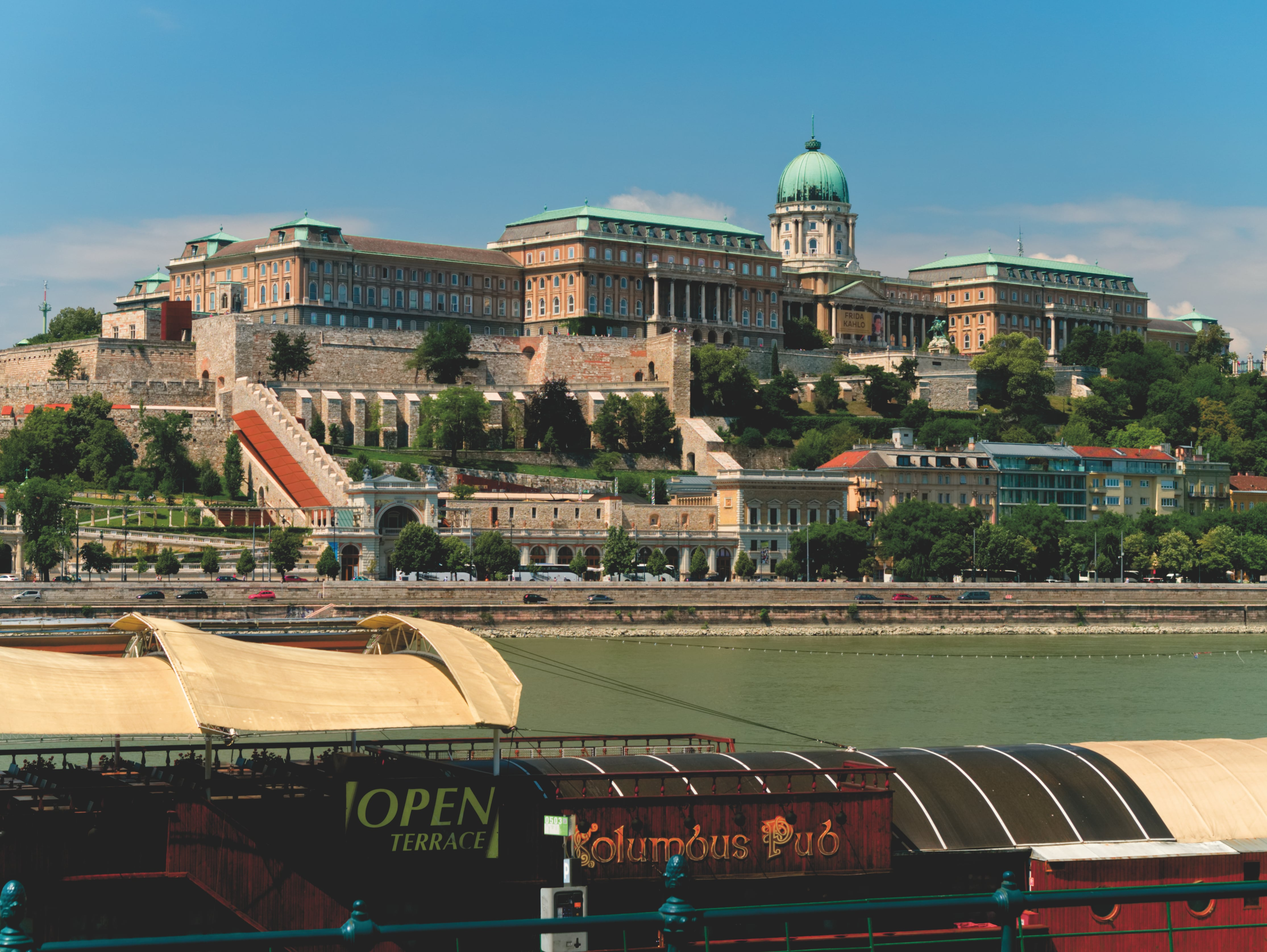
Castello di Buda, Ungheria
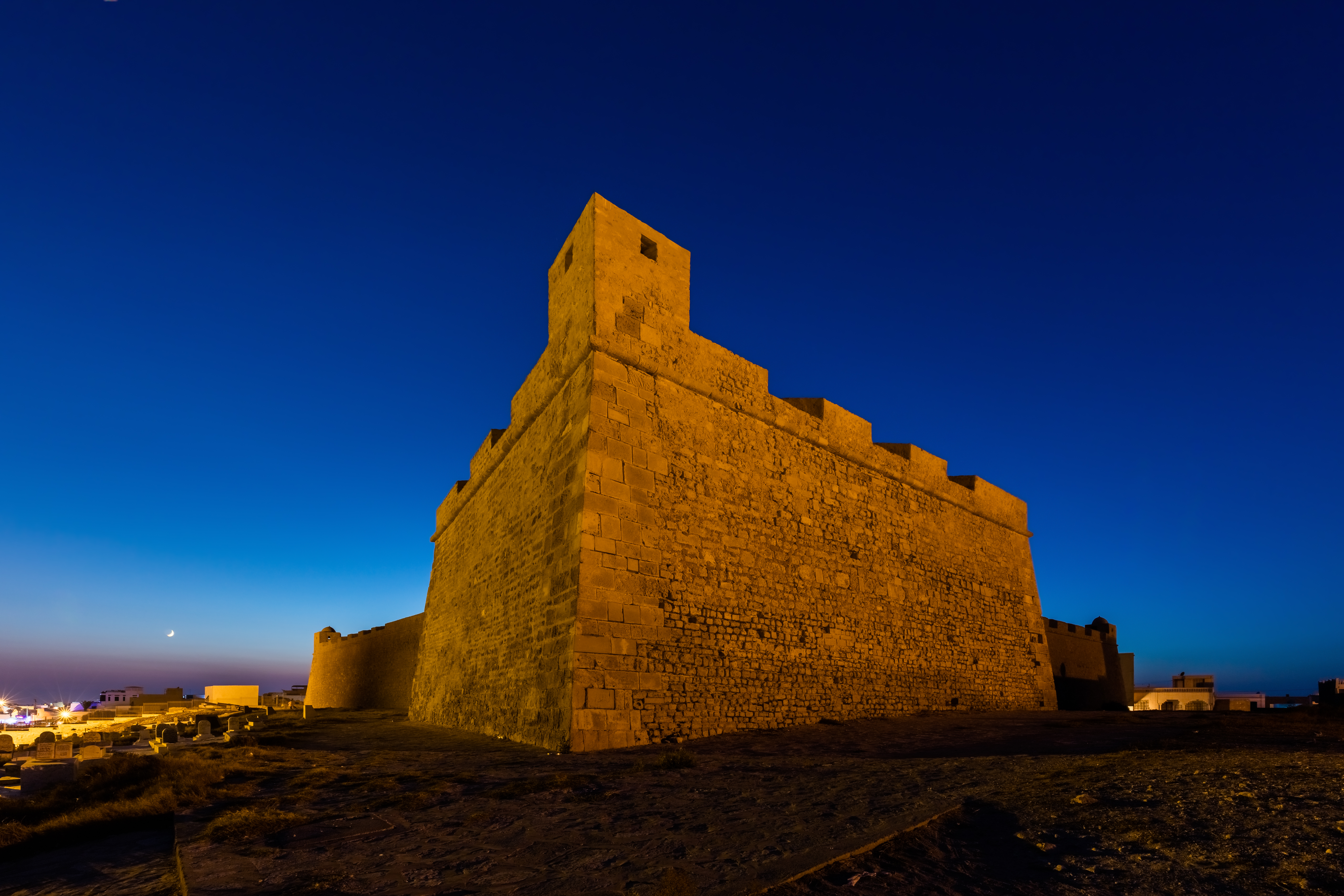
Forte di Mahdia, Tunisia